# Budapest
Budapest Magyarország fővárosa (1892-től 1949-ig a hivatalos megnevezése: ‘székesfőváros’), egyben legnagyobb és legnépesebb települése, jelenleg az Európai Unió 9. legnépesebb városa. Az ország politikai, kulturális, kereskedelmi, ipari és közlekedési központja, emellett Pest vármegye székhelye is, ugyanakkor nem része annak. 2017-ben regisztrált lakónépessége meghaladta az 1,7 (elővárosokkal együtt pedig a 2,5) millió főt. A város lakossága 1989-ben volt a legnagyobb, az akkori lélekszám 2,1 millió fő volt, és az ezt követő szuburbanizáció után is megmaradt az ország legnépesebb településének. A város területe 525,14 négyzetkilométer, ebben a tekintetben is első az ország települései között. Pozsonytól 161 km-re délkeletre, Bécstől 214 km-re délkeletre, Prágától 441 km-re délkeletre, Varsótól 545 km-re délnyugatra, Berlintől pedig 688 km-re délkeletre található.
Budapest története a keltákig nyúlik vissza az 1. századra, mivel a város eredetileg kelta település volt. 89 körül a rómaiak a Danubius folyó jobb partján megalapították Aquincum városát, mely Pannonia Inferior provincia székhelyeként szolgált, és amely a mai Óbudának felel meg. Aquincummal szemben a Duna bal partján feküdt Contra-Aquincum, mely a mai Pestnek felelt meg. A római kori erőd a pannóniai limes egyik fontos állomása volt. A 2. század elején épült, majd a 3. század végén alapjaitól átépítették. Jelentőségét szokatlanul vastag falai, az eraviszkusz „főváros” ellenőrzése, valamint egy ősi kereskedelmi révátkelő felügyelete adta. Róma bukása és a népvándorlás Aquincum elnéptelenedését okozta. Pannóniába hunok, osztrogótok, longobárdok, avarok és szlávok érkeztek, majd a 9. században a magyarok. Az első általuk létrehozott települést a mongolok 1241 és 1242 között, a tatárjárás során teljesen kifosztották és elpusztították. 1243-ban indult meg a budai vár építése az akkori neve szerint „pesti Újhegyen”, a mai budai Várhegyen. A 15. században a helyreállított város lett a Magyar Királyság reneszánsz humanizmus központja. A Jagellók idején a három városnak 25-30 ezer lakosa volt, ezzel Prágával, Béccsel és Krakkóval együtt Európa legnagyobb városaihoz tartozott. A város a szarvasmarha- és borkereskedelem jelentős központja lett. Ezt az idillt borította fel az 1526-os mohácsi csatában elszenvedett magyar vereség, majd Buda 1541-es török kézre kerülése. A 150 évnyi török hódoltság alatt a keresztény templomokat mecsetté alakították, és ekkor vált jelentőssé a főváros fürdőkultúrája is. Habsburg-segítséggel 1686-ban Budát visszafoglalták a keresztények a törököktől, ám a környék csak a 18–19. században tudott újra tovább fejlődni. Ezt fokozta, hogy a kiegyezést követően Bécs mellett az Osztrák–Magyar Monarchia fővárosa volt. 1873. november 17-én egyesítették Budát, Pestet és Óbudát, ekkor jött létre Budapest. Ebben az időben épültek a város leghíresebb épületei, és ekkor nőtte ki magát világvárossá. A második világháború hatalmas károkat okozott a városban. 1944-ben a visszavonuló német hadsereg felrobbantotta az összes dunai hidat, a következő 6 hónapban pedig heves harcok dúltak a jobb parton. A Várnegyed egy része teljesen megsemmisült a tüzérségi tűz következtében. 1950-ben vezették be a város máig érvényes közigazgatási felosztását, 23 szomszédos várost egyesítettek a fővárossal, aminek köszönhetően a város területe 2,5-szeresére, lakossága pedig másfélszeresére nőtt. 1956 őszén Budapest lett a kommunista hatalom felszámolására törekvő forradalom központja. A népfelkelést a szovjetek véresen leverték.
Budapest Béta+ rangú globális város, erős kereskedelem, pénzügy, média, művészet, divat, kutatás, technológia, oktatás és szórakoztatás terén. Magyarország pénzügyi központja, 2014-ben Európa második leggyorsabban fejlődő városi gazdasága volt. Budapesten található az Európai Innovációs és Technológiai Intézet, az Európai Rendőrakadémia, valamint a Kínai Befektetési Ügynökség első külföldi irodája. Több mint 40 főiskola és egyetem található itt, köztük az Eötvös Loránd Tudományegyetem (ELTE), a Corvinus Egyetem, a Semmelweis Egyetem, az Állatorvostudományi Egyetem és a Budapesti Műszaki és Gazdaságtudományi Egyetem.
Budapesten több UNESCO világörökségi helyszín is található, többek között a Duna-part látképe, a Budai Várnegyed, az Andrássy út, a Hősök tere és a Millenniumi Földalatti Vasút, a világ első villamos hajtású, egyben Európa második földalatti vasútja a londoni után. Emellett turisztikailag jelentősek még a város Duna-hídjai is. A városban körülbelül 80 geotermikus forrás fakad. Budapest a világ legtöbb gyógyfürdővel rendelkező fővárosa. Itt található a világ legnagyobb termálvizes barlangrendszere, Európa legnagyobb zsinagógája (a Dohány utcai zsinagóga), valamint a világ harmadik legnagyobb parlamenti épülete, a magyar Országház is. Budapest évente mintegy 12 millió nemzetközi turistát vonz, így Európa rendkívül népszerű úti céljai közé tartozik. A Big7Media legjobb európai úticéljait rangsoroló 2020-as listájának élére került, a Which? közvélemény-kutatásában pedig a harmadik legjobb európai város lett.

## A név eredete
Pestet és Budát, Magyarország fő-, illetve székvárosát csak a reformkortól kezdődően emlegették együtt, közös nevükön. A gyakoribb forma a nagyobb (és nemzeti szempontból jelentősebb) város nevét előre helyezve Pest-Buda volt, de elvétve előfordult a magyar nyelvhez jobban illeszkedő, a mássalhangzó-torlódást elkerülő Buda-Pest alak is. Ez a névváltozat gróf Széchenyi István 1831-es Világ című művéből származik. A városok egyesítésekor, 1873-ban már magától értetődő természetességgel választották az új szék- és főváros számára a Budapest nevet.
A Buda név a korai Árpád-korban az ókori Aquincum helyén épült római települést jelölte, amelyet csak a tatárjárást követően, az akkor Újbudának nevezett budai vár megépítése után kezdtek Ó-Buda néven emlegetni. A város a középkori krónikáink szerint Attila hun király testvéréről kapta nevét, ebből azonban valószínűleg csak annyi igaz, hogy a név eredete valóban lehetett személynév is (középkori forrásokban előfordulnak Buda nevű személyek). Egy másik, nem igazolható feltevés szerint a városnév eredete a szláv voda („víz”) szó lehet, ahogyan az ókori latin Aquincum név végső forrása is valamely vízzel összefüggő jelentésű kelta szó lehetett.
Pest nevének eredete egyes vélemények szerint az ókorba nyúlik vissza, Contra-Aquincum neve Ptolemaiosz 2. századi „Geógraphiké hüphégészisz” (Bevezetés a föld feltérképezésébe) című művében ugyanis Pesszion néven szerepel (Πέσσιον, iii.7.§2). Az elfogadottabb magyarázat szerint viszont a budai oldalon található Gellért-heggyel kapcsolatos, a szó ugyanis a szláv nyelveken „barlangot”, „sziklaüreget” jelent, a régi magyar nyelvben pedig a kemencét nevezték pestnek, ahogy azt például Székelyföld egyes részein még a 20. században is használták. Így lett a hévizes barlangot („forró kemencét”) rejtő mai Gellért-hegy Pest-hegy, a hegy lábánál ősidők óta használt folyami átkelő pedig Pest-rév, és innen kapta végül a túlparton létrejött település a nevét. A névnek ez az érdekes „túlpartra vándorlása” legkorábbi középkori forrásainkban jól nyomon követhető. Hasonló eredetű Buda német neve, Ofen is (magyarul: „kemence”), amely délnémet nyelvjárásban a szláv pest szóhoz hasonlóan barlangot, üreget is jelent. Érdekes, hogy egy tatárjárás előtti oklevél Ofen néven a folyó bal partján lévő települést, azaz a mai Pestet jelöli meg, később azonban a helyi németek már csak a budai várhegyre alkalmazták ezt a nevet.

## Története
A mai Budapest területének írásos történelme a római helyőrséggel, Aquincummal kezdődik, amelyet i. sz. 89 körül alapítottak a Duna nyugati partján (a mai Óbuda területén). Aquincum i. sz. 106-tól a 4. század elejéig a kettéosztott Pannonia tartomány egyik részének, Alsó-Pannóniának (Pannonia Inferior) a központja volt. Lakossága 20 000 fő körüli volt. A mai Óbudai-szigeten épült helytartói palotában olykor maguk a római császárok is megfordultak. A modern város területén több római segédcsapat (auxiliáris) tábor (Albertfalva, Campona) és ellenerőd (például Contra-Aquincum) is megtalálható.

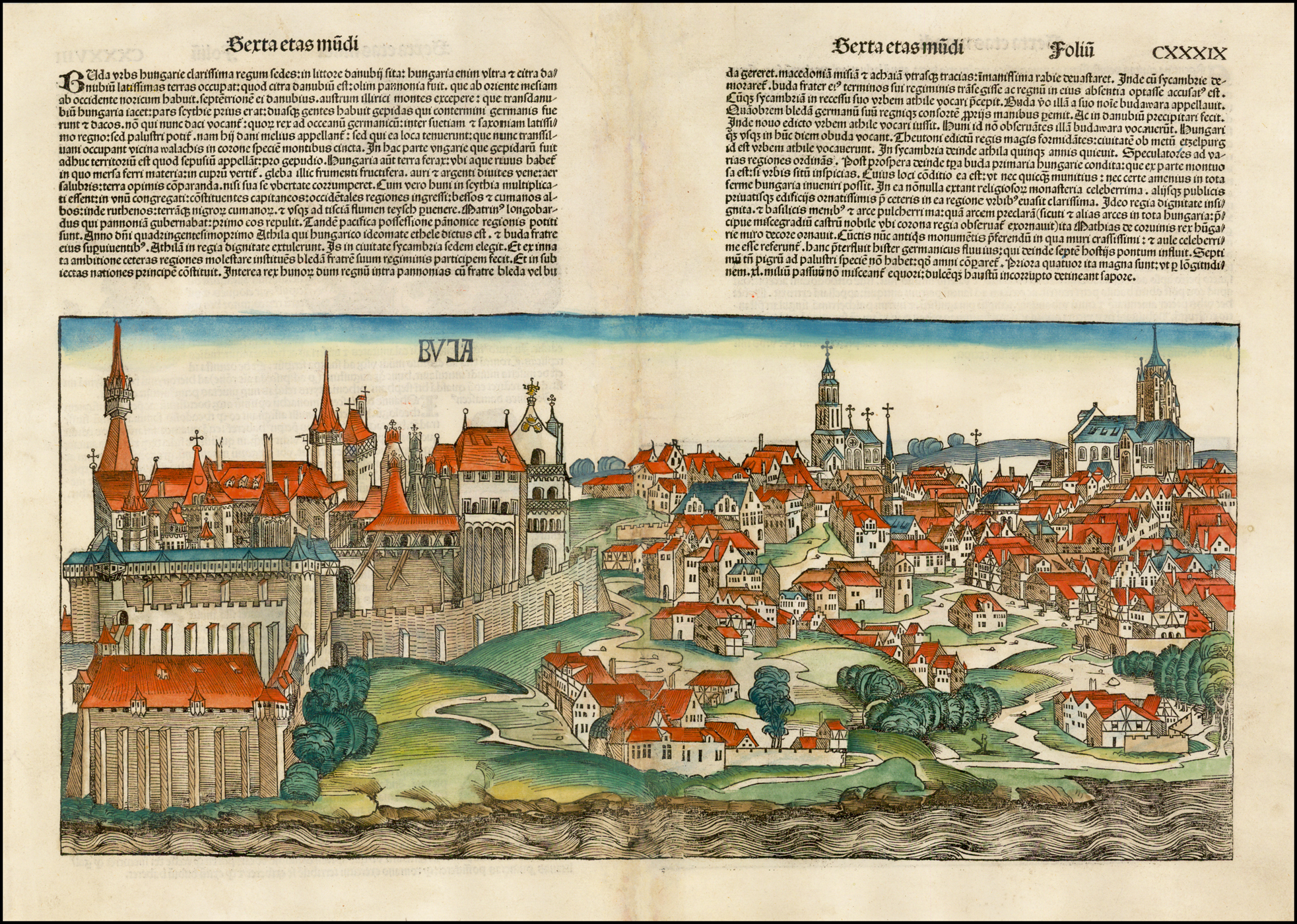
Buda 1493-ban

Anonymus leírása szerint a honfoglalás után Árpád vezér Budavárat, a hajdani „Attila király városát” választotta törzse szálláshelyéül, központi földrajzi fekvése miatt, és itt is temették el 907-ben, a szomszédos Fehéregyházban. Ezt a helyet általában Óbudával szokták azonosítani (bár akadnak akik Pesthidegkúton vagy a közeli Pilis hegységben keresik).
A városhoz kapcsolódik Gellért püspök legendája, akit pogány felkelők a mai Gellért-hegy (az akkori Pest-hegy) oldalában gyilkoltak meg (a legenda szerint szöges hordóba zárva legurították a dombról), ennek emlékét őrzi a hely mai neve.
Óbuda és Pest római öröksége, a sok ezer épület romja évszázadokon át látható volt, az Árpád-korban azonban a helyükön fokozatosan igazi, nyüzsgő középkori városok épültek. Óbuda úthálózata a római korból maradt fenn, lakossága szőlőműveléssel foglalkozott. Területén egyházi birtokok alakultak ki, a 13. században pedig vár épült. 1223-ban a városban nagy tűzvész pusztított, amiben a főként fából épült házak elhamvadtak. Pestet a 12. században már fal vette körül, 1230-ban pedig kiváltságlevelet kapott II. Endrétől.
IV. Béla király 1241-ben Pestről indult a tatárok ellen. A vesztes csata után a tatárok felégették Pestet, majd 1241/42 telén átkeltek a befagyott folyón, és Óbudát is elpusztították. A két város teljes lakosságát legyilkolták. A pestieket például a város nagytemplomában, a mai Belvárosi plébániatemplomban koncolták fel, ahová imádkozva összezsúfolódtak.
Miután visszatért, a király kővárat és Újbuda néven új várost építtetett az úgynevezett Pest-hegyen, a mai Várhegyen (1247 és 1265 közt). Ezek voltak itt az első városias épületek, a későbbi híres budai vár alapját képezve. IV. Béla várkastélyát, amely a mai Mátyás-templom közelében állt, már jobban lehetett védeni támadások esetén, mint az alacsonyabban fekvő óbudai várat (annak feltételezett romjait is feltárták a régészek).
IV. Béla a tatárjárás alatt tett fogadalmához híven az egyháznak ajándékozta a Nyulak szigetét (a mai Margit-szigetet), és az itt épült Domonkos-rendi apácakolostorban helyezte el legkisebb leányát, Margitot, aki a város híres szentje lett.

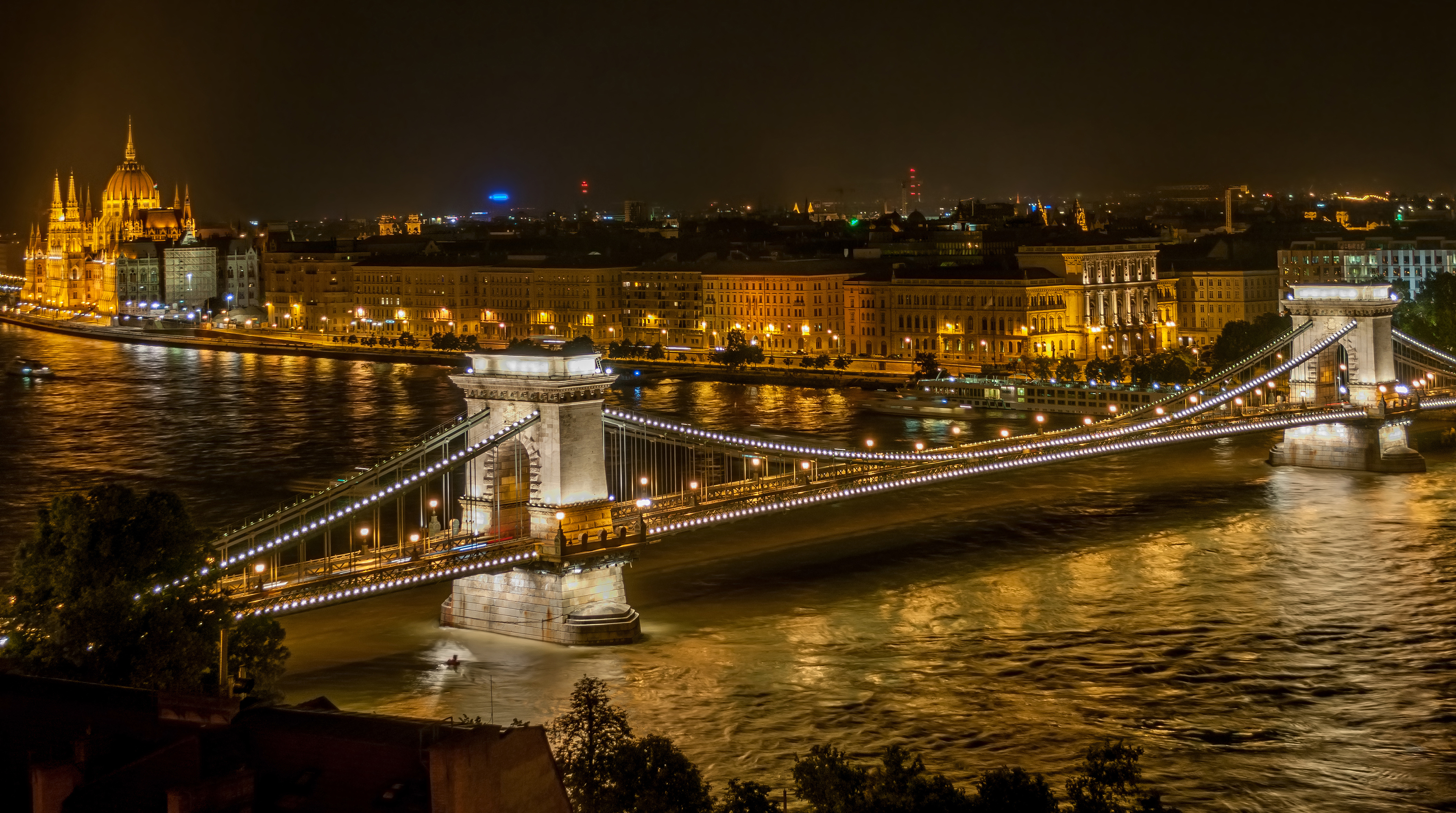
A Széchenyi Lánchíd a várból nézve

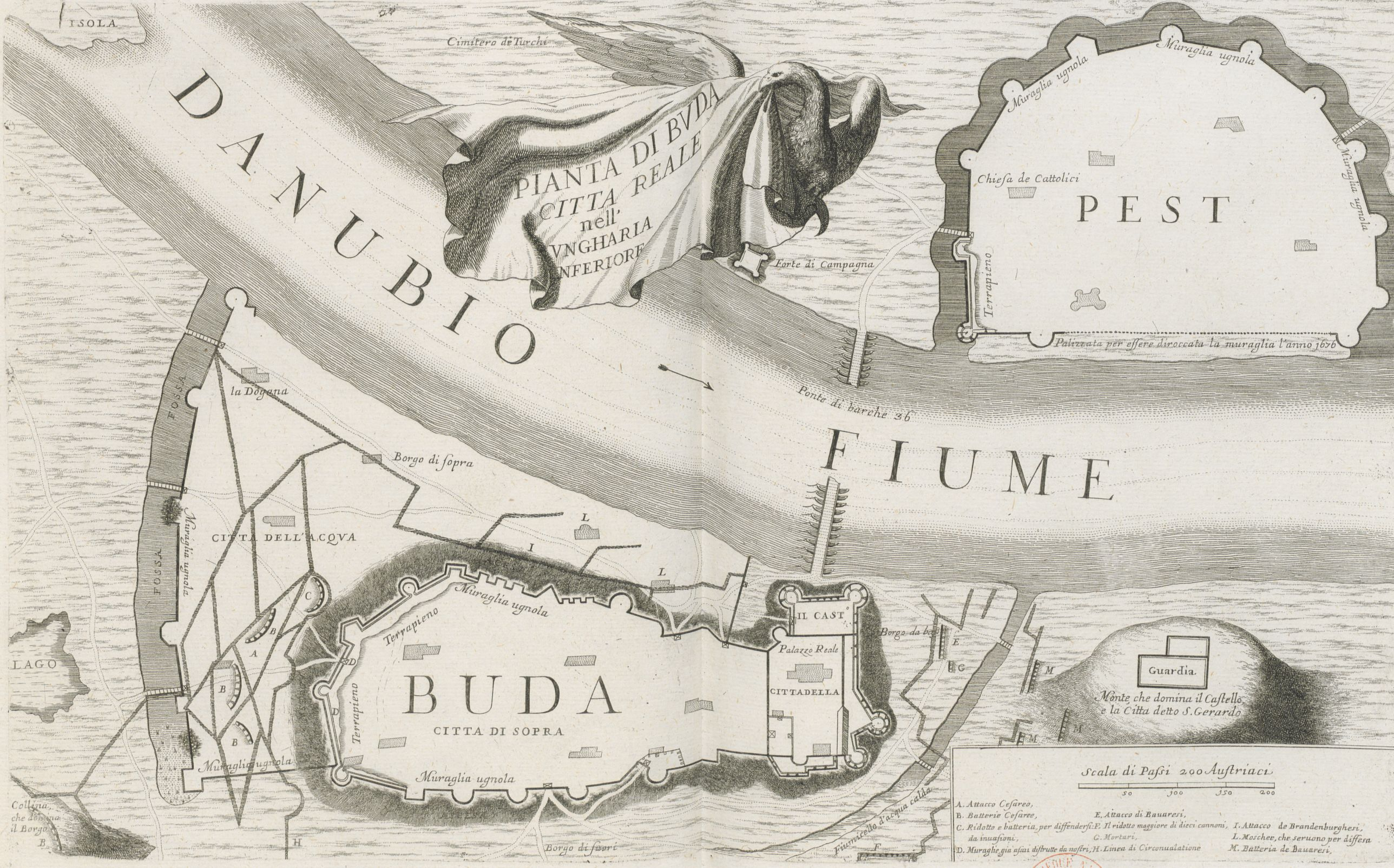
Buda és Pest Vincenzo Maria Coronelli metszetén, 1689

Az Árpád-ház kihalása után Buda Vencelt támogatta a pápa által pártfogolt Károly Róberttel szemben, ezért a pápa egyházi átok alá helyezte a várost, a budai plébános pedig viszonzásul a pápát. 1302-ben az Anjou-párti Csák nembéli Márk és báró Cseszneki Jakab fiai sikertelenül ostromolták a várat, de az épületekben nagy kárt okoztak és a budai szőlőhegyet is elpusztították. Végül a városnak el kellett fogadnia a győztes Károly Róbertet. Fia, Nagy Lajos királyi székhellyé tette Budát. A város már igazi polgári város volt, nagy számban éltek itt kézművesek, iparosok, kereskedők. A magyarok mellett jelentős volt a német hospesek száma, és természetesen zsidó vallású lakossága is volt. A tatárok dúlását nehezen kiheverő Pest lakossága is kezdett talpra állni, a 15. században visszanyerte a bíróválasztás jogát, és 1470 körül szabad királyi város lett.
Luxemburgi Zsigmond, majd Mátyás uralkodása a városok történelmének a török idők előtti fénypontja. Zsigmond egyetemet alapított Óbudán 1389-ben. Mátyás reneszánsz udvara nagy vonzóerőt gyakorolt a kor művelt embereire, emelve a város és a királyi udvar kulturális színvonalát. 1473-ban az első budai nyomdában, Hess Andrásnál elkészült a Budai krónika. Mátyás halála után az országban feudális viszályok, gazdasági válság, majd a Dózsa György-féle parasztfelkelés rázta meg, a két város kultúrája azonban a Jagelló-ház budai uralkodása idején is tovább gyarapodott. A budai reneszánsz történeti emlékei ma a budai királyi palotában (Budapesti Történeti Múzeum), míg Pest reneszánsz emlékei a mai Belvárosi Plébániatemplomban láthatók. Ennek a fejlődésnek vetett véget a török hódoltság.

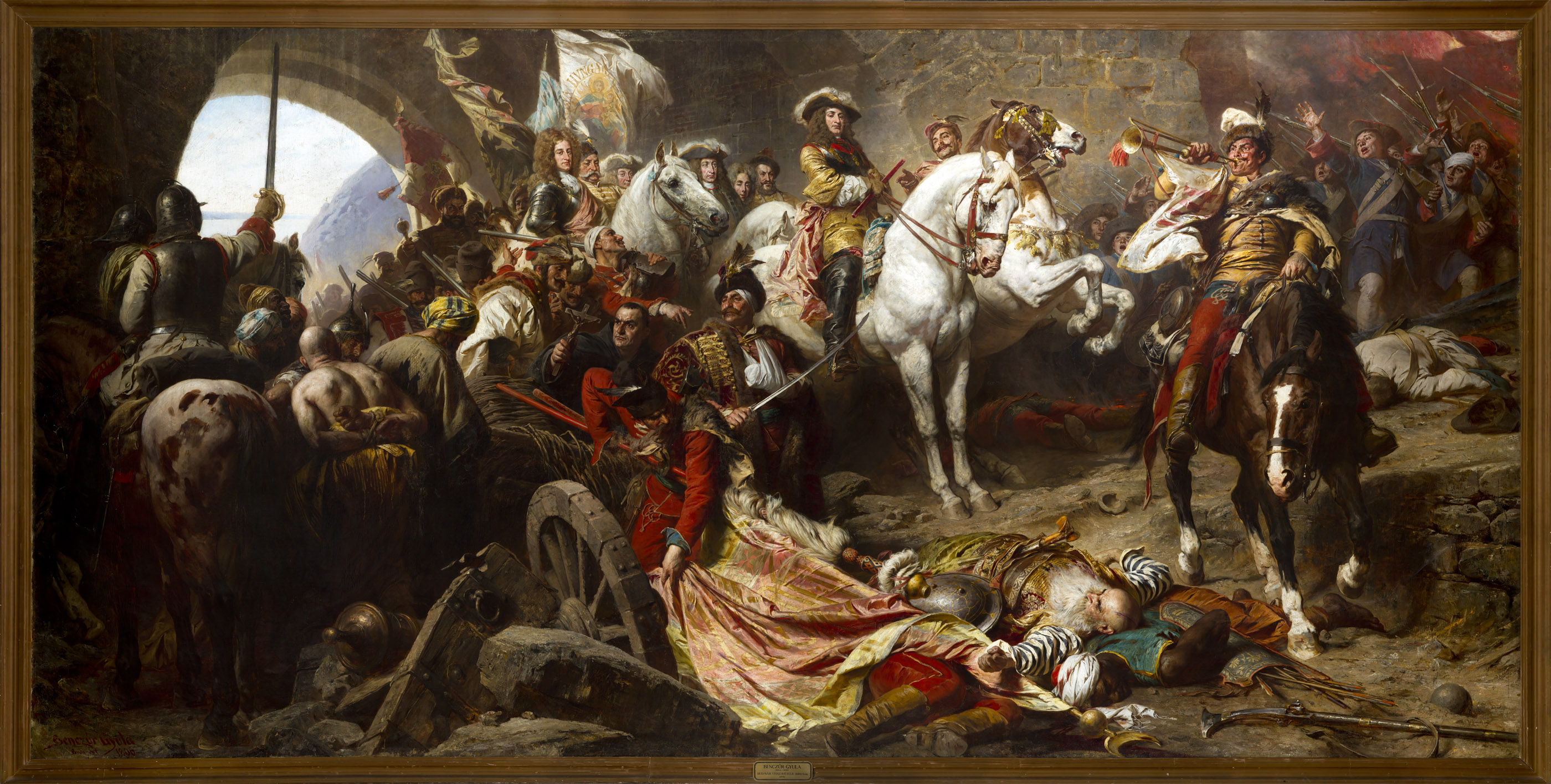
Benczúr Gyula: „Budavár visszavétele 1686-ban”.
Fehér lovon Lotaringiai Károly herceg, karddal a kezében a sebesült Petneházy Dávid hajdúkapitány, továbbá Bercsényi Miklós, Pálffy János, Savoyai Jenő, Bottyán János, és a lábuk előtt a legyőzött török vezér, Abdurrahmán Abdi az utolsó budai pasa

A 15. század második felében, Mátyás király alatt Buda az ország fővárosa lett, reneszánsz királyi palotája európai hírű volt. Ugyanakkor a Duna bal partján fekvő Pest is jelentős kereskedővárossá fejlődött. 1541-ben a törökök kezére jutott a két város, akik 150 éves uralmuk alatt Budán rendezték be központjukat. A város arculatát a keleti városeszményhez igazították, fürdők, bazárok, dzsámik épültek. Budát és Pestet a Habsburgok véres háborúban foglalták vissza a töröktől 1686-ban, amelynek során a két város teljesen elpusztult.
A 18. századi barokk korban a városi élet csak lassan bontakozott ki újra. Buda újkori fejlődését Mária Terézia alapozta meg, amikor Pozsonyból ide költöztette a királyi intézményeket és Nagyszombatból az egyetemet. Az igazi fejlődés azonban csak a 19. század első felében, a reformkor idején indult meg, amikor Pest az ország kulturális és gazdasági központja lett. A korszak jelképeként megépült a két várost összekötő Széchenyi lánchíd.
Buda-Pest fekvése kies, s olyan, mely egyesítő középpontnak sok tekintetben helyesnek lenni látszik. Ha azonban a két város s annak körvidéke természeti mibenlétében hagyatik, egyesítést, ítéletem szerint, csak századok lefolyta eszközölhet; mely századokban viszont annyi egyesülés elleni erő is fejlődhetik ki, hogy Buda-Pest hihetőleg soha nem léphet ki a provinciális városok sorábul, s egyesítő pontul nemigen fog szolgálhatni. A kérdés tehát abban forog, vagy inkább az a feladás: kinyomozni, a két testvérváros mily kifejlésre képes.
Az 1848. március 15-i pesti forradalom a magyar történelem egyik fő eseménye volt, ez a nap ma nemzeti ünnep. Az 1848-as forradalmi események során Pest-Buda az ország fővárosa lett, majd harcok után osztrák kézre került. A magyar honvédsereg Buda 1849-es bevételével a szabadságharc egyik legnagyobb katonai sikerét érte el.
A szabadságharc bukását követő osztrák elnyomás egy időre megakasztotta a fejlődést, az 1867-es kiegyezést követően azonban világvárosi növekedés kezdődött. A vezetők 1872 decemberében fogadták el Pest, Buda és Óbuda egyesítését, majd a mai Budapest 1873 őszén jött létre. A főváros napját az egyesítés emlékére november 17-én ünnepelik, ugyanis 1873-ban ezen a napon ült össze az egyesített város tanácsa átvéve az elődvárosok tanácsától az ügyek intézését (ez azonban csak egy volt az egyesítéshez kapcsolódó átszervezés eseményei közül, az önkormányzati választást már szeptemberben megtartották, a főpolgármestert és a polgármestert pedig októberben megválasztották). Budapest Európa leggyorsabban növekvő városa lett, a lakosság húsz év alatt megduplázódva a századfordulóra közel háromnegyedmilliósra duzzadt. Ekkor alakult ki a mai város képe, a hidakkal, körutakkal, modern közlekedési hálózattal, Európa első Nagy-Britannián kívüli földalatti vasútjával, a belső és külső kerületekkel, az Országházzal és a többi országos középülettel. Világhírűek lettek Budapest színházai, kávéházai, gyógyfürdői, a pezsgő kulturális élet és a híres "pesti éjszaka". A fejlődés jelképeként tartották meg 1896-ban a millenáris kiállítást és ünnepségeket.

### 20. század
A 20. század elején folytatódott a kiegyezés után lendületet kapó fejlődés, például 1909 és 1910 között bevezették az elektromos közvilágítást.
Az 1910-es népszámlálás 880 371 lakost számlált az akkori Budapesten, míg a legnagyobb elővárosban, Újpesten 55 ezret. A lakosság döntő többsége magyar nyelvű volt (85,9%), 9% vallotta magát németnek és 2,3% szlováknak. A vallási összetétel a következő volt: katolikus 59,9%, izraelita 23,1%, református 9,9%, evangélikus 4,9%.
Az első világháború és az azt követő események, az 1918–1919-es őszirózsás forradalom és Tanácsköztársaság azonban megakasztották a város addigi fejlődését.
A trianoni békeszerződés után a Horthy-korszak konszolidációs politikája következett. Az elcsatolt magyarlakta területekről sokan költöztek (illetve menekültek) a fővárosba. Közülük sokan laktak pályaudvarokon, vasúti vagonokban. Így a lakosság az 1930-as évekre meghaladta az egymilliót. A tömeges lakásigény miatt megépültek az első lakótelepek, például a Wekerletelep az és az Állami lakótelep is. Szegények tömegei éltek nyomornegyedekben is (például a Mária Valéria-lakótelep).
1924-ben megalakult a Magyar Nemzeti Bank, 1925-ben pedig megkezdte adását a Magyar Rádió. 1933-ban megkezdődött a Tabán bontása. 1934 és 1940 között négy újabb kerülettel bővült Budapest közigazgatása.

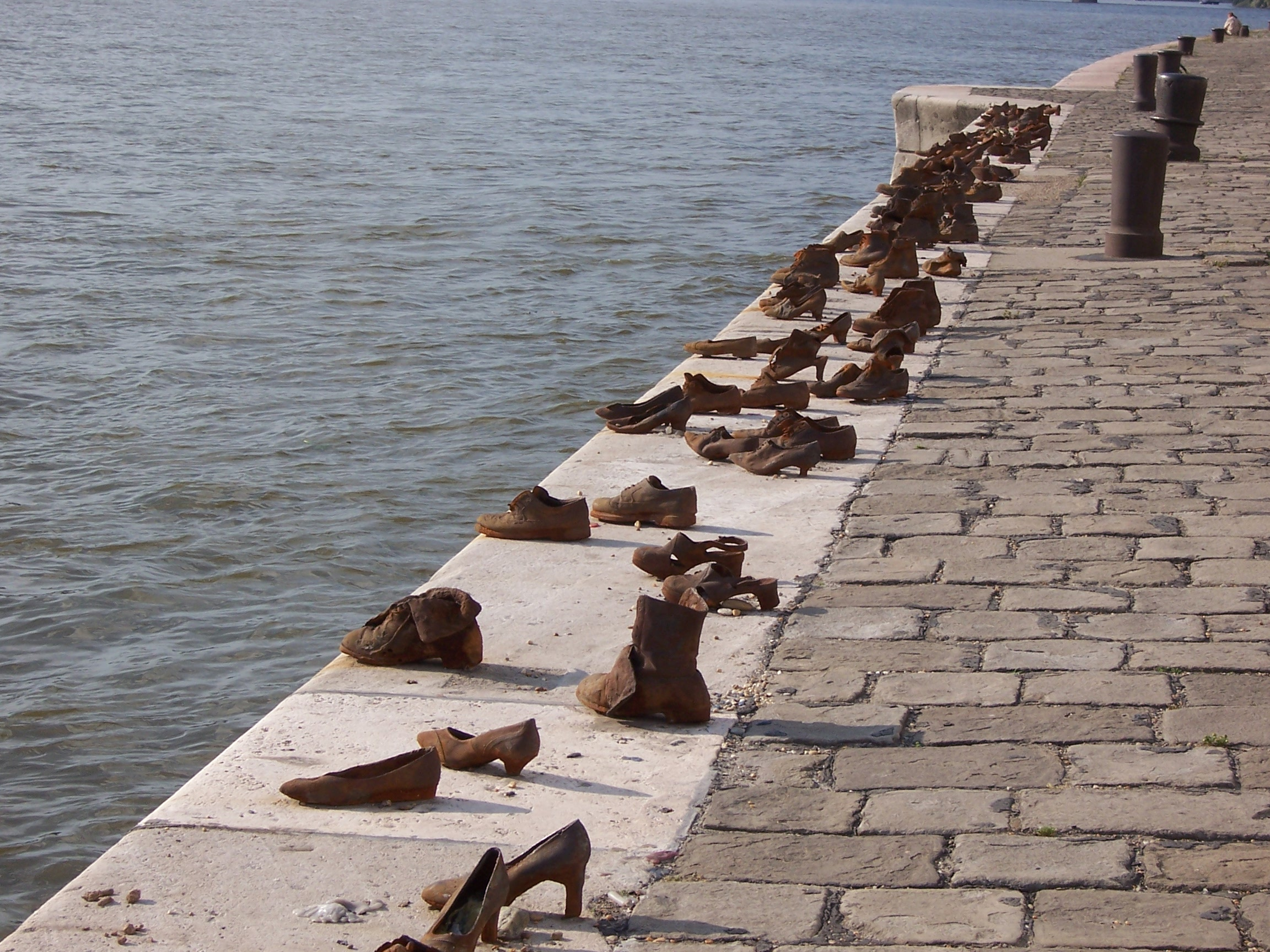
Holokauszt – Cipők a Duna-parton (Pauer Gyula és Can Togay alkotása)

A második világháború végén a város súlyos csapásokat szenvedett. Az 1944-es német megszállást követően a lakosság egy része a holokausztnak esett áldozatul, másik része (38 000 fő) pedig a 102 napig tartó ostrom során vesztette életét.
A város épületeinek jelentős része romba dőlt, az összes hidat felrobbantották. Sajnálatos módon a legnagyobb károkat a város építészeti kincsekben leggazdagabb területei szenvedték: a Belváros és a Várnegyed. A károk teljes helyreállítása mind a mai napig nem fejeződött be, hol foghíjtelkek, hol lövésnyomokat viselő homlokzatok emlékeztetnek a háború pusztítására. Sok értékes épületet lebontottak, vagy nem a korábbi formájával egyezően, esetleg csak egyszerűbb megoldásokkal rekonstruáltak.
Az újjáépítés évei után az Országgyűlés 1949. december 20-án szavazta meg azt a törvényt, amely 1950. január 1-jével Budapesthez csatolt huszonhárom környező, addig önálló települést: hét várost és tizenhat nagyközséget (a listát lásd a Budapest kerületei szócikkben), aminek révén létrejött a Nagy-Budapest. Az 1950-es években a sztálinista elnyomás nehezedett a budapestiekre, ami az 1956-os forradalom kitöréséhez vezetett, és annak utcai harcai rázták meg a várost. Az 1960-as évektől a Kádár-rendszer „puha diktatúrája” alatt élte Budapest második nagy fejlődési korszakát. 1970-ben átadták az első metróvonalat. Sorra épültek a nagy lakótelepek, és az ország minden területéről újabb százezrek özönlöttek a fővárosba, amelynek lakossága az 1980-as évekre elérte a 2,1 millió főt. Az 1989-es rendszerváltás óta a lakosság száma jelentős csökkenésnek indult, aminek oka részben a fővárosiak tömeges kiköltözése az agglomeráció településeire. A lakosságcsökkenés a 2000-es évek második fele óta megfordult.

### Kronológia
| Év        | Esemény |
| --------- | --- |
| I. e.     | Újkőkorszaki-, kőrézkori-, bronzkori- és vaskori leletek, valamint kelta és eraviszkuszi települések. |
| 1. század | A rómaiak megalapítják Aquincum városát, amely Pannonia provincia fővárosa lesz, a legnagyobb és legnépesebb település a Duna régióban. |
| 896       | A honfoglalás idején a honfoglaló magyarok települést hoznak létre itt. |
| 1046      | Szent Gellértet pogányok a hegyről a mélységbe lökik, ő volt Imre herceg tanítója. Később róla nevezték el a Gellért-hegyet. |
| 1241      | A tatárok lerohanják a várost, majd IV. Béla király megépítteti az első királyi várat a várhegyen. |
| 1270      | Meghal Szent Margit IV. Béla király leánya a Nyulak szigetén, akinek ma a sziget a nevét viseli (Margit-sziget). |
| 1458      | Megkezdi uralkodását Mátyás király, az ő kormányzása alatt lesz Buda a magyar reneszánsz központja. Uralkodása haláláig, 1490-ig tart. |
| 1541      | A város török kézre kerül, a törökök több mecsetet és fürdőt építenek Budán. |
| 1686      | A város visszaszerzése Habsburg segítséggel, Buda és Pest is teljesen elpusztult. |
| 1773      | Pest első polgármesterének megválasztása |
| 1777      | Mária Terézia a királyi intézményeket és az egyetemeket is a városba költözteti, és tömegesen telepít be német ajkúakat Budára és Pestre. |
| 1795      | Martinovics Ignácot és más jakobinus vezetőket kivégeznek a budai vártól nyugatra eső területen, amelyet ma Vérmezőnek neveznek. |
| 1810      | A Tabán városrészben tűz pusztít. |
| 1825      | A Reformkor kezdete. A Magyar Királyság kulturális és gazdasági központjává Pest válik, ahol megépül az első Nemzeti Színház valamint a Magyar Nemzeti Múzeum is. |
| 1838      | Márciusban Pesten hatalmas árvíz pusztít, a város épületeinek jelentős része rombadől. |
| 1842      | Megkezdődik a Széchenyi lánchíd építése. |
| 1848      | Március 15-én kitör a pesti forradalom, ami a Batthyány-kormány megalakulásához vezet. |
| 1849      | Január 5-én az osztrák seregek elfoglalják a várost, de a magyar honvédség a „Tavaszi hadjárat” során visszaszerzi. Nyár elején azonban újra visszafoglalják a várost, és kivégzik október 6-án Batthyány Lajost a mai Szabadság tér helyén álló Újépület udvarán.                                                       |
| 1849      | Befejeződik a Lánchíd építése. |
| 1867      | Megtörténik a kiegyezés, amelynek következtében még soha nem látott polgári fejlődés veszi kezdetét. |
| 1873      | Az egykori városokat, Pestet, Budát és Óbudát január 1-jén egyesítik, és ezzel létrejön a jelenlegi magyar főváros, Budapest. November 17-én az új testület átveszi az egyesített főváros irányítását. |
| 1874      | Átadják az első fogaskerekű vasutat. |
| 1878      | Megjelenik a villany-közvilágítás a város központjában. |
| 1896      | A millenniumi ünnepségek ideje. Felavatják a világon másodikként a Földalatti vasutat, az Országházat, a Ferenc József, a mai Szabadság hídat. |
| 1918      | Az őszirózsás forradalom, a Károlyi-kormány megalakulása |
| 1919      | A Tanácsköztársaság létrejötte (március 21.) és bukása, ami után, augusztus 4-én a román hadsereg bevonul Budapestre. |
| 1924      | A Magyar Nemzeti Bank megalakulása. |
| 1925      | A Magyar Rádió megkezdi sugárzását. |
| 1944      | A németek elfoglalják a várost. A nyilas kormány 50 ezer zsidót deportál a városból és 70 ezret a Pesten kijelölt gettóba költöztet. |
| 1945      | Budapest ostroma. A szovjet hadsereg január 5-én megostromolta a várost, a visszahúzódó német haderő lerombolja az összes Duna-hidat. A közel 80 ezer fős német és magyar védősereg teljesen megsemmisül, emellett 38 ezer fővárosi civil pusztul el, a szovjetek nagyszámú fővárosi és környékbeli lakost hurcolnak el. |
| 1950      | Január 1-jén 23 környező településnek a fővároshoz csatolásával létrejön Nagy-Budapest. |
| 1956      | Október 23-án kitör a magyar forradalom a szovjet elnyomás ellen. A legtovább harcoló felkelők november 11-ig tartják magukat, Csepelen. |
| 1960      | A háborús károk után a város nagymértékű helyreállítása. |
| 1987      | A Budai Várnegyedet és a Duna-part látképét világörökségi helyszínné minősíti az UNESCO. |
| 2002      | Az Andrássy út, a Hősök tere és a Millenniumi Földalatti Vasút is fölkerül a világörökségi listára. |
| 2008      | Átadják az M0-s autópálya északi hídját, a Megyeri hidat. |
| 2014      | 8 éves építés után átadják az M4-es metrót. |

## Földrajz

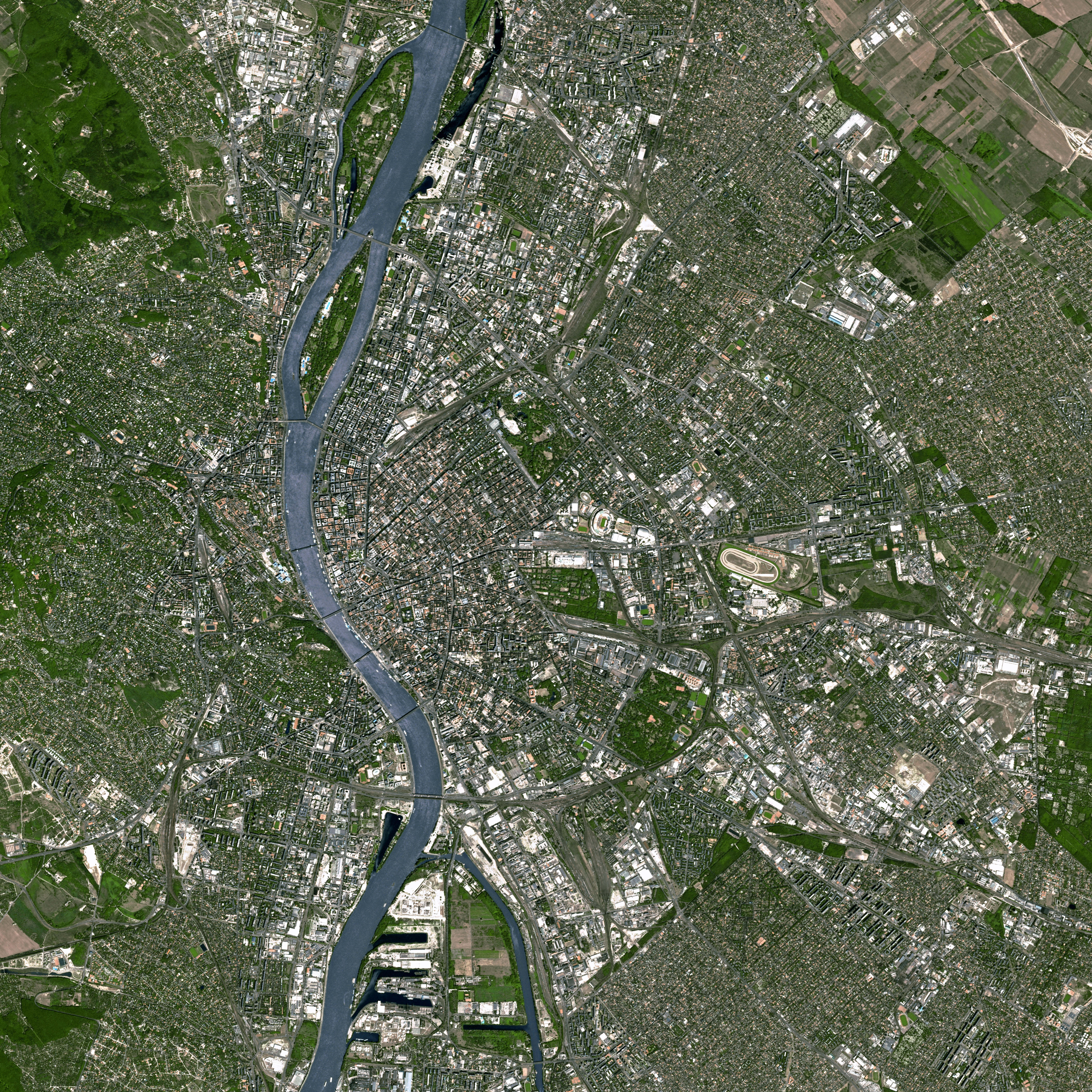
Műholdfelvétel a városról

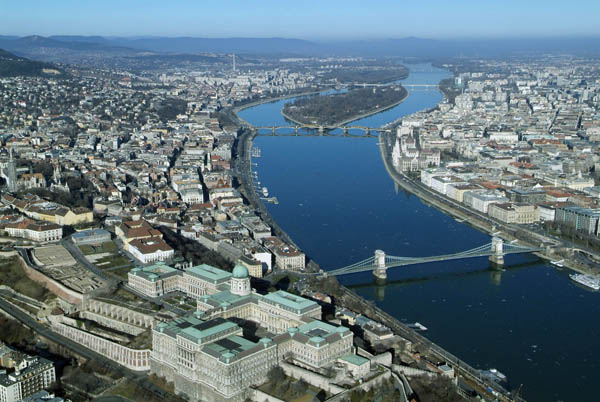
Légi felvétel Budapestről, előtérben a Budavári Palota, a Széchenyi lánchíd és a Margit-sziget

A főváros területe 525,14 km². Pest vármegye öleli körül, melynek 81 települése Budapest agglomerációjához tartozik. A főváros észak–déli irányban 25, kelet-nyugati irányban 29 km kiterjedésű. Legmélyebb pontja a Duna medrében álló 96 méteres tengerszint feletti magasságú Ínség-szikla, míg legmagasabb pontja, a János-hegy 527 méterre van a tengerszint felett. Magyarország közlekedésében központi szerepe van, mivel Budapestre futnak be a sugárirányú autópályák és nemzetközi jelentőségű vasútvonalak. A főváros mértani középpontja a X. kerületi Martinovics téren van. A fővárost észak–déli irányban 28 kilométer hosszban átszelő Duna szakasz kettő, városképileg és funkcionalitásában alapvetően eltérő karakterű, budai és pesti részre osztja.
A Duna folyás irány szerinti jobb partján, a nyugati oldalon a Dunazug-hegyvidék középtájához tartozó Budai-hegység helyezkedik el. A bal parton, a főváros keleti oldalán pedig a Duna menti síksághoz tartozó Pesti-hordalékkúpsíkság húzódik, amelyet a főváros közigazgatási határának mentén északkeletről a Cserháthoz tartozó Gödöllői-dombság lankái öveznek. A folyam partvidékét a Csepel-Szigetcsúcstól északra a Vác–Pesti-Duna-völgy, a déli irányban pedig a Csepeli-sík kíséri, amely kistájak szintén a Duna menti síkság részét képezik.
Buda alapvetően lakó- és pihenőövezet, északi és déli részén gazdasági övezetekkel, míg Pest igazgatási, kereskedelmi és ipari központ, nagy lakóterületekkel és szórakoztató létesítményekkel. Természeti adottságaiban meghatározó a Duna, Közép-Európa legnagyobb folyója, amely észak–déli irányban (1660,60 - 1628,45 folyamkilométer között), mintegy 30 kilométer hosszan és 300-600 méter között változó mederszélességgel szeli át a fővárost. A klímaváltozás aszályt okozó hatásai előtt az Alpokban lehulló csapadék és a hóolvadás következtében évente általában két jelentős árhullám vonult le a Dunán. Az egyik a tavaszi jeges ár, a másik pedig a kora nyári zöldár volt. A vízhozama a legmagasabb vízállás idején 10 000 m³/sec, a legalacsonyabbnál 600 m³/sec. A legmagasabb és legalacsonyabb vízszint közötti különbség 6-8 méter is lehet. A Duna budapesti szakaszán három sziget található. Közülük a legnagyobb a déli Csepel-sziget, melynek csak északi csúcsa van a városhatáron belül; ezt követi a város szívében elhelyezkedő, történelmi múltra visszatekintő Margit-sziget, ettől északra pedig az Óbudai-, más néven Hajógyári-sziget fekszik. A város északi határán túl kezdődik a Dunakanyarig felnyúló Szentendrei-sziget. A Duna a főváros vízszükségletének bázisa (2010-ig egyben szennyvize felének is befogadója volt), Európa egyik legjelentősebb vízi útja, ezenkívül üdülési, sportolási és utazási lehetőségeket nyújt a nagyváros lakosságának. Budapest természeti értékekben rendkívül gazdag város, többek között barlangok, források, növénytársulások élőhelyei, kiterjedt parkok állnak természetvédelem alatt. A város szívében található a Gellért-hegy. A ritka természeti értékek közül megemlítendő a Pál-völgyi-barlangrendszer, a Sas-hegyi Természetvédelmi Terület és a Merzse-mocsár.

### Éghajlat
Budapest a mérsékelt öv alatt helyezkedik el, (nedves) kontinentális éghajlatú város, az éves középhőmérséklet 11,0 °C. A július a legmelegebb hónap, a havi középhőmérséklet ekkor a 21°C-ot is megközelíti. Az eddigi legmagasabb hőmérsékletet (40,7 °C) 2007. július 20-án regisztrálták. A leghidegebb hónap a január, ilyenkor az átlagértékek -1,6 °C körül alakulnak. Az eddigi legalacsonyabb hőmérsékletet (-29,3 °C) 1987. január 13-án mérték. Az utolsó tavaszi fagy átlagos határnapja április 15. A belső kerületekben gyakran tapasztalható a hősziget jelenség. A napsütéses órák száma évi 2040. A csapadékmennyiség éves átlaga 516 mm, a legcsapadékosabb hónapok a június és a november. Budapest szélvédett főváros, ami a Kárpátok, illetve a Dunántúli-középhegység vonulatainak köszönhető. Az uralkodó szélirány északnyugat-délkelet irányú. Az őszi és téli időszakban gyakori a szélcsend és emiatt a ködképződés.

#### A klímaváltozás hatása
A klímaváltozás nyomán a közelmúltban felgyorsuló tendencia eredményeként érezhetően mediterrán típusúvá kezd válni Magyarországgal együtt a főváros időjárása is. Hosszú, forró és száraz nyarak, rövid, enyhe valamint hóban szegény telek, a tavasz és az ősz lerövidülése, a növekvő évi átlaghőmérséklet és napfénytartam mellett a gyakori aszályos időszakok között ritkán lehulló, néha azonban nagy mennyiségű – következményeként egyes térségekben akár villámárvizeket is okozó – eső jellemzik.
| Hónap                                         | Jan.  | Feb.  | Már.  | Ápr. | Máj. | Jún. | Júl. | Aug. | Szep. | Okt. | Nov.  | Dec.  | Év    |
| --------------------------------------------- | ----- | ----- | ----- | ---- | ---- | ---- | ---- | ---- | ----- | ---- | ----- | ----- | ----- |
| Rekord max. hőmérséklet (°C)                  | 18,1  | 20,6  | 26,1  | 30,5 | 34,0 | 39,5 | 40,7 | 40,0 | 37,6  | 30,8 | 23,4  | 19,3  | 40,7  |
| Átlagos max. hőmérséklet (°C)                 | 6,2   | 7,1   | 10,8  | 16,5 | 20,3 | 23,8 | 25,1 | 26,7 | 20,4  | 14,9 | 9,4   | 4,6   | 15,5  |
| Átlaghőmérséklet (°C)                         | 1,1   | 2,0   | 6,5   | 12,8 | 17,0 | 20,4 | 22,5 | 22,9 | 17,0  | 12,1 | 5,4   | 0,9   | 11,8  |
| Átlagos min. hőmérséklet (°C)                 | −4,0  | −3,1  | 2,1   | 9,0  | 13,6 | 17,0 | 19,8 | 19,1 | 13,5  | 9,3  | 1,4   | −2,8  | 8,0   |
| Rekord min. hőmérséklet (°C)                  | −27,1 | −25,0 | −15,5 | −8,5 | −3,3 | 0,5  | 4,0  | 5,0  | −3,1  | −9,5 | −16,4 | −22,0 | −27,1 |
| Átl. csapadékmennyiség (mm)                   | 34    | 28    | 31    | 38   | 59   | 64   | 45   | 52   | 41    | 35   | 49    | 40    | 516   |
| Havi napsütéses órák száma                    | 70    | 100   | 139   | 191  | 244  | 255  | 282  | 262  | 190   | 143  | 78    | 56    | 2010  |
| Forrás: Országos Meteorológiai Szolgálat 1, 2 |       |       |       |      |      |      |      |      |       |      |       |       |       |

## Élővilága

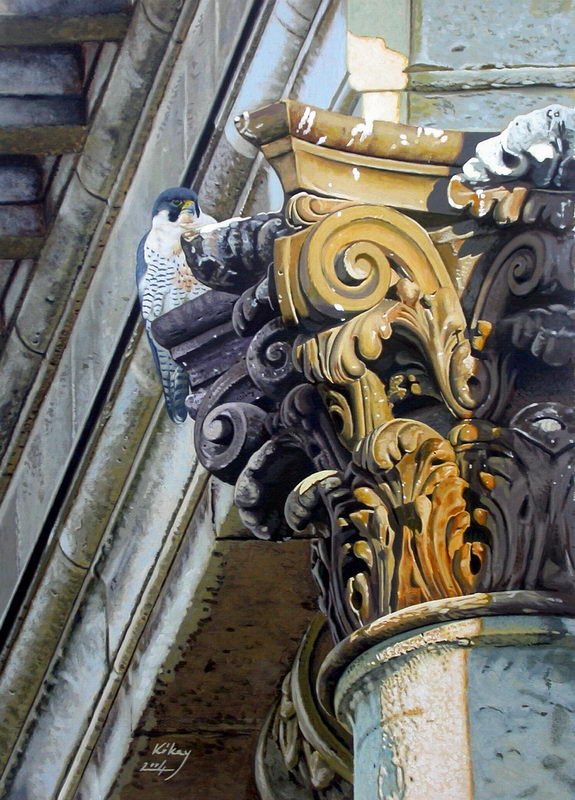
Vándorsólyom a Szent István-bazilikán

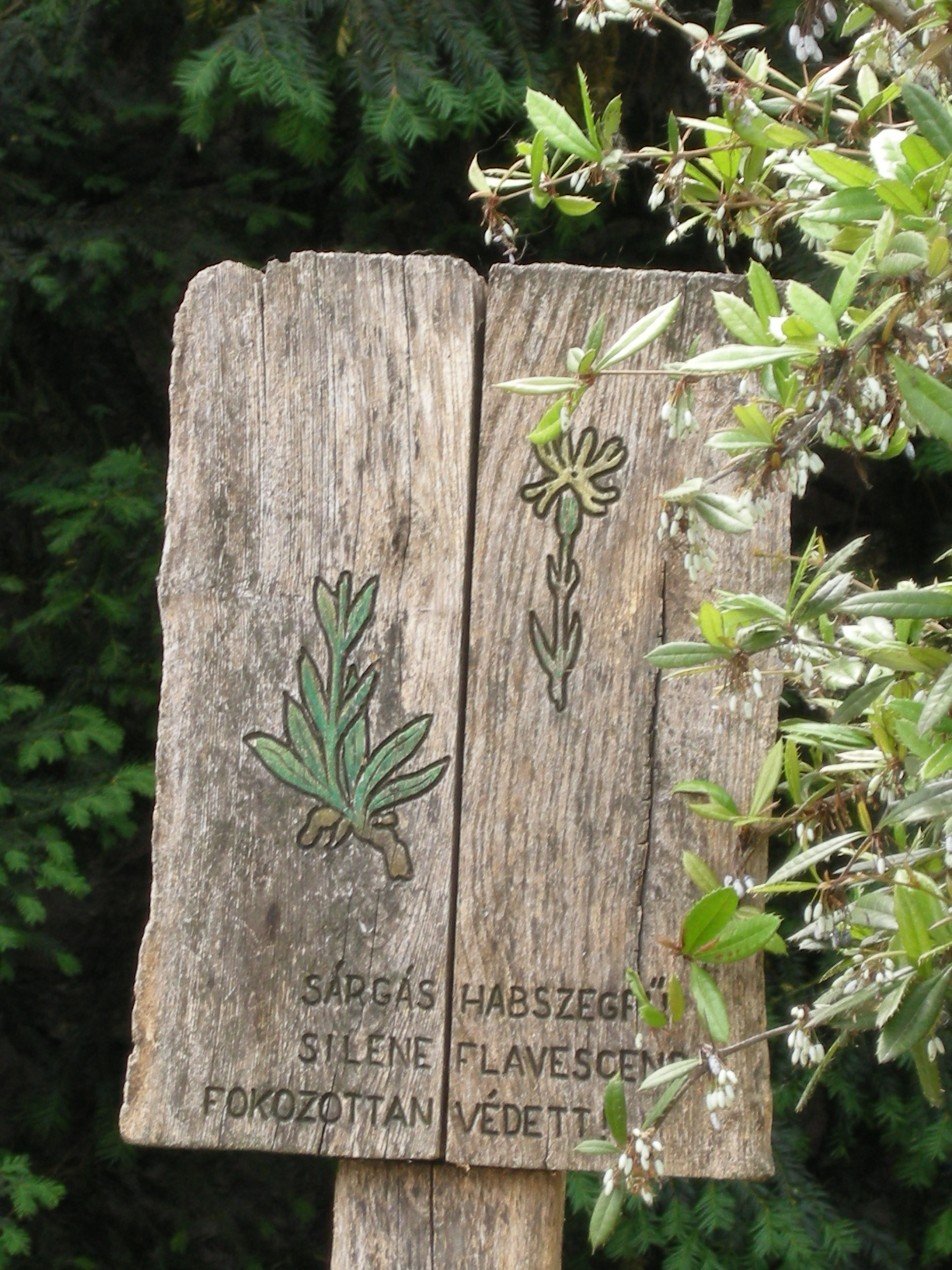
A sárgás habszegfű (Silene flavescens) fokozottan védett növény

A Budapestet kettészelő Duna az élővilág szempontjából is játszik egyfajta elválasztó szerepet. A budai oldalon lévő kerületek jellegét tekintve inkább lakó- és pihenőövezetek, míg a pesti oldal az ipar, a kereskedelem és a közigazgatás központja, egybeépülve nagy kiterjedésű lakónegyedekkel. Budapest eredeti növényzete csak a Budai-hegység erdeiben, nagyobb foltokban maradt meg. A parkok és mesterségesen kialakított zöldterületek döntő hányada emberi kéz eredménye és folyamatosan változnak. Aknaknak azonban a főváros mindkét oldalán olyan helyszínek, amelyek különleges és említésre méltó élővilággal rendelkeznek és három olyan sziget ahol az élővilág eltér a nagyvárosi részekétől. Említésre méltó helyek a Gellért-hegy különleges növényeivel és a Merzse-mocsár teljes élővilágával. Budapest legnagyobb kiterjedésű állóvize a XVI. kerületben a Naplás-tó, amelynek közvetlen környezete 1997 óta tájvédelmi körzet. A Naplás-tó a közeli Cinkotai parkerdővel és a Merzse-mocsárral együtt számos vízimadár fontos pihenőhelye a tavaszi és őszi madárvonulási időszakban. A városban több kiváló horgászvíz is található, melyek közül kiemelkednek a Duna adta horgászhelyek, ilyen például a Hárosi-öböl.

### Fauna
A mérsékelt égövre jellemző fajok nagyvárosi környezethez alkalmazkodott populációi. Nagy számban előfordulnak társállatként kedvtelésből tartott kutyák és macskák, illetve egyéb háziállatok, és rendszeresen lehet találni közülük elkóborolt példányokat is. (A kedvencek naponta tonnaszám keletkező ürüléke (közel 200 ezer kutya, 40 tonna ürülék) terheli a környezetet, és a hanyag gazdáknak „köszönhetően” elsősorban a kutyák jelentős szennyezettséget is okoznak az utcákon hagyott piszkukkal. Fertőzésveszélyt is okoz cipővel lakótérbe történő behurcolása és a száraz ürülék légáramlatba kerülése is.)
Budapesten – a világ fővárosai közül egyedülállóan – a patkányok nem okoztak egészségügyi, gazdasági károkat az 1970-es évek óta. A WHO szerint a legjobb hosszútávú patkánymentesítés valósult meg a városban az egykori Bábolnai Állami Gazdaságnak köszönhetően. 2018 nyarán egy valamivel olcsóbb ajánlatot tévő cégcsoport nyert a patkánymentesítésre kiírt pályázaton, ami után a többszörösére nőtt az észlelések száma, még a metró működésében is zavart okozott egy patkány. Utólag kiderült, hogy a cég pályázata eleve érvénytelen volt, de 2020-ban ismét ez a cégcsoport nyerte a pályázatot, és az észlelések száma fokozatosan visszacsökkent. 2023 tavaszától az irtás visszakerült a nagymúltú bábolnai céghez.
A madarak közül legjellemzőbb a parlagi galamb (Columba livia), a házi veréb (Passer domesticus), a sarlósfecske (Apus apus), a balkáni gerle (Streptopelia decaocto), a fekete rigó (Turdus merula), a dolmányos varjú (Corvus corone), a szarka (Pica pica), a dankasirály (Larus ridibunus), a széncinegék (Parus major) és egyes pintyfélék (Fringillidae), valamint a házi rozsdafarkú (Phoenicurus ochruros). Vannak ragadozó madarak is mint például a vörös vércse (Falco tinnunculus), amely 70-80 párral is képviselteti magát, és előfordul vándorsólyom (Falco peregrinus) is. Az egyre enyhébb telekkel a házikedvenc madarak is megjelennek: pl. rendszeresen kerülnek ki a szabadba papagájok, és megfigyelték már, hogy fészket is rakott egy barátpapagáj (Myiopsitta monachus) pár.
Az élővizeket kedvelik a récék és a békák, a külvárosi cserjés réteket pedig a fácánok.  Nagyobb tavaszi és őszi esőzéseket követően a szilárd burkolatú felületekre menekülnek az éticsigák. A nagyobb parkokban sünök és mókusok élnek. Vannak időszakosan megjelenő vándormadarak is. Telente nagy tömegben érkeznek vetési varjak és nagy kárókatonák (Phalacrocorax carbo). A folyóparti részeken a város hulladékát is feldolgozó madarak a sirályok, közöttük előfordul a sárgalábú sirály (Larus cachinnans) és a viharsirály (Larus canus). A Merzse-mocsár madárvilága is nagyon színes, talán kiemelhető a sok itt élő madárfaj közül a bölömbika (Botaurus stellaris) és a gyurgyalag (Merops apiaster). A mocsárban természetesen előfordulnak különböző békafajok, vízisiklók és mocsári teknősök is.
A Duna fővárosi szakaszán a sodrásban lévő részeken fogható halak pl. a fogassüllő (Sander lucioperca), a folyami harcsa (Silurus glanis) és a rózsás márna (Barbus barbus), míg a csendesebb részeken ponty (Cyprinus carpio), kárászok (Carassius), csuka (Esox lucius), balin (Aspius aspius), amúr (Ctenopharyngodon idella), különböző apróbb halak és keszegfélék fordulhatnak elő nagyobb gyakorisággal. Akad olyan halfaj, mint például a viza (Huso huso), amely korábban gyakori volt, és például városrészt (Vizafogó) is elneveztek róla, de mára a vízerőművek kiépítése miatt már nem tud eljutni a korábbi ívóhelyeire. A vizák visszatérése érdekében már történt telepítés, hogy újra előfordulhasson a magyarországi Duna-szakaszokon. A vízminőség javulásának eredményeként 2012-től kezdve újra látható az úgynevezett „Dunavirágzás”, mely a dunavirág (Ephoron virgo) nevű védett kérészfaj tömeges megjelenése, amelyre a vízszennyezések miatt közel negyven évig nem volt példa. A víz minőségének javulása mellett a vadászatuk csökkenésének eredményeként a Duna és a beletorkolló patakok vízében a közelmúltban ismét otthonra talált az eurázsiai hód és a nutria. 2012 óta augusztusi estéken a Duna vízének felszínét ismét kérészek (Dunavirágok) tömege lepi el.

### Flóra
Budapest eredeti növényzete csak a hegyvidéken, nagyobb foltokban maradt meg, a város növényeinek döntő többsége már telepített. Ezekkel egyrészt az utak mellé ültetett fasorokban, másrészt parkokban lehet találkozni. Említésre méltó azonban a Gellért- és Sas-hegyen élő közönséges csikófark (Ephedra distachya), mely fokozottan védett gyógynövény. A Gellért-hegy másik ismert, és Magyarországon csak itt előforduló növénye a szintén fokozottan védett sárgás habszegfű (Silene flavescens).
A telepített fák között több nevezetes is akad. Budapest valószínűleg legidősebb fája egy pesthidegkúti kertben álló, ötszáz évesnek becsült krími hárs (Tilia x euchlora), de nevezetes a Lánchíd pesti hídfőjénél 1789-ben ültetett fehér akác (Robinia pseudoacacia), valamint Kelet-Európa legidősebb libanoni cédrusa (Cedrus libani), ami a II. kerületben, Fedák Sári egykori villájának parkjában található, és 120-150 éves kora és hatalmas, 12 méteres termete ellenére még „gyereknek” tekinthető, hiszen akár 2000-3000 évig is elélhet. A Duna külvárosi szakaszainak rendszeresen árvízjárta hullámtereit galériaerdők szegélyezik.

## Címer

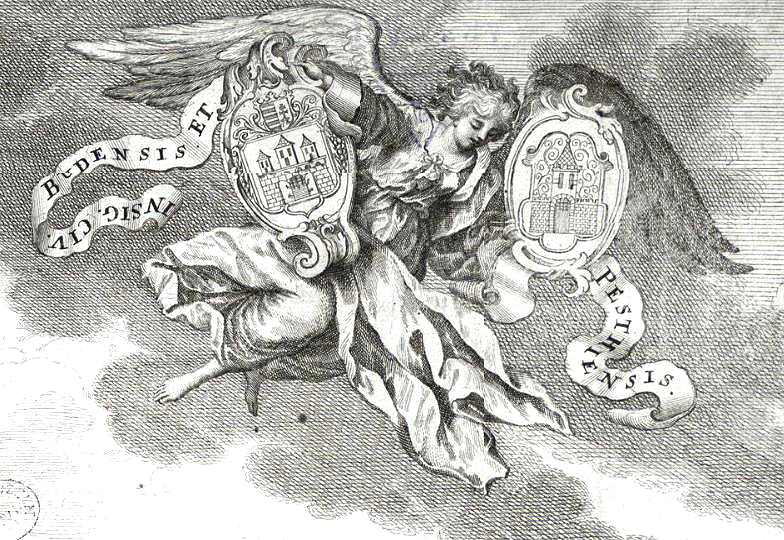
Buda és Pest ősi címere, Mikoviny Sámuel rézmetszete, 1737
A főváros jelenlegi címere

A főváros gótikus, vörös színű címerpajzsát a Dunát jelképező ezüst (fehér) színű, hullámos szalag (pólya) választja ketté. A pajzs felső mezejében Pestet jelképező egytornyú, egykapus, arany (sárga) színű, az alsó mezejében Budát és Óbudát jelképező háromtornyú, kétkapus, arany színű vár lebeg. Mindkét vár kapuja nyitott, bejáratának háttere égszínkék. A címerpajzsot jobb oldalról egy arany színű oroszlán, a bal oldaláról egy arany színű griffmadár tartja. A pajzson a magyar Szent Korona nyugszik. A címer mind a teljes, mind a címerállatok és a Szent Korona nélküli, egyszerűsített formájában is használható.

## Politika

### Önkormányzati rendszer
Budapest önkormányzati rendszere eltér az ország egyéb területein működőtől. Egyrészt Budapest területén csak települési önkormányzatok működnek, megyei önkormányzat nem, másrészt a főváros önkormányzati rendszere kétszintű. Budapest sajátos jogállását az Alkotmány rögzíti, egy sorban említve a fővárost a megyékkel. Ezáltal Budapest helyzete különbözik a megyei jogú városokétól is, melyek a megyék területéhez tartoznak és önkormányzati feladataik ellátása során együttműködésre kötelezettek azokkal.

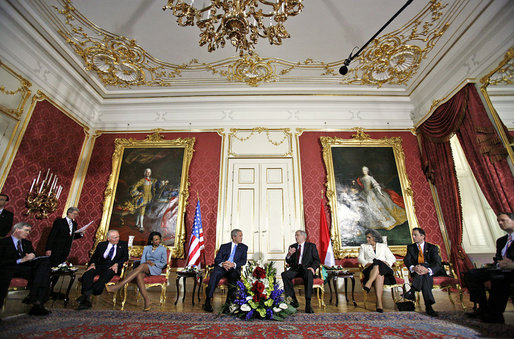
George W. Bush és Sólyom László találkozása a fővárosi köztársaság elnöki rezidenciában, a Sándor-palotában

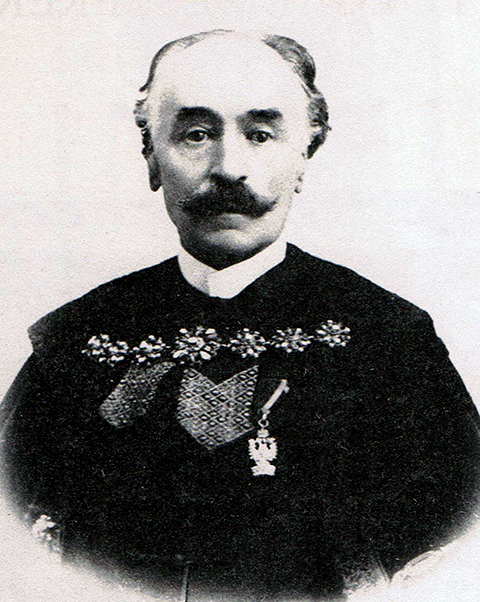
Kamermayer Károly, Budapest első polgármestere

A kétszintű önkormányzati rendszer egyrészt a főváros egészére kiterjedő hatáskörű Fővárosi Önkormányzatból, másrészt a 23 kerület mindegyikében működő kerületi önkormányzatokból áll. A Fővárosi önkormányzat és a kerületi önkormányzatok egyaránt települési önkormányzatok, melyek között a feladatok és hatáskörök megosztását a törvény részletes előírásokban rögzíti. A Budapesten keletkező önkormányzati bevételek jelentős része úgynevezett „megosztott forrás”, nem az egyes önkormányzatok saját bevétele, és külön törvényben rögzített szabályok szerint részesülnek belőle a kerületek és a főváros.
A két szint között szervezeti értelemben nincs hierarchikus viszony, azonban a törvény számos területen hierarchiát teremt a döntési hatáskörökben. Ez azt jelenti, hogy a fővárosi és a kerületi önkormányzatok egymás hatáskörét nem vonhatják el, viszont a fővárosi önkormányzat törvényben meghatározott esetekben alkothat olyan szabályokat, melyek a kerületi önkormányzatok számára kötelezően betartandók. Ilyen alá-fölérendeltségi viszony érvényes például a településrendezés területén, ahol a kerületek csak a főváros által megszabott kereteken belül alkothatnak saját szabályokat, viszont a törvény megszabja a fővárosi keretszabályozás kiterjedését is.
A két önkormányzati szint között a feladatok megosztására vonatkozóan szabad döntés alapján lehetséges feladatátengedés, együttműködés vagy közös feladatellátás társulás útján. Az átengedett feladatokra példa a gimnáziumi képzés, amely a törvény szerint a főváros feladata volt 2012-ig, mégis mintegy felerészben a kerületekhez tartozott, együttműködésre az egészségügy terén kerületenként egyedi megállapodások alapján a járóbeteg-ellátás (háziorvosi és szakorvosi rendelők) kerületi fenntartásba adása, a társulásos formára pedig a közterület-használat ügyei az V. kerületben, illetve a parkolás rendszerének működtetése az V., IX. és XIII. kerületben. A parkolás egyúttal példa arra is, hogy a kerületi önkormányzatok szintén köthetnek társulási megállapodásokat a főváros nélkül is.

### Választási rendszer
Budapest polgárai a helyi önkormányzati választások során megválasztják a főpolgármestert, a kerületek polgármestereit és a kerületi képviselő-testületeket. A főpolgármestert és a kerületi polgármestereket az összes többi településhez hasonlóan közvetlenül, egyszerű többségi rendszerben választják, a kerületi képviselő-testületeket a tízezer főnél népesebb települések vegyes választási rendszerét alkalmazva, a Fővárosi Közgyűlésnek pedig a kerületek polgármesterei, illetve a pártok kompenzációs listán bejuttatott képviselői lesznek a tagjai.

### Főpolgármesterei
| Időszak   | Név               | Jelölő szervezet(ek)           | Forrás |
| --------- | ----------------- | ------------------------------ | ------ |
| 1990–1994 | Demszky Gábor     | SZDSZ                          | [ 84 ] |
| 1994–1998 | Demszky Gábor     | SZDSZ                          | [ 85 ] |
| 1998–2002 | Demszky Gábor     | SZDSZ                          | [ 86 ] |
| 2002–2006 | Demszky Gábor     | SZDSZ                          | [ 87 ] |
| 2006–2010 | Demszky Gábor     | SZDSZ-MSZP                     | [ 88 ] |
| 2010–2014 | Tarlós István     | Fidesz-KDNP                    | [ 89 ] |
| 2014–2019 | Tarlós István     | Fidesz-KDNP                    | [ 90 ] |
| 2019–2024 | Karácsony Gergely | Momentum-DK-MSZP-Párbeszéd-LMP | [ 91 ] |
| 2024–     | Karácsony Gergely | Párbeszéd-DK-MSZP              | [ 3 ]  |

### Részletes eredmények

#### A 2018-as országgyűlési választás eredménye
Budapest önmagában 18 egyéni képviselővel rendelkezik az Országgyűlésben, többel, mint bármely megye. (A legnagyobbnak, Pest megyének 12 egyéni képviselője van). Ennek az az oka, hogy maga Budapest adja Magyarország népességének kb. 18 százalékát, habár a 106 egyéni választókerületből csak kb. 17 százaléka van Budapesten. A 18 egyéni képviselő közül 6 a Fidesz-KDNP, 7 az MSZP-Párbeszéd, 3 a Demokratikus Koalíció, 1-1 pedig az LMP és az Együtt jelöltjeként győzött. Budapest egyike annak a kilenc városnak, melyeknek egynél több képviselője van az Országgyűlésben, és egyike annak a három városnak, amely egymagában több országgyűlési egyéni választókerületet alkot (tehát a városnak több képviselője van, és a képviselő választókerületéhez csak egy város tartozik).

#### A 2024-es önkormányzati választás eredménye
- A polgármester-választás eredménye[92]

| Jelölt neve       | Jelölő szerv. | Jelölő szerv.                              | Szavazatok száma | Szavazatok aránya |
| ----------------- | ------------- | ------------------------------------------ | ---------------- | ----------------- |
| Karácsony Gergely |               | Párbeszéd – DK – MSZP                      | 371 538          | 47,53%            |
| Vitézy Dávid      |               | Vitézy Dáviddal Budapestért - LMP – Zöldek | 371 245          | 47,49%            |
| Grundtner András  |               | Mi Hazánk                                  | 38 984           | 4,99%             |
| Összesen          |               |                                            | 781 767          | 100%              |

- A képviselőtestület-választás eredménye[93]

| Párt | Párt                                       | Mandátumok | Képviselő-testület | Képviselő-testület | Képviselő-testület | Képviselő-testület | Képviselő-testület | Képviselő-testület | Képviselő-testület | Képviselő-testület | Képviselő-testület | Képviselő-testület | Képviselő-testület | Képviselő-testület | Képviselő-testület | Képviselő-testület | Képviselő-testület | Képviselő-testület | Képviselő-testület | Képviselő-testület | Képviselő-testület | Képviselő-testület | Képviselő-testület | Képviselő-testület | Képviselő-testület | Képviselő-testület |
| ---- | ------------------------------------------ | ---------- | ------------------ | ------------------ | ------------------ | ------------------ | ------------------ | ------------------ | ------------------ | ------------------ | ------------------ | ------------------ | ------------------ | ------------------ | ------------------ | ------------------ | ------------------ | ------------------ | ------------------ | ------------------ | ------------------ | ------------------ | ------------------ | ------------------ | ------------------ | ------------------ |
|      | Fidesz – KDNP                              | 10         |                    |                    |                    |                    |                    |                    |                    |                    |                    |                    |                    |                    |                    |                    |                    |                    |                    |                    |                    |                    |                    |                    |                    |                    |
|      | TISZA                                      | 10         |                    |                    |                    |                    |                    |                    |                    |                    |                    |                    |                    |                    |                    |                    |                    |                    |                    |                    |                    |                    |                    |                    |                    |                    |
|      | Párbeszéd- ZÖLDEK – DK – MSZP              | 7          | F                  |                    |                    |                    |                    |                    |                    |                    |                    |                    |                    |                    |                    |                    |                    |                    |                    |                    |                    |                    |                    |                    |                    |                    |
|      | Vitézy Dáviddal Budapestért – LMP – Zöldek | 3          |                    |                    |                    |                    |                    |                    |                    |                    |                    |                    |                    |                    |                    |                    |                    |                    |                    |                    |                    |                    |                    |                    |                    |                    |
|      | MKKP                                       | 3          |                    |                    |                    |                    |                    |                    |                    |                    |                    |                    |                    |                    |                    |                    |                    |                    |                    |                    |                    |                    |                    |                    |                    |                    |

## Városszerkezet

### Városrészek
A fővárosi önkormányzat jogosult Budapest városrészeinek neveit és határait megállapítani. E történelmi városrészeknek gyakorlati jelentőségük általában nincs, lényegében az utcanévtáblákon való kötelező megjelenésük az egyetlen látható nyomuk a város mindennapi életében. A mai városrészek azokon a belső városterületeken, melyek már a 20. század előtt beépültek, általában az egykori városrészekkel egyeznek meg, míg azokon a területeken, melyek 1950 előtt Budapesthez tartoztak, de a 20. század kezdetéig még nem épültek be (főleg a budai hegyvidéken) általában az egykori dűlők határaihoz igazodnak. Az 1950-ben Budapesthez csatolt települések általában egy vagy néhány városrészt alkotnak beépülésük történetét tükrözve. A XVIII. és a XXI. kerületben viszont az egykori települések (Pestszentlőrinc, Pestszentimre és Csepel) területe számos városrészre tagolódik.

### Kerületek
Budapestnek eredetileg 10 kerülete volt, melyeket a három város egyesítésekor hoztak létre 1873-ban, közülük három a jobb parton, Buda és Óbuda, 7 pedig a bal parton, Pest területén feküdt. Ezeket római sorszámokkal jelölték, ennek hagyománya azóta sem változott. 1930-ban a fővárosról szóló új törvény a városszerkezet és a népesség változásait figyelembe véve négy új kerületet hozott létre, kettőt Budán, kettőt pedig Pesten. 1950. január 1-jén Budapesttel egyesítettek hét megyei várost és 16 nagyközséget, és a kerületek száma 22-re nőtt. Ugyanekkor a korábbi kerületek határai is jelentősen megváltoztak, a IV. kerület megszűnésével e sorszámot Újpest kapta, a többi új kerület pedig XV-től XXII-ig kapott sorszámot. 1994 óta Budapestnek 23 kerülete van; a XXIII. kerület (Soroksár) a XX. kerületből való kiválással jött létre.
Budapest kerületeit alapvetően az óramutató járásával megegyező irányban számozták, belülről kifelé szélesedő körben, mivel azonban három hullámban szervezték őket, ezért e rendszer már nehezen felismerhető. A jelenlegi 23 kerület közül 6 található Budán, 16 Pesten, 1 pedig Csepel szigetén a kettő között. A kerületi önkormányzatok (Magyarország helyi önkormányzatai között egyedülálló módon) jogosultak saját elnevezésük meghatározására. Így a kerületeknek két hivatalos nevük van: egyik az államigazgatási helynév (például Budapest főváros III. kerülete), a másik az önkormányzat saját neve (például Óbuda-Békásmegyer).

### Helyrajzi számok rendszere Budapesten

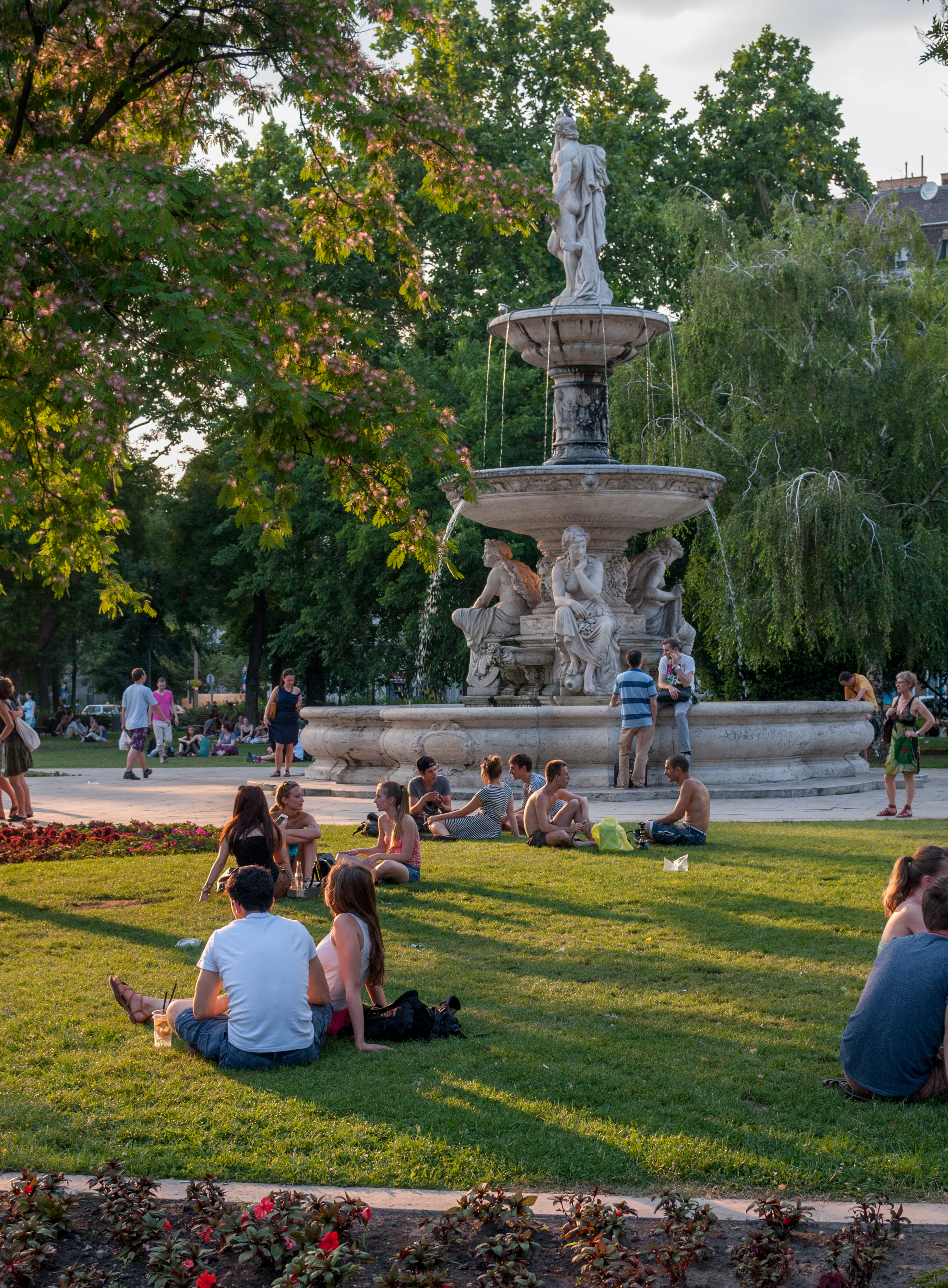
A pesti belváros legnagyobb zöldterületének számító Erzsébet tér a Danubius-kúttal

Budapest ingatlanait helyrajzi számokkal azonosítják, melyek egy folyó sorszámból és esetleg egy törtvonal utáni alszámból állnak (például 13605/13). A rendszer nagyrészt már korábban is létezett, de a városegyesítés illetve a későbbi területi bővítések miatt az egykori települések helyrajzi számait lecserélték. A helyrajzi számok rendszerének karbantartása kezdetben a Fővárosi Közmunkák Tanácsának feladata volt, 1950-től a Fővárosi Tanácsé, 1990 óta pedig a Fővárosi Önkormányzaté.
A helyrajzi számok területi elrendezése az egyesítéskori határokon belül általában az eredeti tíz kerületre való felosztást követi, A később a fővároshoz csatolt területeken az egykori településhatárok és az új kerületbeosztás egyaránt befolyásolták a kiosztás sorrendjét.
Például az V. kerület eredetileg a Népszigetig terjedt, azon belül a Lipótváros a mai Dráva utcáig, ezért találunk egymást követő helyrajzi számokat a Szent István körút V. kerületi és XIII. kerületi oldalán (25051 és 25055). A hiányzó helyrajzi számok: 25052 Nyugati tér, 25053 Szent István körút (teljes egészében, mindkét kerülethez tartozó értelemben).
| helyrajzi szám | kerület        | utca                                                   |
| -------------- | -------------- | ------------------------------------------------------ |
| 1              | XI. kerület    | Budapest budaörsi határa                               |
| 5534           | XI. kerület    | Műegyetem rakpart                                      |
| 5539           | I. kerület     | Szent Gellért rakpart                                  |
| 7642           | I. kerület     | Alkotás utca                                           |
| 7649           | XII. kerület   | Győri út                                               |
| 7646           | XII. kerület   | Márvány utca                                           |
| 9006           | XII. kerület   | Futrinka utca                                          |
| 10874          | XII. kerület   | Árnyas út                                              |
| 10895          | II. kerület    | Hárshegyi út                                           |
| 15984          | II. kerület    | Szépvölgyi út                                          |
| 16000          | II. kerület    | Cirbolya út                                            |
| 16031          | III. kerület   | Hármashatárhegyi út                                    |
| 17008          | III. kerület   | Reménység utca                                         |
| 23803          | III. kerület   | Római part                                             |
| 23818          | V. kerület     | Belgrád rakpart                                        |
| 25051          | V. kerület     | Nyugati tér                                            |
| 25055          | XIII. kerület  | Szent István körút                                     |
| 28204          | XIII. kerület  | Angyalföldi út                                         |
| 28223          | VI. kerület    | Ferdinánd híd                                          |
| 29730          | VI. kerület    | Dózsa György út                                        |
| 29813          | XIV. kerület   | Kassai tár Nagy Lajos király útja                      |
| 32826          | XIV. kerület   | Stefánia út                                            |
| 33000          | VII. kerület   | Garay utca                                             |
| 34504          | VII. kerület   | Síp utca                                               |
| 34720          | VIII. kerület  | Fiumei út Gázláng utca                                 |
| 35001          | VIII. kerület  | Fecske utca                                            |
| 36000          | VIII. kerület  | Diószegi Sámuel utca                                   |
| 36822          | IX. kerület    | Ráday utca                                             |
| 38241          | IX. kerület    | Gyáli út                                               |
| 38307          | X. kerület     | Vaspálya utca                                          |
| 42520          | X. kerület     | Kada utca                                              |
| 43001          | XI. kerület    | Fehérvári út                                           |
| 44000          | XI. kerület    | Olajbogyó utca                                         |
| 45000          | XI. kerület    | Marokszedő utca                                        |
| 50001          | II. kerület    | Bátori László utca                                     |
| 54197          | II. kerület    | Gazda utca                                             |
| 59001          | II. kerület    | Budapest határa                                        |
| 60005          | III. kerület   | Mátyás király út                                       |
| 63626          | III. kerület   | Királyok útja                                          |
| 65805          | III. kerület   | Magor utca                                             |
| 70001          | IV. kerület    | Szent István tér                                       |
| 75000          | IV. kerület    | Bajza József utca                                      |
| 80004          | XV. kerület    | Rákos út                                               |
| 80744          | XV. kerület    | Szent korona útja                                      |
| 82202          | XV. kerület    | József Attila utca, Ady Endre utca, Molnár Viktor utca |
| 98008          | XV. kerület    | városhatár                                             |
| 100002         | XVI. kerület   | Zalavár utca, Egyenes utca                             |
| 110280         | XVI. kerület   | Pálya utca                                             |
| 120110         | XVII. kerület  | 527. utca                                              |
| 132200         | XVII. kerület  | Érdem utca, Részes utca                                |
| 140695         | XVIII. kerület | Nemes utca                                             |
| 160000         | XVIII. kerület | Nagybecskerek utca                                     |
| 162489         | XIX. kerület   | Kossuth tér                                            |
| 164270         | XIX. kerület   | Városház tér                                           |
| 170022         | XX. kerület    | Vízisport utca                                         |
| 179423         | XX. kerület    | Magyarok Nagyasszonya tér                              |
| 182660         | XX. kerület    | Köves út                                               |
| 182704         | XXIII: kerület | Köves út                                               |
| 188041         | XXIII: kerület | Soroksár-Péterimajor, Víztorony tér                    |
| 196094         | XXIII. kerület | névtelen                                               |
| 196098         | XVIII. kerület | Eke utca                                               |
| 196567         | XXIII. kerület | Orbánhegyi dűlő                                        |
| 196856         | XXIII. kerület | Fűzfás utca (Molnár sziget)                            |
| 196857         | XXIII. kerület | újra a parton (utolsó a kerületben)                    |
| 200001         | XXI. kerület   | Csepel sziget legdélibb csücske                        |
| 208844         | XXI. kerület   | Deák tér                                               |
| 210605         | XXI. kerület   | Posztógyár utca                                        |
| 220211         | XXII. kerület  | Honfoglalás út, Ady Endre út, Trencsényi utca          |
| 233089         | XXII. kerület  | Nagytétényi út                                         |

### Építészet

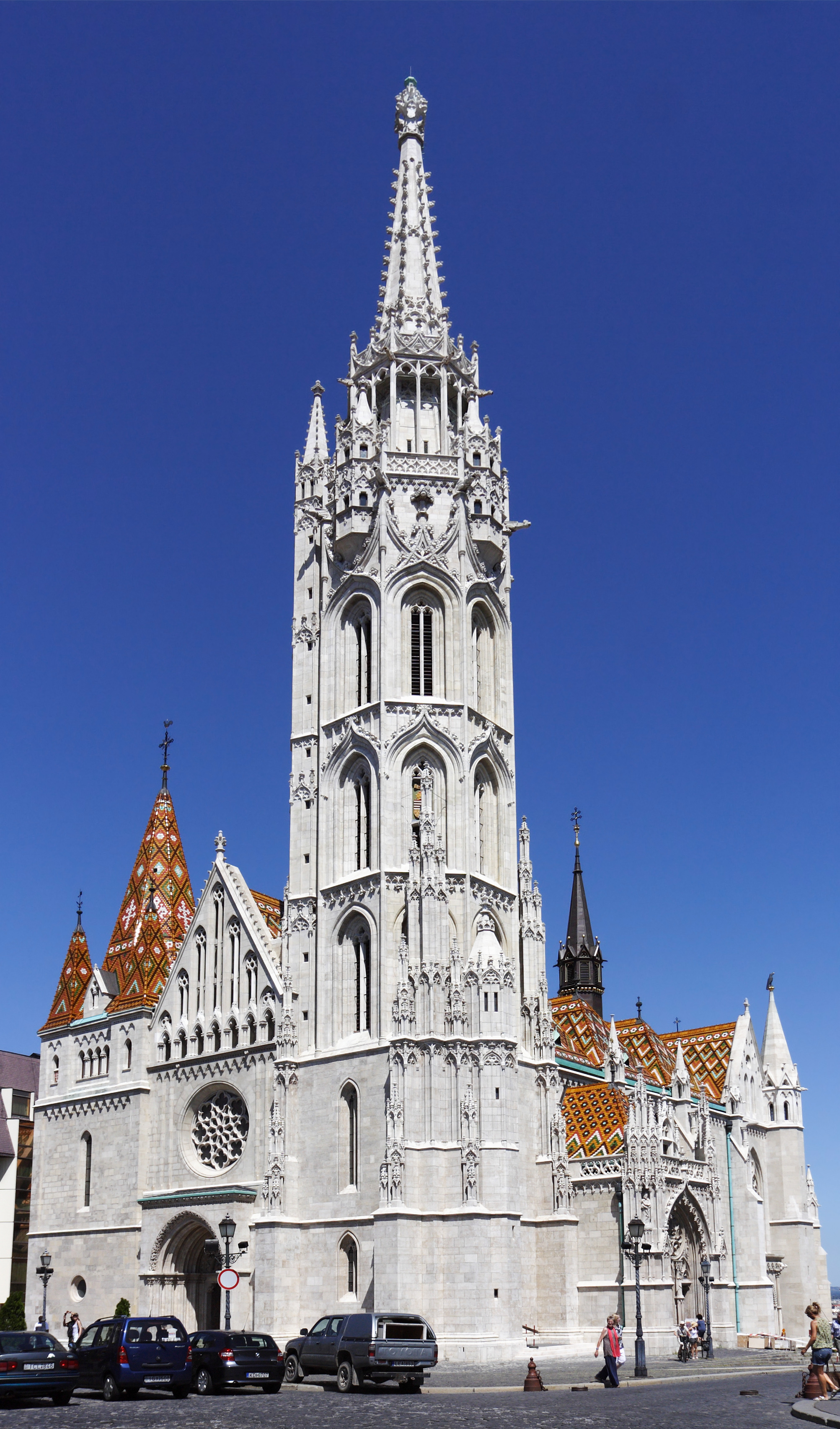
A Mátyás-templom

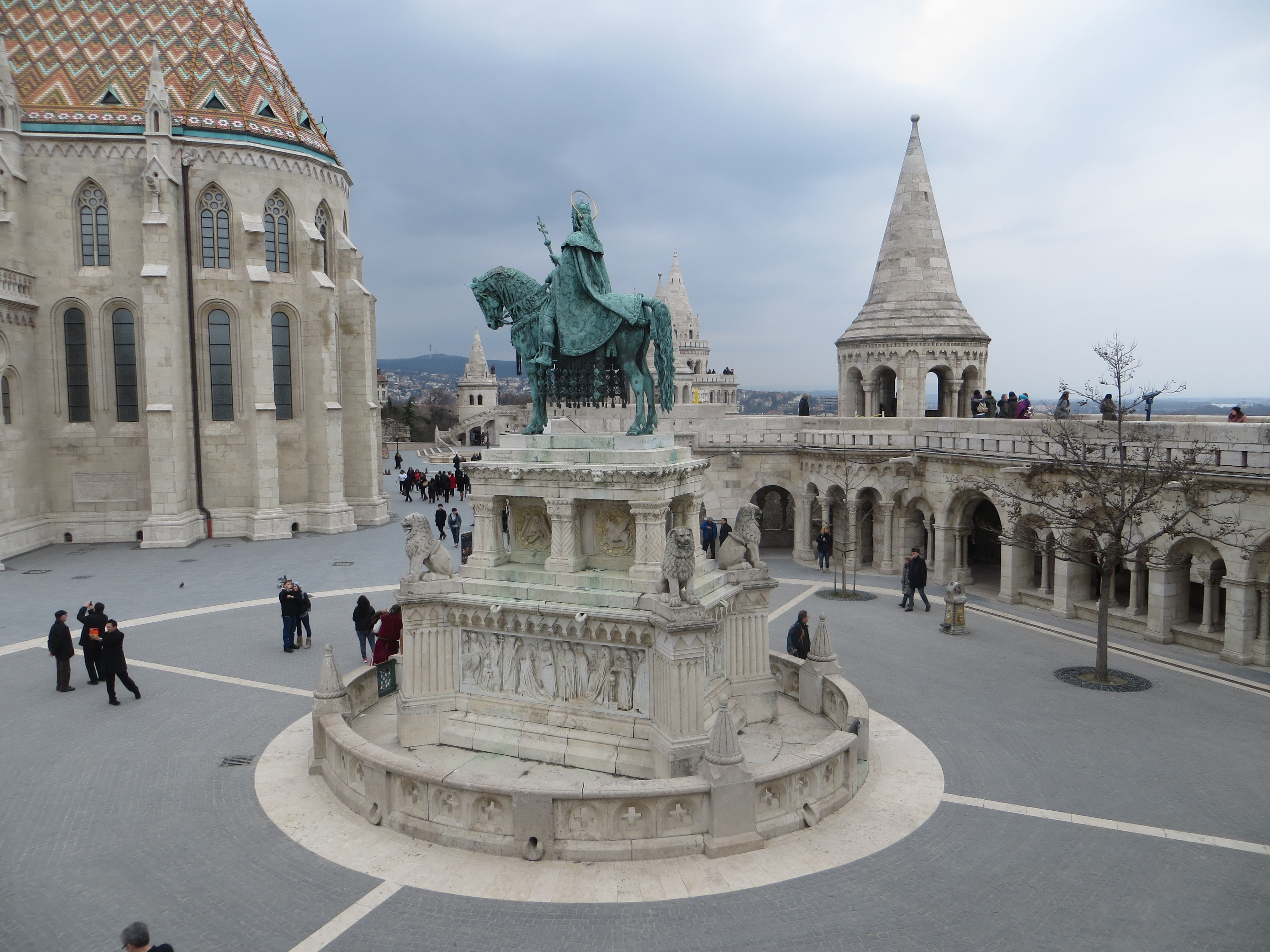
A Halászbástya és Szent István király lovas szobra

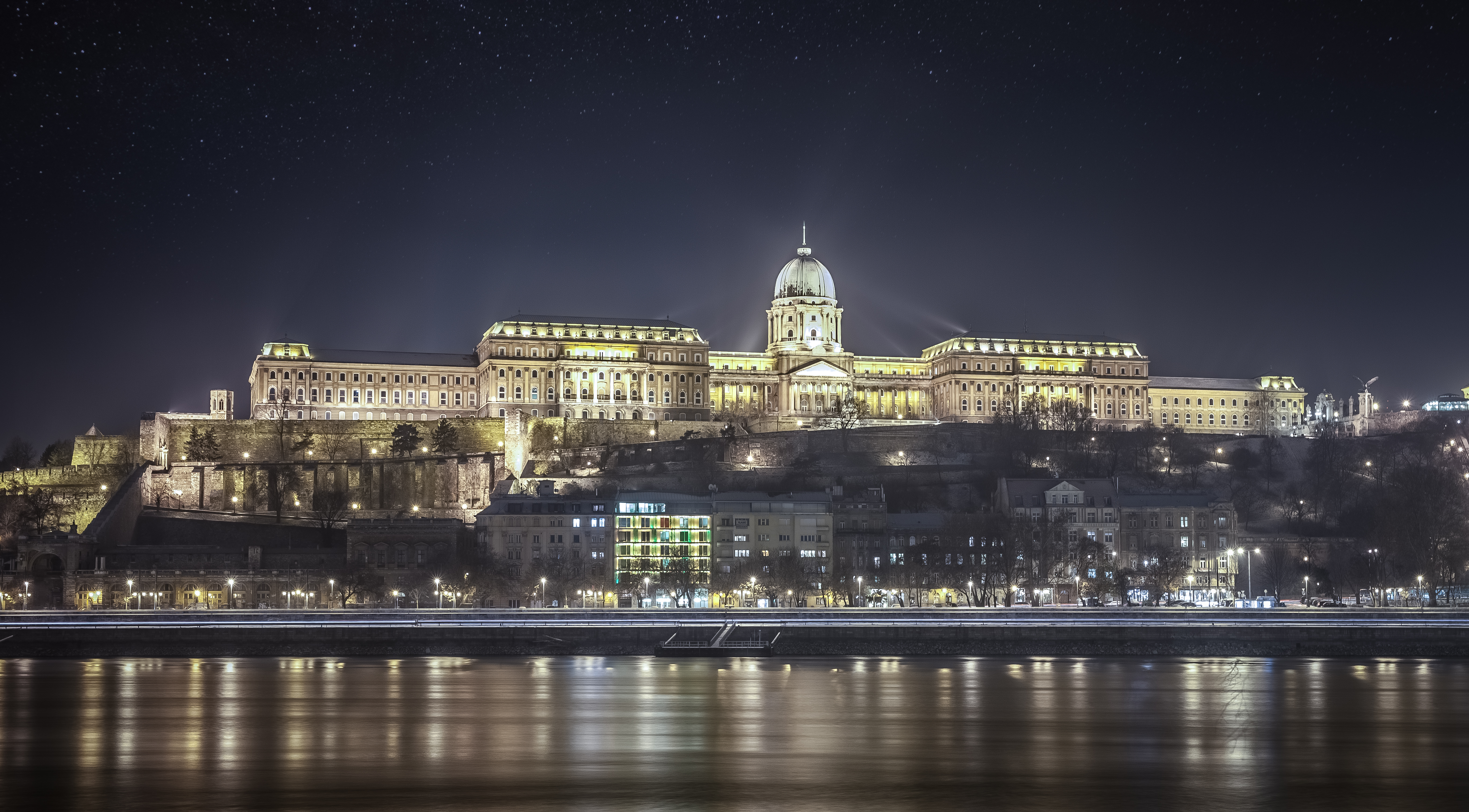
Budapest egyik leglátogatottabb turisztikai központja, a várhegy és a Budavári Palota, esti kivilágításban a pesti oldalról szemlélve

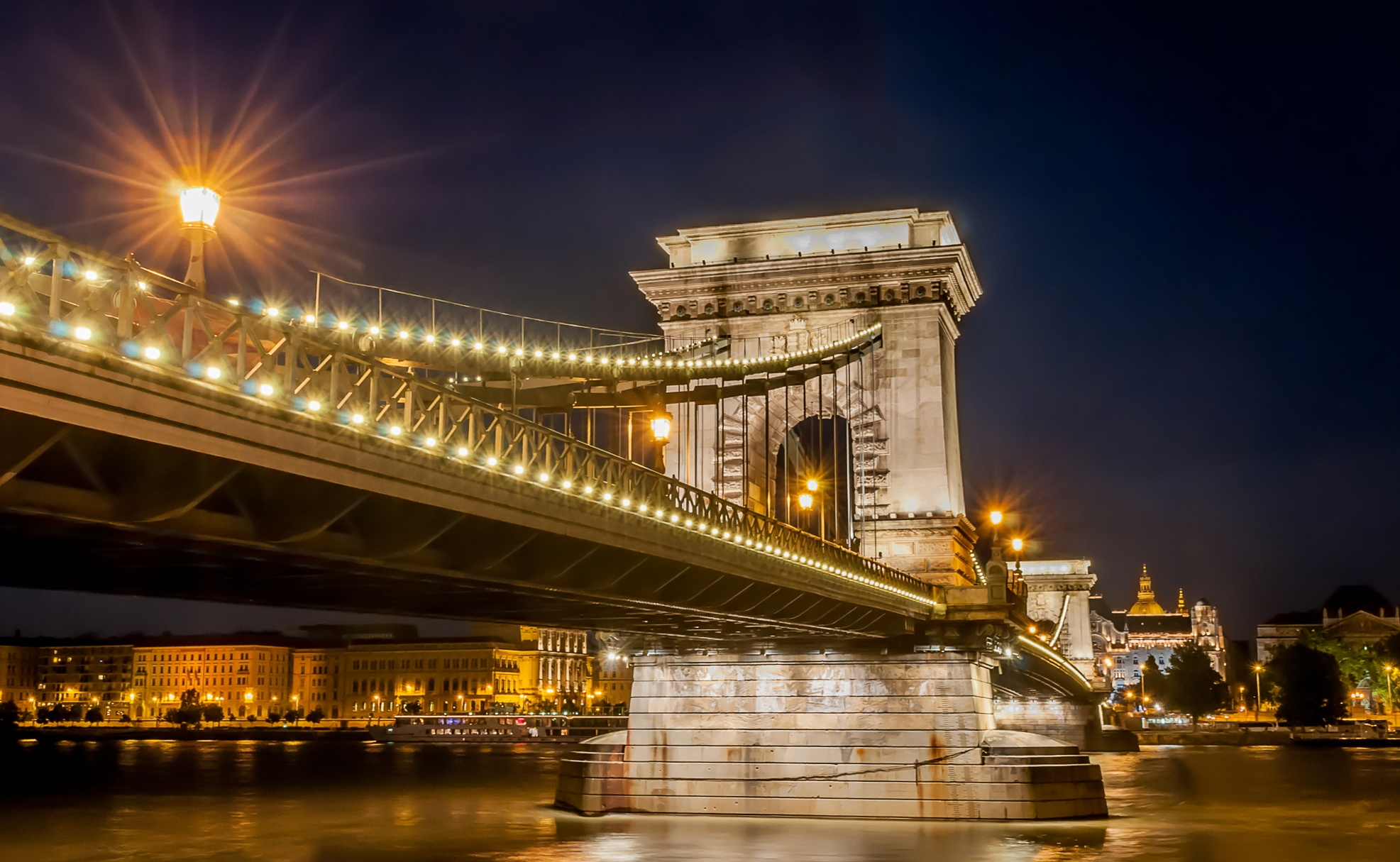
A város legelső és leghíresebb Duna-hídja, a Széchenyi lánchíd esti kivilágításban a budai hídfő felől nézve

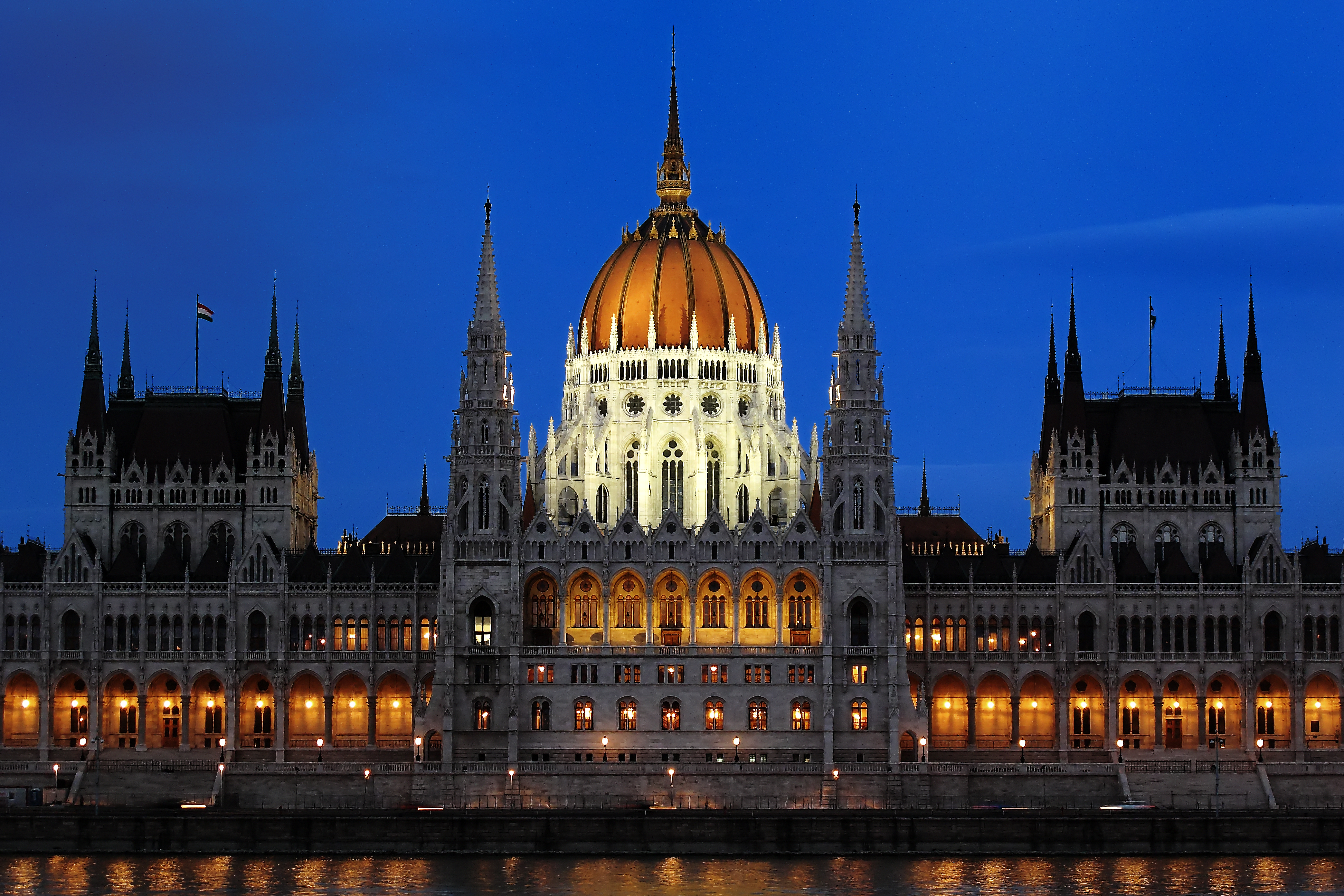
Az Országház

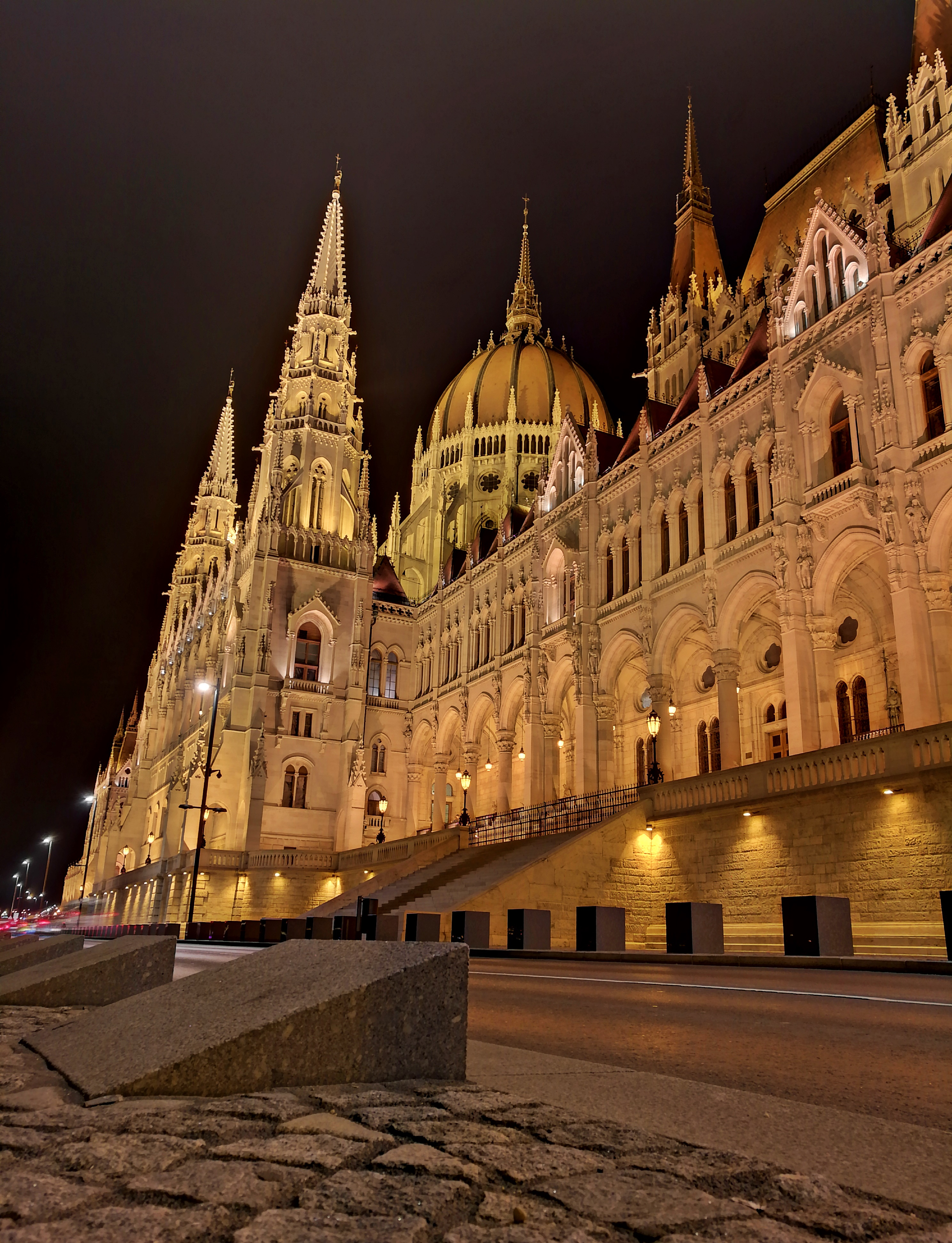
Az Országház a 2011-ben kapott új díszkivilágítást

Budapesten építészeti szempontból is több európai és világviszonylatban is kimagasló épület található, melyek legtöbbje mára már az UNESCO világörökségi helyszíneihez tartozik. Ilyenek az Országház, a Budavári Palota, a Szent István-bazilika, a Dohány utcai zsinagóga, a Széchenyi lánchíd, a Szabadság híd és az Andrássy út bérpalotái.
A főváros építészetének kronológiájában a legkorábbi építészeti emlékek a római korból maradtak fenn. A történelmi Aquincum település megmaradt régészeti és történeti emlékeit az óbudai Aquincumi Múzeumban és annak romkertjében tekinthetők meg.
Az Országház a Kossuth Lajos téren található, mint Magyarország egyik legismertebb épülete és egyben jelképe. Itt székel a Magyar Országgyűlés és az Országgyűlési Könyvtár, továbbá itt található a Szent Korona és a többi koronázási jelvény (a palást kivételével). Az építkezés tizenkilenc évig tartott, 1885-ös kezdettel, és 1904-es befejezéssel. Az épületet Steindl Imre tervezte neogótikus és eklektikus stílusban. A téglalap alaprajzú, 17 745 négyzetméterű Országház hossza 268 méter, szélessége 123 méter, magassága pedig a millenniumra utaló 96 méter. Ezen méretek alapján Európa második és a világ harmadik legnagyobb parlamenti épülete. Mint a Duna-part látképe 1987 óta része a kulturális világörökségnek.
A Budai Várnegyed a főváros szívében, az I. kerületben a várhegyen található. A várnegyed Budapest egyik legfőbb kulturális és turisztikai központja. A Budavári Palota vagy más néven a volt királyi palota ennek része, és az egyik legjelentősebb épülete. A komplexum már az 1300-as évektől épült, és egészen a 19. századig folyamatos bővítéseken ment keresztül, így mind a reneszánsz, mind pedig a barokk és neobarokk stílusjegyek megtalálhatók rajta. A palota volt a magyar uralkodók székhelye. A 19. század végén olyan építészek dolgoztak a bővítésén, mint Ybl Miklós és Hauszmann Alajos. A Budai várnegyed részeként 1987 óta szintén a világörökség részét képezi. A várnegyed egy másik része a Szent György tér. A királyi palota északi előterében ma elterülő, L alakú Szent György tér a Várnegyed egyik legfiatalabb tere. Ezen a területen a középkorban még nem volt tér. Az eddigi régészeti ásatások alapján kiderült, hogy a területen kezdetektől a mai Színház utca és Szent György utca elődje volt. Innen remek kilátás nyílik a királyi palotára, továbbá itt található a köztársasági elnöki rezidencia, azaz a Sándor-palota, valamint a Várszínház és a Budavári sikló felső állomása is. A várnegyed harmadik részét a történelmi lakónegyed teszi ki, a 17-18. században épült köz- és lakóházaival.

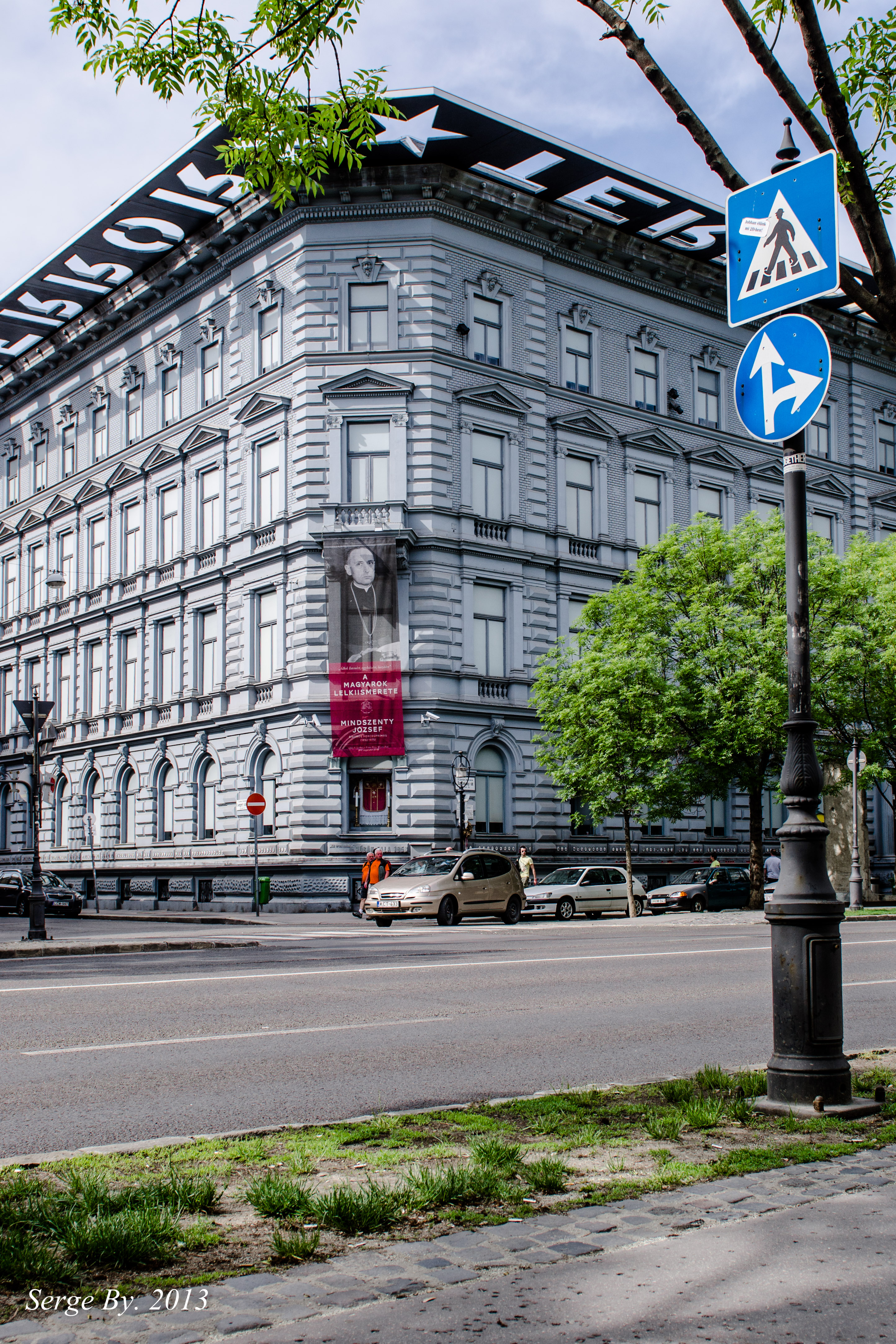
A 2002 óta a világörökség részét képző Andrássy út és az ott található Terror Háza Múzeum

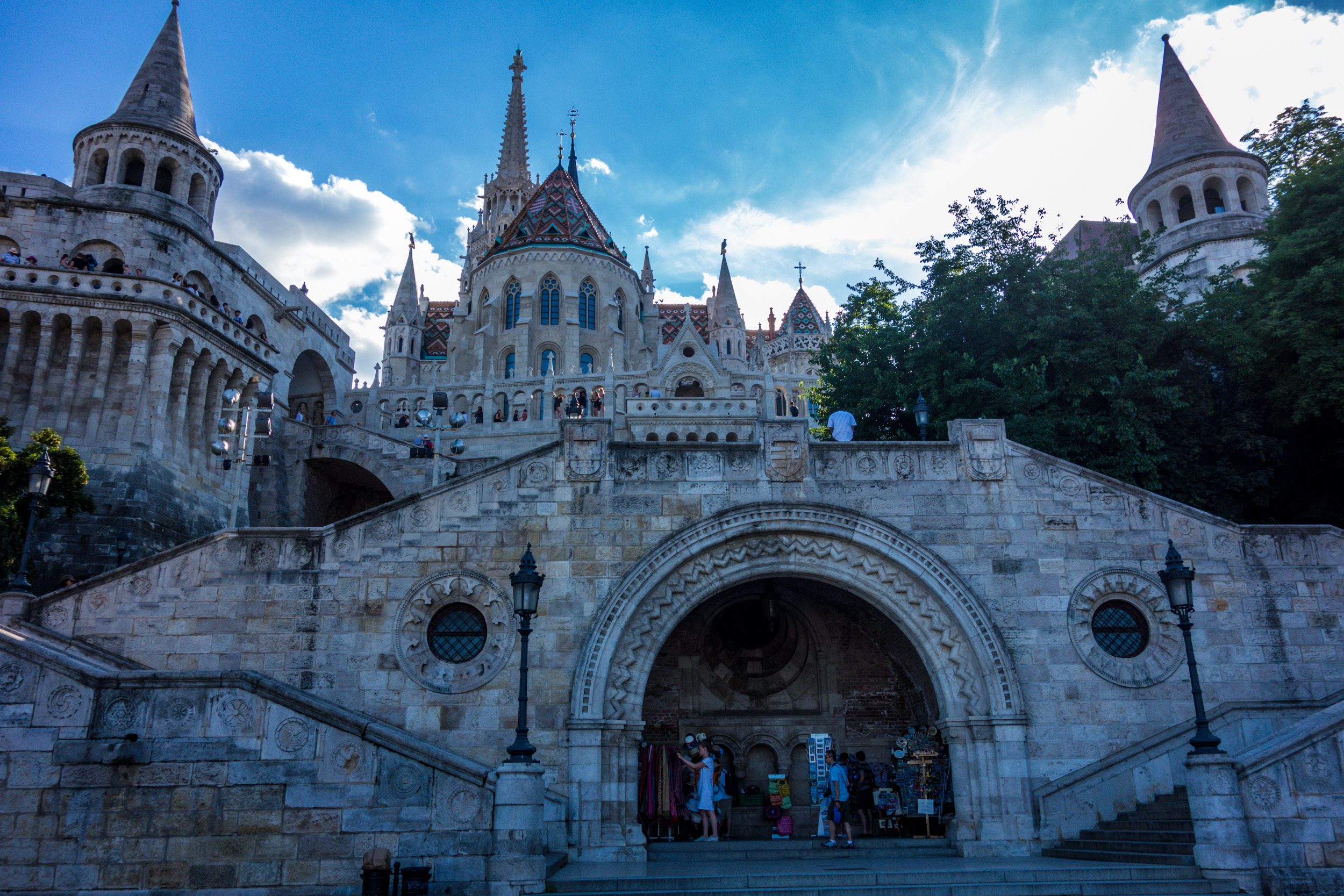
A Halaszbástya és a Mátyás-templom

Az Andrássy út Budapest leghosszabb 2310 méter hosszú sugárútja, amely a VI. kerületet, a Terézvárost szeli át. A sugárút egyik szakaszát a Deák Ferenc tér és az Oktogon közti rész jelenti. Ezt az útrészt zártsorú, három-négyemeletes bérpaloták szegélyezik, földszintjükön elegáns kávézók és üzletek találhatók. Az Andrássy út második szakasza az Oktogon és a Kodály körönd közötti rész. Az épületek emeleteinek száma csökken, és inkább fasorszerűvé válik. A harmadik szakasz a Kodály körönd és a Hősök tere közötti rész. Az útszakaszt paloták és villák szegélyezik, több nagykövetség is itt székel. Az Andrássy úton és környezetében olyan épületek találhatók, mint a Magyar Állami Operaház, a volt Balettintézet, a Párisi Nagy Áruház (Divatcsarnok), a Zeneakadémia, a Műcsarnok, továbbá több múzeum is, mint például a Terror Háza Múzeum, a Hopp Ferenc Ázsiai Művészeti Múzeum, a Postamúzeum, a Liszt Ferenc-emlékház, továbbá itt van a „pesti Broadway” is a Nagymező utca környékén. A sugárút alatt halad az M1-es metróvonal. Az Andrássy út a Millenniumi Földalatti Vasúttal és a Hősök tervével 2002 óta a világörökség részét képezik.
Az Erzsébet körút a budapesti belső kerületeken áthaladó Nagykörút VII. kerületi, erzsébetvárosi szakasza, amely a Blaha Lujza tértől a Király utcáig húzódik 764 méter hosszan. Ez Erzsébetváros fő közlekedési útvonala, egyben kiskereskedelmi zónája a két oldalán sorakozó üzletek, vendéglátó-ipari egységek révén. Az Erzsébet körutat merőlegesen átszelő fontosabb utcák a Blaha Lujza tér felől haladva, a Dohány utca, a Wesselényi utca, a Dob utca és a Király utca. A körutat az 1880-as években alakították ki, ekkor épültek az első házak is. Az 1890-es évekre már teljesen beépült, legnagyobb részében eklektikus stílusú épületekkel (pl. Anker-palota). Ettől az időtől az Erzsébet körút a főváros kulturális életének egyik jelentős színhelyévé vált, egészen a II. világháborúig. Napjainkban forgalmas közlekedési útvonalként a legjelentősebb, de üzleteinek és kávéházainak köszönhetően sétaútként is népszerű. Jeles épületei közül a legjelentősebbek a New York-palota, a Madách Színház és az egykori Royal Szálló, ami ma Corinthia Grand Hotel Royal néven luxusszálloda.
Budapest Duna-szakaszán összesen nyolc közúti- és két vasúti híd van, amelyek összekötik a budai és a pesti oldalt (négy kisebb közúti híd a szigetekre való be- és kijárást oldja meg). A legszebb és a leghíresebb hidak a belvárosban találhatók. Ezek a Széchenyi lánchíd, a Szabadság híd a Margit híd és az Erzsébet híd. A Lánchíd a főváros legrégibb és legismertebb hídja, egyben a város egyik jelképe is, fotója a Budapestről vagy a Magyarországról szóló bemutató anyagok nélkülözhetetlen eleme. A város második állandó hídjaként épült az Árpád-házi Szent Margit nevét viselő Margit híd. A híd két körutat köt össze a két városrész között a Margit-sziget érintésével. Érdekessége, hogy ha megfigyeljük a hídközepet és a Margit-szigetet összekötő szakaszt és képzeletben az útpályát tartó szerkezetet tükrözzük az útpálya felé, akkor kirajzolódik előttünk az elfektetett Eiffel-torony képe. Budapest harmadik állandó hídjaként épült a Szabadság híd, ami a főváros legrövidebb hídja, és ami több magyar motívumot is magán hordoz, mint például a Nagy Virgil által tervezett kapuzatokat a történelmi magyar címer díszíti, míg a híd jellegzetes díszeit a pillérek kapuzatának tetején ülő turulmadarak adják.

### Parkok és terek
Budapesten számos kisebb és nagyobb tér található, melyek közül a legjelentősebbek a Hősök tere, a Kossuth Lajos tér, a Szabadság tér, a Szent István tér, a Deák Ferenc tér, a Vörösmarty tér, az Erzsébet tér, a Szent György tér, a Bikás park és a Széchenyi István tér. Az Andrássy út végét képző Hősök tere a főváros legtágasabb és legnagyobb hatású tere, melynek közepén áll a Millenniumi emlékmű, valamint itt található a Szépművészeti Múzeum és a Műcsarnok is. A Kossuth tér a magyar államiság egyik szimbolikus helye, itt van az Országház, az Igazságügyi palota valamint a Földművelésügyi Minisztérium épülete is. A Szabadság tér az V. kerületben található, mint Budapest egyik legszebb tere. Itt olyan épületek találhatók meg, mint a Magyar Nemzeti Bank, az Egyesült Államok nagykövetsége, a Tőzsdepalota, valamint számos szobor és emlékmű, mint például a Szovjet hősi emlékmű, Ronald Reagan szobra vagy a sokat vitatott német megszállási emlékmű is. A Szent István téren található a Szent István-bazilika, a teret egy sétálóutca, a Zrínyi utca köti össze a Lánchíd lábánál fekvő Széchenyi István térrel. Itt található a Magyar Tudományos Akadémia, valamint a Gresham-palota és a Belügyminisztérium épülete is. A Deák tér a főváros egyik központi tere, jelentős közlekedési csomópontja, ahol három budapesti metró is találkozik. Itt található Budapest legrégebbi és legismertebb evangélikus temploma, a Deák téri evangélikus templom. A Vörösmarty tér az V. kerületben a Pesti Vigadó mögött található a Váci utca egyik végpontjaként. Itt van a Gerbeaud cukrászda, valamint a téren rendezik meg az éves karácsonyi vásárt, továbbá ez az Ünnepi könyvhét központja.
A főváros számos parkja és zöld felületei közül a legjelentősebbek a Margit-sziget, a Városliget, a Gellérthegy, a Népliget, a Városmajor, a Vérmező, a Tabán, az Óbudai-sziget (Hajógyári-sziget), a Károlyi-kert, a Múzeumkert, a II. János Pál pápa tér, az Orczy-park, a Budai Arborétum, a Kopaszi-gát, a Kerepesi temető és a Farkasréti temető. A Margit-szigeten néhány létesítményt leszámítva nem található épület, a sziget számít a főváros legnagyobb parkjának. A szigeten a rendezett zöldterületeken, virágoskerteken kívül található még két japánkert (egy a Margit-szigeten és egy Zuglóban), valamint olyan nevezetességek is láthatók, mint a víztorony, a zenélő szökőkút vagy a zenélő kút is. Budapest második legnagyobb közparkja a Városliget. Itt található többek között, a Széchenyi gyógyfürdő, a Vajdahunyad vára valamint a Fővárosi Állat- és Növénykert is.

## Népesség
| Közigazgatás                         | Népesség  | Terület | Népsűrűség |
| Kerület                              | 2022-ben  | km²     | fő/km²     |
| ------------------------------------ | --------- | ------- | ---------- |
| I. kerület                           | 23 685    | 3,41    | 6946       |
| II. kerület                          | 86 567    | 36,34   | 2382       |
| III. kerület                         | 124 746   | 39,70   | 3143       |
| IV. kerület                          | 94 391    | 18,82   | 5015       |
| V. kerület                           | 21 931    | 2,59    | 8468       |
| VI. kerület                          | 35 441    | 2,38    | 14 891     |
| VII. kerület                         | 48 943    | 2,09    | 23 418     |
| VIII. kerület                        | 70 048    | 6,85    | 10 226     |
| IX. kerület                          | 59 588    | 12,53   | 4756       |
| X. kerület                           | 75 628    | 32,49   | 2328       |
| XI. kerület                          | 141 090   | 33,47   | 4213       |
| XII. kerület                         | 57 295    | 26,68   | 2148       |
| XIII. kerület                        | 122 973   | 11,44   | 9150       |
| XIV. kerület                         | 118 705   | 18,13   | 6547       |
| XV. kerület                          | 77 091    | 26,94   | 2862       |
| XVI. kerület                         | 73 270    | 33,51   | 2187       |
| XVII. kerület                        | 84 922    | 54,82   | 1549       |
| XVIII. kerület                       | 99 400    | 38,60   | 2575       |
| XIX. kerület                         | 56 507    | 9,38    | 6024       |
| XX. kerület                          | 63 512    | 12,18   | 5210       |
| XXI. kerület                         | 70 442    | 25,75   | 2736       |
| XXII. kerület                        | 56 534    | 34,25   | 1651       |
| XXIII. kerület                       | 22 633    | 40,77   | 555        |
| Budapest                             | 1 685 342 | 525,13  | 3209       |
| Magyarország                         | 9 603 634 | 93 023  | 103        |
| Forrás: KSH (2022. évi népszámlálás) |           |         |            |

Budapest lakónépessége 2022. október 1-jén 1 685 342 fő volt, Magyarország össznépességének 17,5%-át tette ki. A 2011-es népszámlálás óta 43 698 fővel csökkent a város lakosság száma. Ebben az évben az egy km²-re jutó lakók száma, átlagosan 3209 ember volt. Budapest népesség korösszetétele igen kedvezőtlen. 2022-ben a város lakónépességének a 12%-a 14 évnél fiatalabb, míg a 65 éven felülieké 21% volt. 2022-ben a férfiaknál 74,2, a nőknél 79,9 év volt a születéskor várható átlagos élettartam. A legmagasabb befejezett iskolai végzettség szerint a diplomával rendelkezők élnek a legtöbben a városban 573 877 fő, utánuk a következő nagy csoport az érettségi végzettséggel rendelkezők 528 740 fővel. 2022-ben a 6 évnél idősebb népesség 85%-nál volt internet elérési lehetősége. A népszámlálás adatai alapján a város lakónépességének 12,8%-a, mintegy 216 202 személy vallotta magát valamely kisebbséghez tartozónak. A kisebbségek közül cigány, ukrán és szerb nemzetiségűnek vallották magukat a legtöbben.
Budapestnek az ország gazdasági központjává válása, a gyors iparosítás, az agrárválság, a közlekedési technika rohamos fejlődése és az előnyös közlekedési helyzete azt eredményezték, hogy a 19. század utolsó harmadától Budapest lakossága viharos gyorsasággal növekedett. A lakosság dinamikus gyarapodása az 1960-as évek közepéig folytatódott, de forrása az 1950-es évek végétől már teljes egészében a vándorlási nyereségből adódott. Az 1990-es évektől a budapesti népességszám alakulásában fordulat következett be, a korábbi mérséklődő ütemű népgyarapodást csökkenés váltotta fel. A 2001-es évi népszámlálás adatai alapján a főváros népessége 12%-kal, közel 240 ezer fővel csökkent 1990-hez viszonyítva. Az 1990-es években az országban a népességszám változása tekintetében Budapest és Pest megye képviselte a két szélső értéket, a főváros lakossága csökkent a legjobban, jóval meghaladva ezzel az országos, 1,7%-os mértéket, viszont kiugró mértékű népességnövekedés következett be Pest megyében, amelynek lakossága több mint 130 ezer fővel, közel 14%-kal nőtt. Ez elsősorban a városból az elővárosi övezetekbe költözés, azaz a szuburbanizáció következménye volt. A 80-as évektől, egészen napjainkig csökken a város népességszáma, ma már kevesebben laknak Budapesten, mint 1960-ban.
A 2022-es népszámlálási adatok szerint a magukat vallási közösséghez tartozónak valló budapestiek túlnyomó többsége római katolikusnak tartja magát. Emellett jelentős egyház a városban még a református.
Budapest lakosságszámának forrása: KSH[pontosabban?]

### Iskolai végzettség
| Iskolai végzettség               | Iskolai végzettség               | Iskolai végzettség | Iskolai végzettség | Iskolai végzettség |
| -------------------------------- | -------------------------------- | ------------------ | ------------------ | ------------------ |
|                                  |                                  |                    |                    | fő                 |
| Általános iskolát nem végezte el | Általános iskolát nem végezte el |                    | 125 189            | 125 189            |
| Általános iskola                 | Általános iskola                 |                    | 202 503            | 202 503            |
| Szakmunkás                       | Szakmunkás                       |                    | 160 344            | 160 344            |
| Érettségi                        | Érettségi                        |                    | 528 740            | 528 740            |
| Diploma                          | Diploma                          |                    | 573 877            | 573 877            |
| A 2022. évi népszámlálás szerint |                                  |                    |                    |                    |

A 2001-es népszámlálási adatok alapján, Budapesten a legmagasabb befejezett iskolai végzettség szerint az érettségi végzettséggel rendelkezők éltek a legtöbben 556 356 fővel. Második legnagyobb csoport az általános iskolai végzettséggel rendelkezőek voltak 420 863 fővel, utánuk következett a diplomások 320 899 fővel, az általános iskolai végzettséggel nem rendelkezőek 215 609 fővel, végül a szakmunkások 167 468 fővel. A legtöbb alulképzett budapesti lakos (44 552 fő) a III. kerületben, míg a magasan képzettek közül a legtöbben (88 439 fő) a XI. kerületben élt.
A 2011-es népszámlálási adatok alapján, Budapesten a legmagasabb befejezett iskolai végzettség szerint az érettségi végzettséggel rendelkezők éltek a legtöbben 564 108 fővel. Második legnagyobb csoport a diplomás végzettséggel rendelkezők voltak 467 619 fővel, utánuk következett az általános iskolai végzettséggel rendelkezők 275 482 fővel, a szakmunkások 187 430 fővel, végül az általános iskolai végzettséggel nem rendelkezőek 124 770 fővel. A legtöbb alulképzett budapesti lakos (27 970 fő) a III. kerületben, míg a magasan képzettek közül a legtöbben (100 253 fő) a XI. kerületben élt.
A 2022-es népszámlálási adatok alapján, Budapesten a legmagasabb befejezett iskolai végzettség szerint a diplomával rendelkezők éltek a legtöbben 573 877 fővel. Második legnagyobb csoport az érettségi végzettséggel rendelkezők voltak 528 740 fővel, utánuk következett az az általános iskolai végzettséggel rendelkezők 202 503 fővel, a szakmunkás végzettségűek 160 344 fővel, végül az általános iskolai végzettséggel nem rendelkezőek 125 189 fővel. A legtöbb alulképzett budapesti lakos (23 540 fő) a III. kerületben, míg a magasan képzettek közül a legtöbben (103 461 fő) a XI. kerületben élt.

### Etnikai összetétel
A 2001-es népszámlálás adatok szerint a város lakossága 1 777 921 fő volt, ebből a válaszadók 1 686 842 fő volt, 1 631 043 fő magyarnak, míg 14 019 fő cigánynak vallotta magát, azonban meg kell jegyezni, hogy a magyarországi cigányok (romák) aránya a népszámlálásokban szereplőnél lényegesen magasabb. 18 097 fő német, 4929 fő szlovák és 3410 fő görög etnikumnak vallotta magát. A legtöbb külföldi nemzetiségi a XI. kerületben (6173 fő), ill. a VIII. kerületben (5953 fő) élt.
A 2011-es népszámlálás adatok szerint a város lakossága 1 729 040 fő volt, ebből a válaszadók 1 565 259 fő volt, 1 429 697 fő magyarnak vallotta magát. Az adatokból az derül ki, hogy a magyarnak vallók száma jelentősen csökkent tíz év alatt, ennek egyik fő oka, hogy többen nem válaszoltak. Az elmúlt tíz év alatt a nemzetiségiek közül a legjelentősebben a cigányok (20 151 fő), németek (28 818 fő) és az oroszok (6158 fő) száma nőtt. A kínaiak száma megkétszereződött, míg a magukat románnak valló nemzetiségűek száma megháromszorozódott. A magukat szlováknak vallók száma (3257 fő) harmadával csökkent az elmúlt tíz év alatt. A legtöbb külföldi nemzetiségi a XI. kerületben (10 454 fő), ill. a XIII. kerületben (9831 fő) élt.
A 2022-es népszámlálás adatok szerint a város lakossága 1 685 342 fő volt, ebből a válaszadók 1 617 481 fő volt, 1 401 279 fő magyarnak vallotta magát. Az elmúlt tizenegy év alatt, a nemzetiségiek közül a legjelentősebben az ukránok (8710 fő) és a ruszinok (1911 fő) száma nőtt, miközben jelentősen csökkent a németek (21 407 fő) és a cigányok (12 921 fő) száma. A népszámlálás adatai nem részletezi az el nem ismert nemzetiségeket, de a számuk jelentősen nőtt, 2011 óta 708 főről 2041 főre. A legtöbb külföldi nemzetiségi a XI. kerületben (19 592 fő), ill. a XIII. kerületben (19 514 fő) él.

### Vallási összetétel
Budapest lakóinak vallási összetétele 2022-ben
A 2001-es népszámlálási adatok alapján, Budapesten a lakosság több mint fele (64,4%) kötődik valamelyik vallási felekezethez. A legnagyobb vallás a városban a kereszténység, melynek legelterjedtebb formája a katolicizmus (47,1%). A katolikus egyházon belül a római katolikusok száma 808 460 fő, míg a görögkatolikusok 28 901 fő. A városban népes protestáns közösségek is élnek, főleg reformátusok (224 169 fő) és evangélikusok (46 449 fő). Az ortodox kereszténység inkább az országban élő egyes nemzeti kisebbségek (oroszok, románok, szerbek, bolgárok, görögök) felekezetének számít, számuk elenyésző az egész városi lakosságához képest (3 823 fő). Szerte a városban számos egyéb kisebb keresztény közösség működik. A zsidó vallási közösséghez tartózók száma 9 468 fő. Jelentős a száma azoknak a városban, akik vallási hovatartozásukat illetően nem kívántak válaszolni (15,1%). Felekezeten kívülinek a város lakosságának 19,5%-a vallotta magát.
A 2011-es népszámlálás adatai alapján, Budapesten a lakosság kevesebb mint a fele (43,2%) kötődik valamelyik vallási felekezethez. Az elmúlt tíz év alatt a városi lakosság vallási felekezethez tartozása jelentősen csökkent, ennek egyik oka, hogy sokan nem válaszoltak. A legnagyobb vallás a városban a kereszténység, melynek legelterjedtebb formája a katolicizmus (30%). Az elmúlt tíz év alatt, a katolikus valláshoz tartozók száma negyedével esett vissza. A katolikus egyházon belül a római katolikusok száma 501 117 fő, míg a görögkatolikusok 16 192 fő. A városban népes protestáns közösségek is élnek, főleg reformátusok (146 756 fő) és evangélikusok (30 293 fő). Az ortodox kereszténység inkább az országban élő egyes nemzeti kisebbségek (oroszok, románok, szerbek, bolgárok, görögök) felekezetének számít, számuk elenyésző az egész városi lakosságához képest (3 710 fő). Szerte a városban számos egyéb kisebb keresztény közösség működik. A zsidó vallási közösséghez tartózók száma 7 925 fő. Összességében elmondható, hogy az elmúlt tíz év során minden egyházi felekezetekhez tartozók száma jelentősen csökkent. Jelentős a száma azoknak a városban, akik vallási hovatartozásukat illetően nem kívántak válaszolni (33,9%), tíz év alatt a duplájára nőtt a számuk. Felekezeten kívülinek a város lakosságának 22,9%-a vallotta magát.
2022-es népszámlálás adatai alapján, Budapest a lakosság kevesebb mint a fele (35,9%) kötődik valamelyik vallási felekezethez. Az elmúlt tíz év alatt a városi lakosság vallási felekezethez tartozása jelentősen csökkent, ennek egyik oka, hogy sokan nem válaszoltak. Ehhez az a zavar is hozzájárult, hogy az ateisták is csak vallásosként jelölhették meg magukat. A legnagyobb vallás a városban a kereszténység, melynek legelterjedtebb formája a katolicizmus (24,3%, 408 823 fő). Az elmúlt tíz év alatt, a katolikus valláshoz tartozók száma negyedével esett vissza. A katolikus egyházon belül a római katolikusok száma 381 515 fő, míg a görögkatolikusok 16 887 fő. A városban népes protestáns közösségek is élnek, főleg reformátusok (126 920 fő) és evangélikusok (26 162 fő). Az ortodox kereszténység inkább az országban élő egyes nemzeti kisebbségek (ukránok, románok, szerbek, bolgárok, görögök) felekezetének számít, számuk az elmúlt 11 év alatt nőtt (4839 fő). A zsidó vallási közösséghez tartózók száma 4839 fő. Jelentős a száma azoknak, akik vallási hovatartozásukat illetően nem kívántak válaszolni (44,5%), és felekezeten kívülinek is sokan vallották magukat (19,2%).

## Kultúra
A pezsgő kulturális életéről is ismert Budapesten bőséggel lehet válogatni a koncertek, a kiállítások és a táncelőadások között. Kulturális eseményekben a legnagyobbak közé tartozik a Sziget Fesztivál, ami nemcsak a fővárosban és az országban, hanem Európában is népszerű könnyűzenei rendezvénynek számít. Más jelentősebb események közé tartozik a Budapesti Tavaszi Fesztivál és a Budapest Pride (2010-ig megrendezték a Budapesti Őszi Fesztivált is).

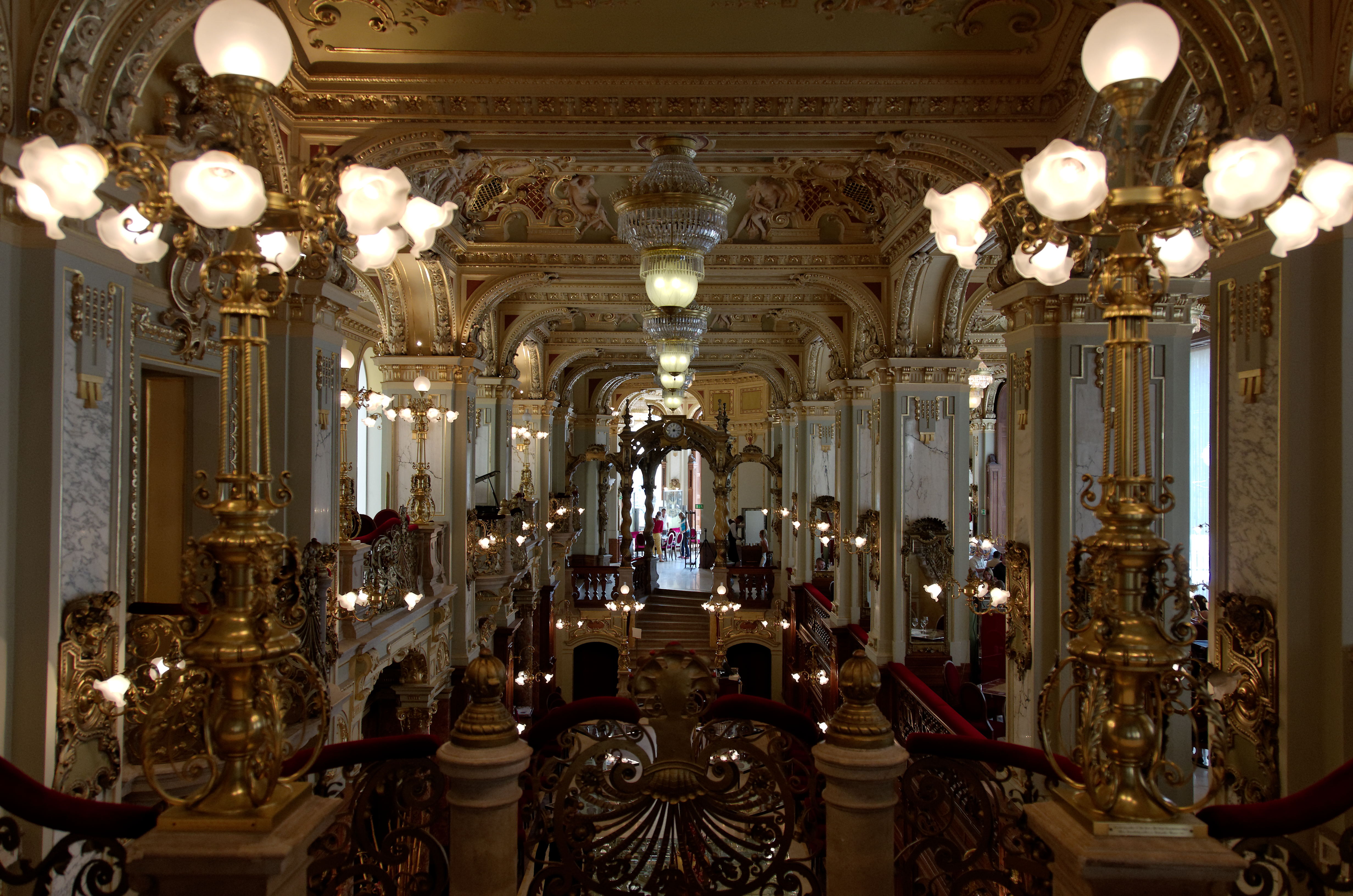
A többszörösen is a világ legszebb kávéházának megválasztott New York kávéház

A Fővárosnak több olyan része is van, ahol sok étterem, bár és kávézó található kis területen. Ilyen a Váci utcának a Szabadsajtó útjától a Fővám térig futó része, a Ráday utca, amelyet főként az egyetemisták kedvelnek, a Liszt Ferenc tér, amely az Andrássy út mentén fekszik, valamint a Szent István tér környéke is. Ezek az utcák és terek nyaranta késő estig tele vannak élettel. Budapest kávézói közül kiemelkedik az 1894-ben megnyílt, New York kávéház, amelyet a U City Guides internetes utazási iroda szakértői a világ legszebb kávéházának választottak, immáron kétszer, 2011-ben és 2013-ban is. Más szórakoztató létesítmények, melyeket mind a helyiek, mind pedig a fővárosba látogatók felkereshetnek, a Millenáris Park (Jövő Háza kiállítás, Csodák Palotája), a Fővárosi Állat- és Növénykert, a Fővárosi Nagycirkusz, a Magyar Vasúttörténeti Park és a Budapesti mozik is.
Budapesten európai viszonylatban is neves tudományos könyvtárak működnek, melyek egy-egy szakterületen egyedülálló gyűjteménnyel rendelkeznek. Ilyen – többek között – az Országos Széchényi Könyvtár, melynek kézirattárában a könyvnyomtatás kora előtti könyv- és írástörténeti emlékeket őriznek. A fővárosi lakosság közművelődésében a Fővárosi Szabó Ervin Könyvtár játszik fontos szerepet. Más könyvtárak, a Magyar Tudományos Akadémia Könyvtára, az ELTE Egyetemi Könyvtára, az Országgyűlési Könyvtár, a Ráday Gyűjtemény és az Országos Idegennyelvű Könyvtár is.

### Múzeumok
A Budapesten található múzeumok közül több is büszkélkedhet több százezres látogatottsággal, köszönhetően az izgalmas tárlatoknak, a nemzetközi összefogásban megvalósított kiállításoknak. A főváros összesen 223 múzeummal és galériával büszkélkedhet, amelyek a magyar történelem, művészet és természettudomány mellett az egyetemes és európai kultúra és tudomány számos emlékét is bemutatják. A legnagyobbak közülük, a Magyar Nemzeti Múzeum, a Magyar Nemzeti Galéria, a Szépművészeti Múzeum, a Budapesti Történeti Múzeum, a Memento Park és az Iparművészeti Múzeum.
A Magyar Nemzeti Múzeum a VIII. kerületben, a Múzeum körút 14–16. szám alatt található. A múzeum a magyar történelem tárgyi emlékeit mutatja be. A múzeumot 1802-ben gróf Széchényi Ferenc alapította Ferenc király (II. Ferenc császár) hozzájárulásával, hogy a gazdag nagycenki gyűjteményét az országnak ajándékozhassa. Az épület 1837 és 1847 között épült Pollack Mihály tervei alapján, klasszicista stílusban. A Magyar Nemzeti Múzeum 1802-es létrejöttével időrendben Európa harmadik nemzeti múzeuma.
A Szépművészeti Múzeum a Hősök terén található, mint annak műemlékegyüttesének a része. A múzeumban európai képzőművészek minden korszakából találunk gyűjteményeket, olyan hírességektől, mint például Albrecht Dürer, Francisco de Goya, Leonardo da Vinci, Claude Monet és még sokan mások. A Szépművészeti Múzeum továbbá antik és egyiptomi gyűjteményekkel is rendelkezik. Az épületegyüttes 1900 és 1906 között épült Schickedanz Albert és Herzog Fülöp Ferenc terve alapján neoreneszánsz és neoklasszicista stílusban. 2011-ben kormányhatározat jelent meg arról, hogy az eddig a Budavári Palotában székelő Nemzeti Galéria 2012. február 29-ével beleolvad a Szépművészeti Múzeumba. Az intézmény utódja, az Új Nemzeti Galéria 2018-tól a kormányzat szándéka szerint az Ötvenhatosok terén épülő új Múzeumi Negyedben működik tovább. A Budapesti Történeti Múzeum a főváros egyik legjelentősebb múzeuma, a Szent György téren. A múzeum Budapest történetének dokumentumait és tárgyi emlékeit őrzi. Több egység is tartozik hozzá, ezek a Aquincumi Múzeum, a Vármúzeum és a Kiscelli Múzeum, valamint kiállítóhelyei, a Gül Baba türbéje, a Fürdőmúzeum, a Hercules-villa és a Középkori Zsidó Imaház.
A Memento Park vagy Szoborpark Múzeum egy szabadtéri múzeum Budapest belvárosától harminc percnyire autóbusszal. A park a kommunista időszak bemutatásával foglalkozik. Itt az a negyvenkét volt köztéri szobor áll, amelyek a szocializmus éveiben a rendszerváltásig a főváros utcáin voltak megtalálhatók.

### Színházak

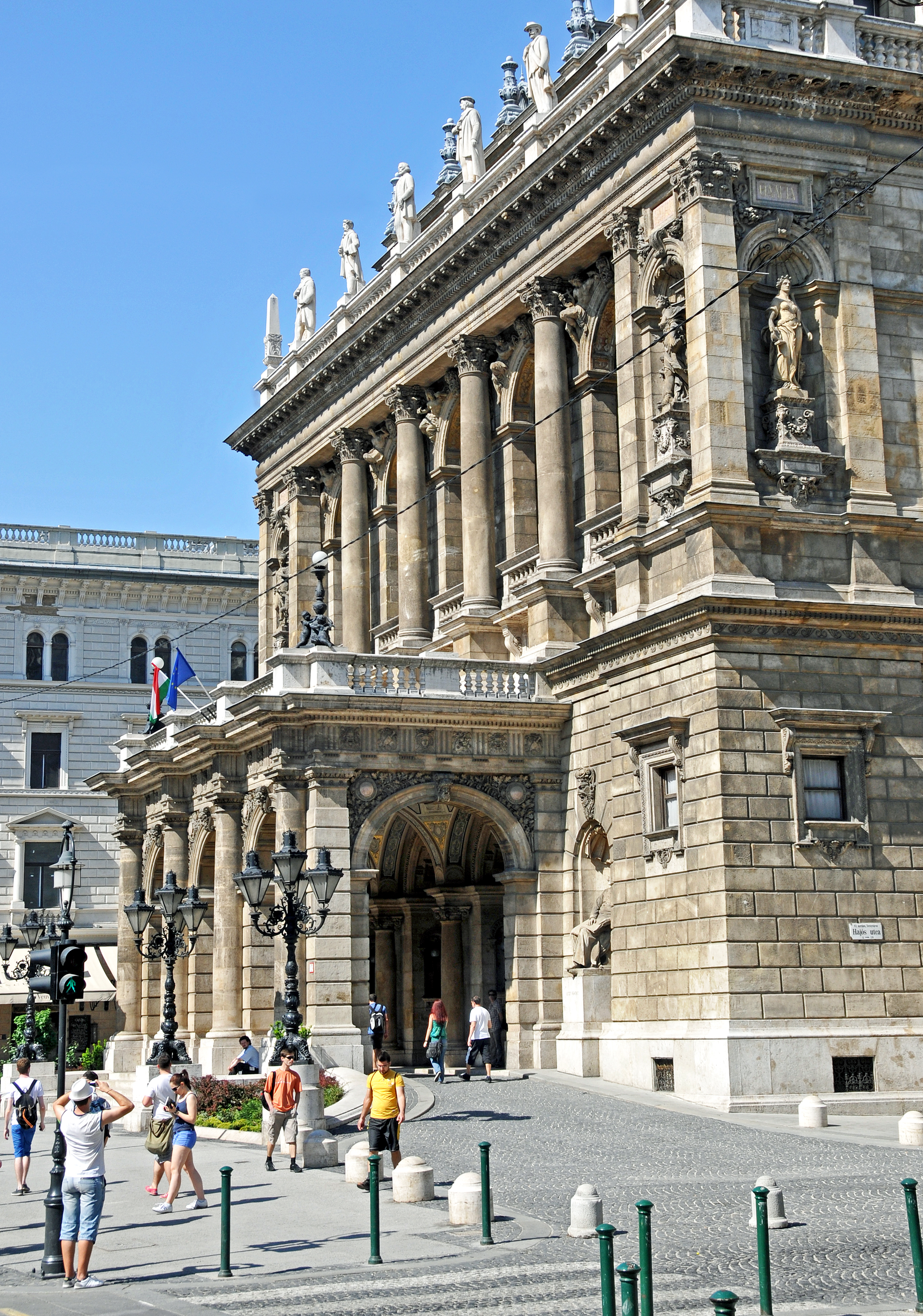
Az Ybl Miklós tervei alapján épült Magyar Állami Operaház, amely 2002 óta a világörökség részét képezi

Budapesten negyven színház, hét hangversenyterem és egy operaház működik. A kulturális kínálatot nyaranta különféle szabadtéri fesztiválok, koncertek és előadások gazdagítják, amelyeket gyakran történelmi hangulatú műemléképületek udvarain rendeznek meg. A legnagyobb színházi létesítmények a fővárosban, a Budapesti Operettszínház, a József Attila Színház, a Katona József Színház, a Madách Színház, a Magyar Állami Operaház, a Nemzeti Színház, a Pesti- és a Budai Vigadó, a Radnóti Miklós Színház és a Vígszínház. A Magyar Állami Operaház az Andrássy út 22. szám alatt található. Mivel itt, az Andrássy úton épült, így 2002 óta a világörökség részét képezi. Az épületet Ybl Miklós tervezte neoreneszánsz stílusban. Kilenc év alatt épült, 1875 és 1884 között. Az Operaház, Magyarország egyetlen kimondottan operákra és balettekre szakosodott színháza. Az Opera Europa szövetség tagja.

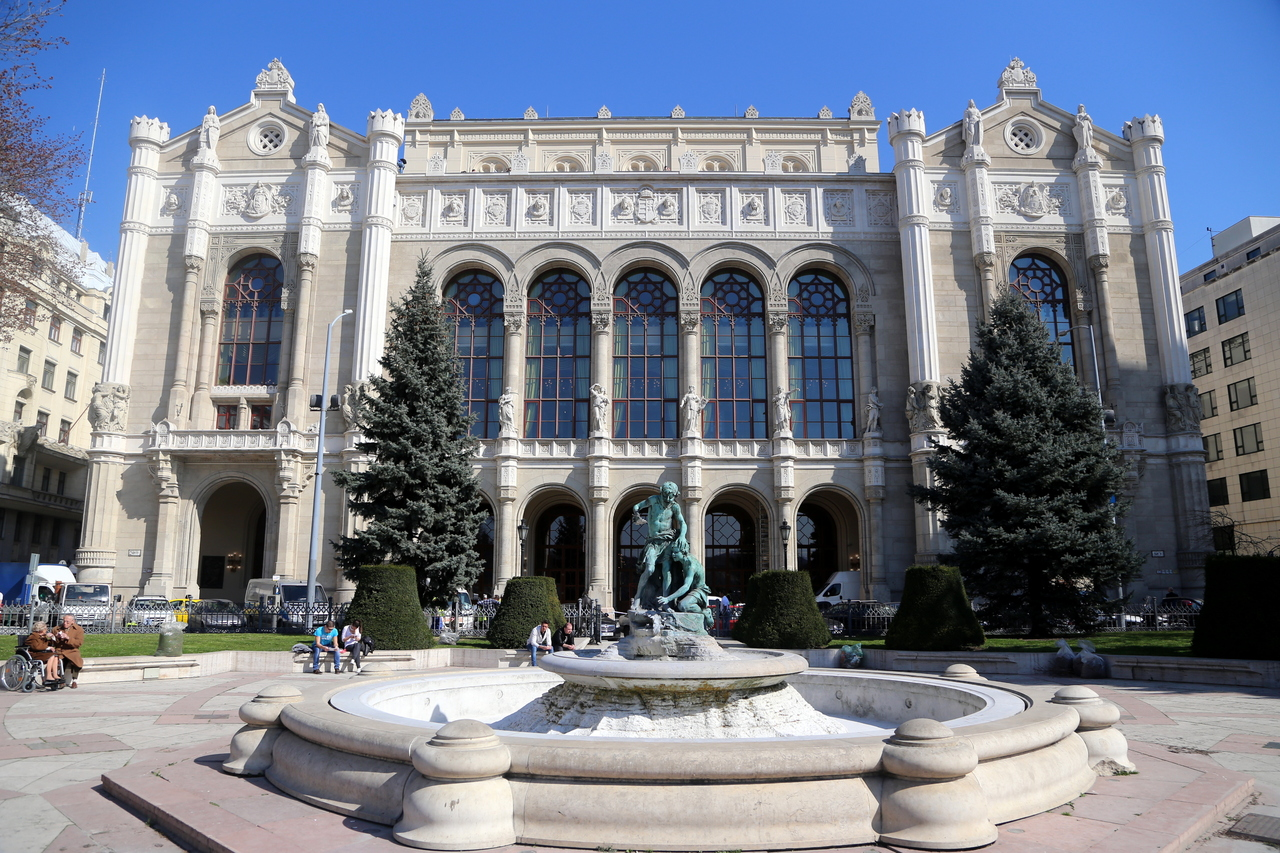
A Pesti Vigadó főhomlokzata

A Budapesti Operettszínház a VI. kerületben a Nagymező utcában található. A színház a főváros egyik kulturális és társasági központja, az évi közel ötszáz előadását körülbelül ötszázezer ember látogatja évente. Az utóbbi időben még külföldön is elismert és keresett színházzá nőtte ki magát, zenész színházként operett és musical előadásaival vendégszerepel Európa különböző színházaiban és fesztiváljain egyaránt. Az épület 1894-ben épült bécsi építészek tervei alapján. A Madách Színház a VII. kerületben, az Erzsébet körút 29-33. szám alatt található. A mai helyén található színház a 20. században, 1961-ben került oda. Előtte ugyanis több színházi vállalkozás is Madách Imre nevét viselte. A színház tevékenységét nemzetközi elismerés övezi: évente közel háromszáz előadást tartanak, közel ötszázezer vendég előtt.

### Gyógyfürdők
Budapest Közép-Európa olyan fővárosa, amely a legtöbb hőforrással rendelkezik. A napi 70 millió liter hozamú források különböző hőfokú és gyógyhatású vizeit a 19. század végétől kezdték módszeresen hasznosítani. Budapest 1934-ben nyerte el a fürdővárosi címet, 1937-ben nemzetközi gyógyfürdőhellyé nyilvánította az I. Nemzetközi Fürdőügyi Kongresszus. A városban 80 termálvizes és ásványvizes, valamint több mint 400 keserűvizes forrás található, hőfokuk 24–78 °C közötti. Budán maguktól törnek a felszínre a meleg vizű (50–70 °C-os) források, míg a Margit-szigeten és Pesten kutakat fúrtak az elérésükre. Budapest első hévizes artézi kútját 1967-ben helyezték üzembe.

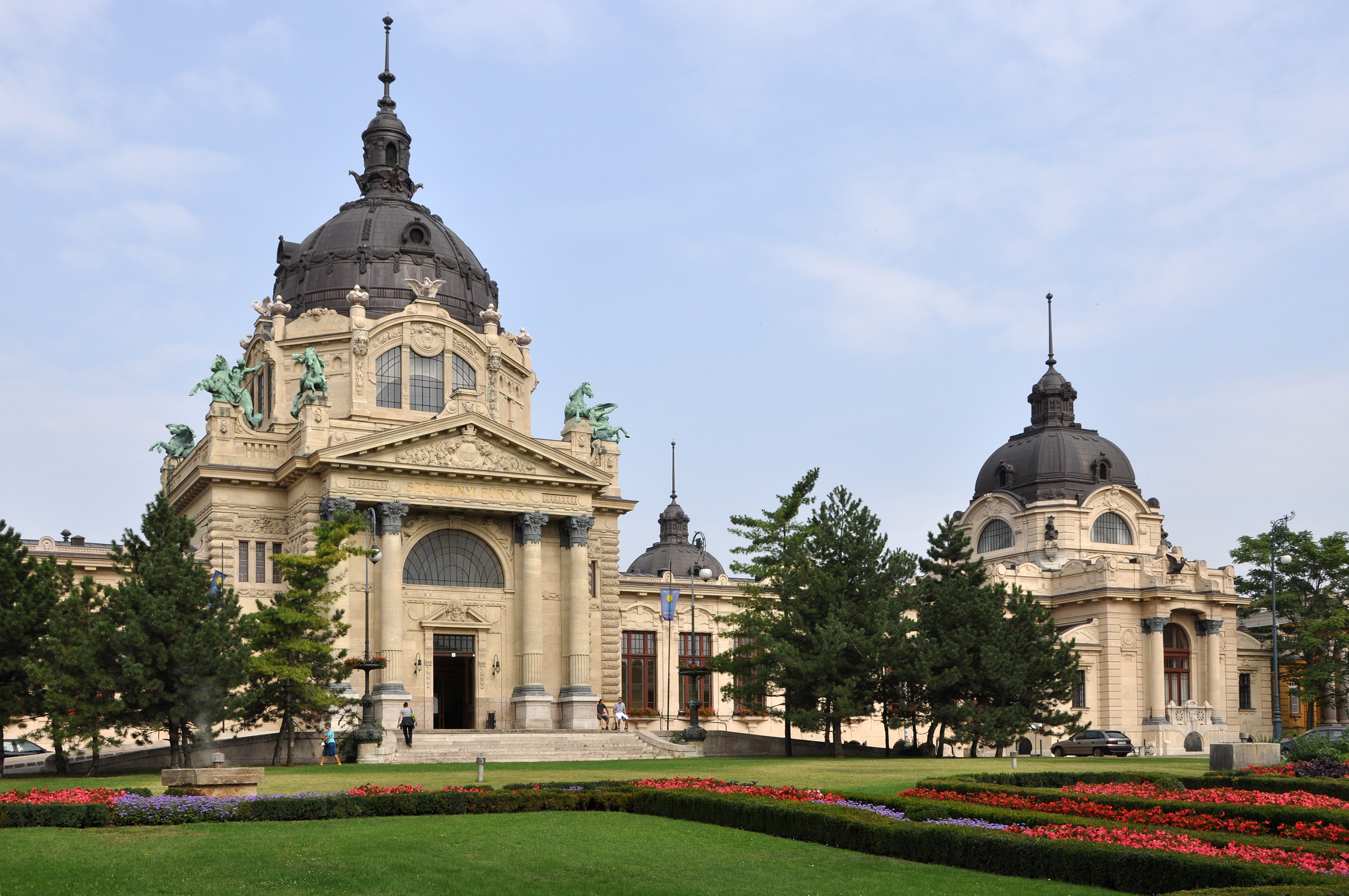
A Városligetben található Széchenyi gyógyfürdő Európa legnagyobb fürdőkomplexuma

A forrásokat már hosszú idők óta tisztelik és hasznosítják a város lakói, hiszen természetes ásványianyag-tartalmuk sokféle panasz enyhítésére szolgálhat. Kiemelkedő jelentőségűek a reumás és ortopédiai problémák kezelésére, valamint az asztmás és légúti panaszok enyhítésére szolgáló vizek. A leghíresebb fürdők, melyeket a külföldről Budapestre érkezők is szívesen látogatnak, a Széchenyi, a Rudas, a Dandár, a Gellért, a Király, a Dagály és a Lukács gyógyfürdő. A gyógyfürdőkön kívül számos strand és egyéb fürdő áll a budapestiek és a vendégek rendelkezésére, mint a Pesterzsébeti Fürdő, a Csillaghegyi Strand, a Csepeli Strand, a Palatinus Strandfürdő, a Paskál Strandfürdő, a Pünkösdfürdői Strand, a Római Strandfürdő és az Aquaworld – Vízibirodalom.

## Gazdaság

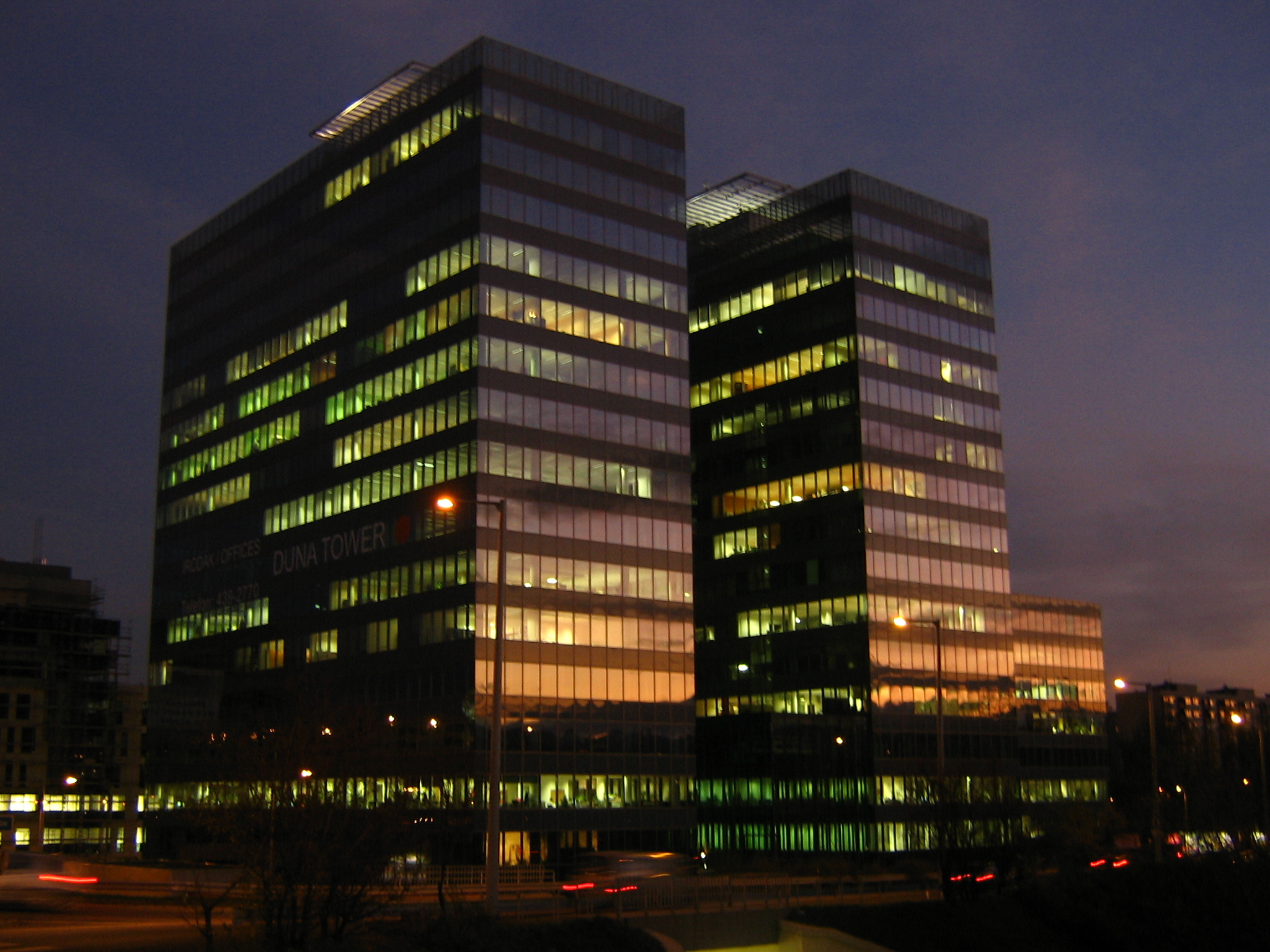
Egy modern fővárosi irodaház, a Duna Tower esti látképe

Budapest világvárossá fejlődésében az iparnak kiemelkedő szerep jutott, 1910-ben a magyar főváros még a munkás elővárosok (mai külső pesti kerületek és Csepel) nélkül is döntően ipari város volt, dolgozóinak 45,2%-a ipari munkás volt. A trianoni békeszerződés után Budapest és elővárosainak ipari túlsúlya meghatározóvá vált a lecsökkent országterületen. A két világháború közötti időszakban a teljes magyar ipari termelés volumenének felét a főváros környéki ipari koncentráció adta, amelynek további fejlődését segítette a háborús készülődés is (pl. Weiss Manfréd Művek). Mára Budapest a tercier ág országos központja. Itt bonyolódik a nemzetközi pénzforgalom 90%-a, az ingatlanközvetítés, a reklámtevékenység, a gazdasági tanácsadás 60%-a. Így a kereskedelem, logisztika elég fejlett a fővárosi régióban. A szolgáltatási ágazatban pedig növekvő jelentőségű a turizmusra épülő vendéglátóipar. Több mint ezer étterem, kávéház és szórakozóhely várja a vendégeket, ahol a magyar konyhaművészet és a nemzetközi gasztronómia fogásai mellé a legjobb magyar borok kerülnek az asztalra.

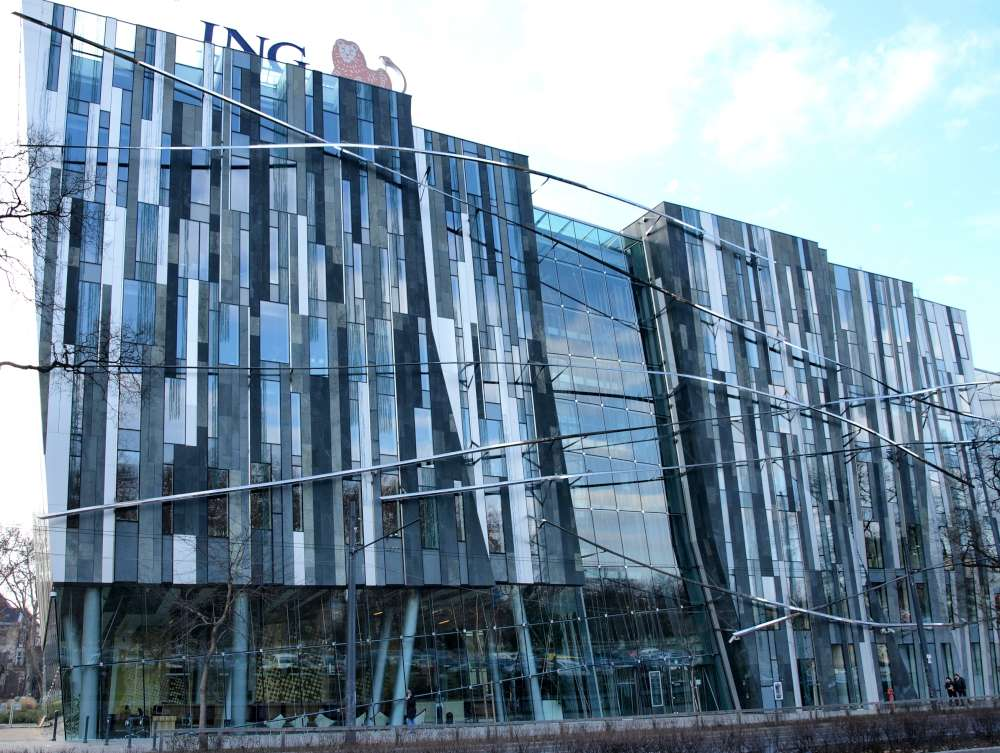
Az ING budapesti székháza a Dózsa György úton, ami egyben a főváros kortárs építészetének egyik meghatározó alkotása

Budapest iparában manapság szinte valamennyi ágazat képviselteti magát. Főbb termékei a híradás- és számítástechnikai eszközök, az elektromos gépek, az izzólámpák, a fénycsövek (Tungsram). A gyógyszeripar nagy múltú központjai: Egis, Sanofi (a volt Chinoin), Richter Gedeon. A fővárosban alacsony az ipari vállalkozások aránya, az ipar folyamatosan kitelepül az agglomerációba. A nagyiparban a fővárosiak 8,2%-a dolgozik. Minden 100 Magyarországon működő külföldi érdekeltségű cégből 54-nek Budapesten van a székhelye. Innen irányítják az ország egész területén végzett tevékenységüket. Ilyen például a Magyar Telekom, a General Electric, a Vodafone, a Telenor, az Erste Bank, a CIB Bank, a K&H Bank, az, UniCredit Bank, a Budapest Bank, a Generali Providencia, az ING, Alfa, Allianz biztosítók. Budapesten nyitott regionális központot például a Volvo, a Toyota, a Saab, a Ford, a Daewoo is. A General Electric Budapestről irányítja az európai, a közel-keleti és az afrikai régiókban történő tevékenységét. A többségben magyar tulajdonú MOL és az OTP Bank is a fővárosban működteti központját. 2009 óta Budapesten működik az Európai Innovációs és Technológiai Intézet, valamint itt található az éghajlat-változással foglalkozó Tudás- és Innovációs Közösségének (Climate-KIC) egyik régiós központja is. A Climate-KIC célja, hogy európai partnerhálózata segítségével széles körben elérhetővé tegye az éghajlatváltozás negatív hatásainak csökkentéséhez szükséges szaktudást, valamint piacra segítse a kapcsolódó innovatív termékeket és szolgáltatásokat.

### Gazdaságtörténet

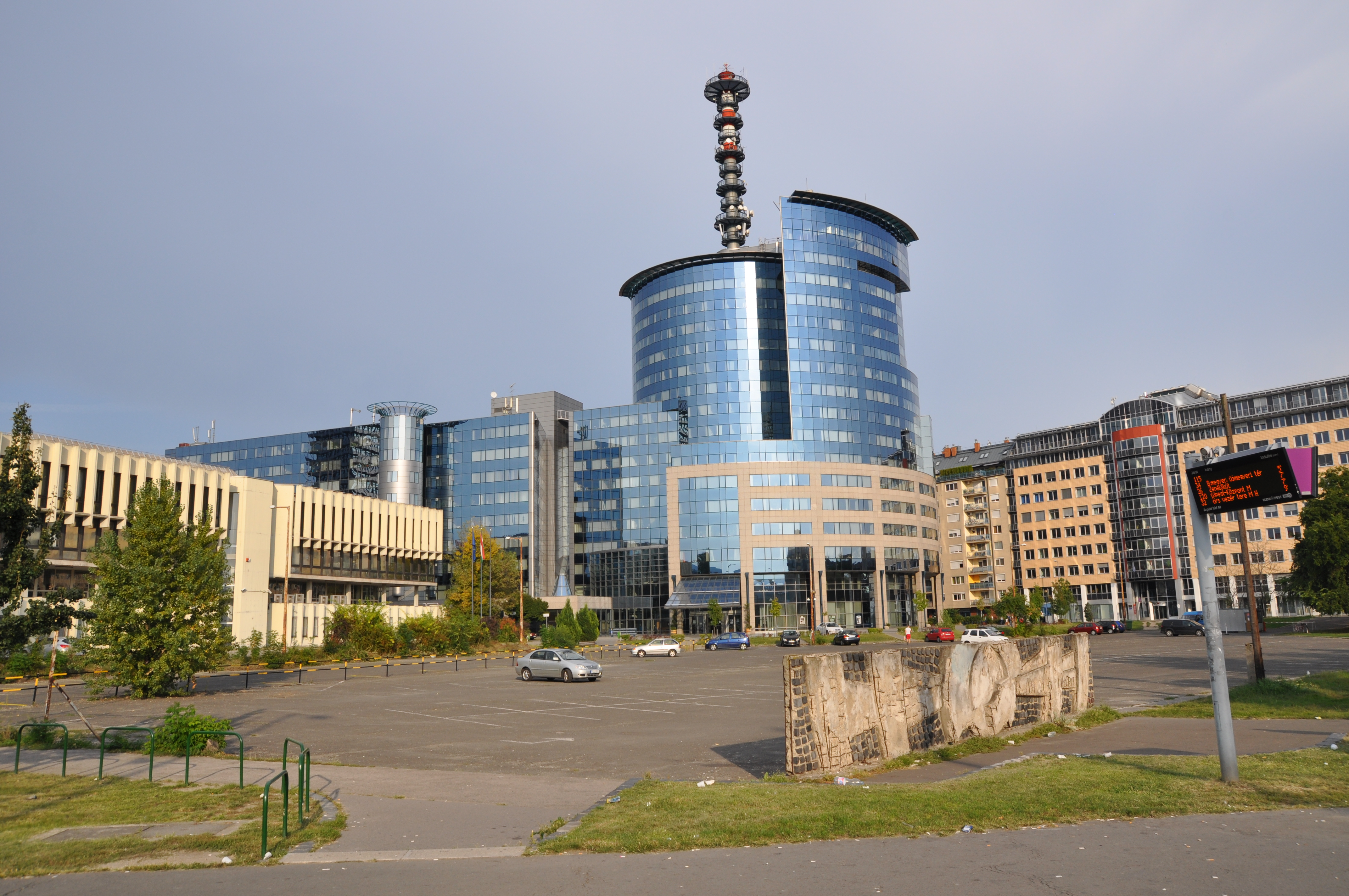
Budapest modern fejlődésére példa a Rendőr Palotához hasonló modern épületek építése a rendszerváltást követően

A második világháború után folytatódott az ipar töretlen – és bizonyos szempontból erőltetett – fejlődése. A fővárosi munkáslétszám a gyors újjáépítés és a fokozatos kapacitásbővítésnek köszönhetően az 1950-es években megduplázódott, a budapesti ipar országon belüli részesedése nem csökkent; 1960-ban az ország szekunder szektorban foglalkoztatottainak 43%-a budapesti volt (közel 600 000 fő), 1966-ban az ország teljes ipari termelésének 52%-át, munkáslétszámának 41%-át a főváros adta. Az 1960-as évek második felében döntés született a budapesti ipar dekoncentrációjáról, az üzemek termelésének egy részét vidékre kívánták telepíteni, ezzel együtt csökkentették a főváros fejlesztési alapját, forrásokat csoportosítottak át, előtérbe került a középvárosok, vidéki ipari centrumok, megyeszékhelyek fejlesztése. A döntés következtében (és az 1965-ben meghozott beköltözést korlátozó intézkedések nyomán) Budapest növekedése az 1970-es évekre megtorpant, népessége lassan növekedett, stagnált, majd fogyásnak indult, munkáslétszáma 1990-re közel felére (309 ezer fő, az országos létszám 22%-a) esett vissza.
A rendszerváltást követő gazdasági átalakulás során az ipar látványosan visszaszorult; sorra szűntek meg, vagy váltak szét kisebb egységekre nagy múltú, sok esetben egykori világhírű nagyvállalatok (Ganz–MÁVAG, Óbudai Hajógyár, Ganz Danubius Magyar Hajó- és Darugyár, Láng Gépgyár, Csepel Művek, Ikarus. Orion, Magyar Optikai Művek, Mechanikai Művek stb.) Ugyanakkor a szocialista ipari üzemek leépülésével párhuzamosan indult fejlődésnek a harmadlagos szektor: elsősorban a szolgáltatás és a kereskedelem terén keletkezett sok új munkahely, ennek köszönhetően a fővárosban maradt a legalacsonyabb a munkanélküliség és legmagasabb az egy főre jutó bruttó havi átlagjövedelem. Az ipari teljesítmény részesedésének aránya: 2000-ben a főváros 34,2 %-kal, 2022-ben 36,7%-kal járult hozzá az ország éves GDP-jéhez.
Az Eurostat adatai szerint Budapesten 2020-ban az egy főre jutó GDP összege az Európai Unió átlagának 156 százalékát tette ki, és ebből a szempontból a magyar főváros az unió 15. leggazdagabb régiójának számít.

## Közlekedés

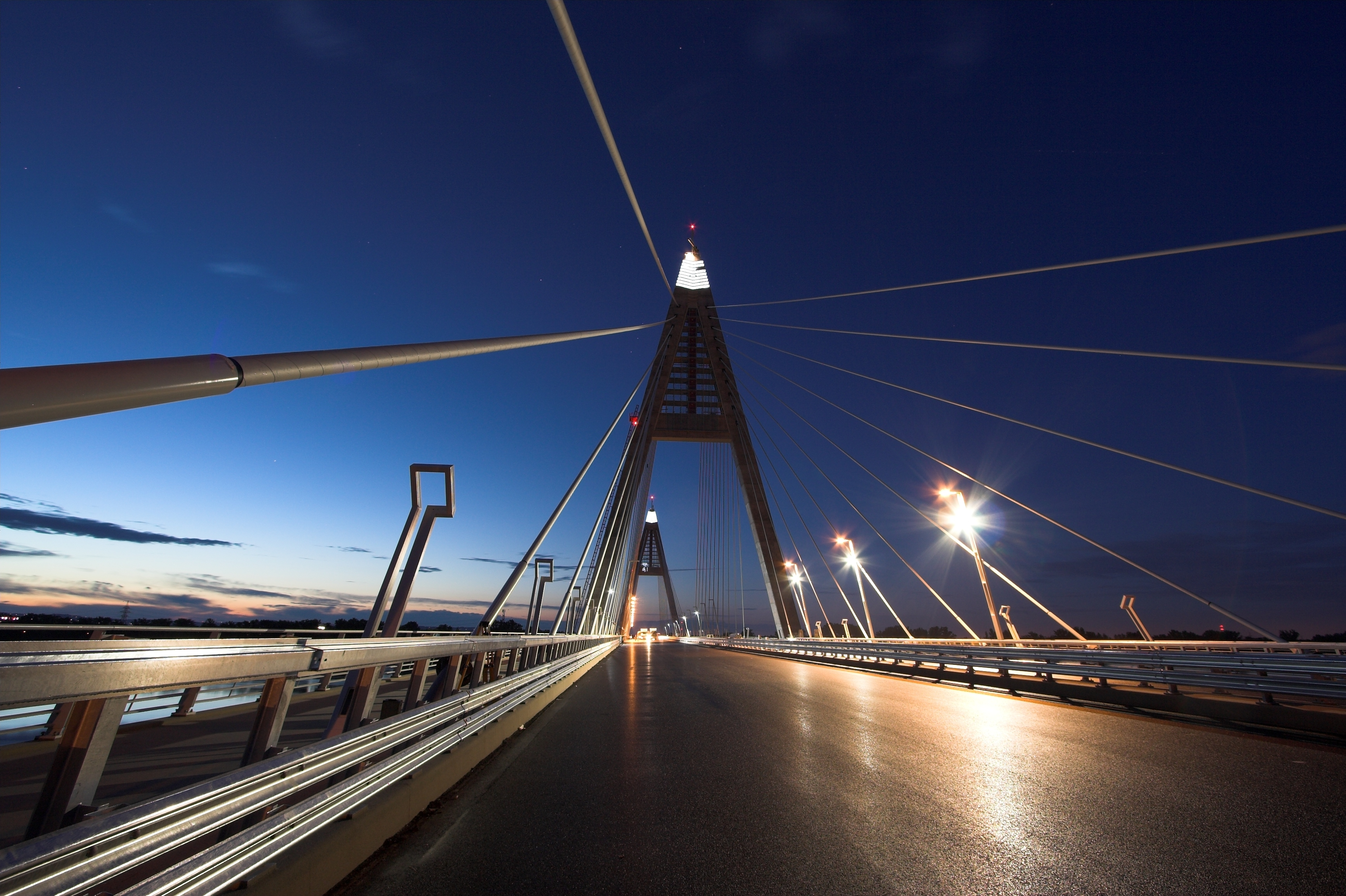
Az M0-s autóút hídja, a Megyeri híd

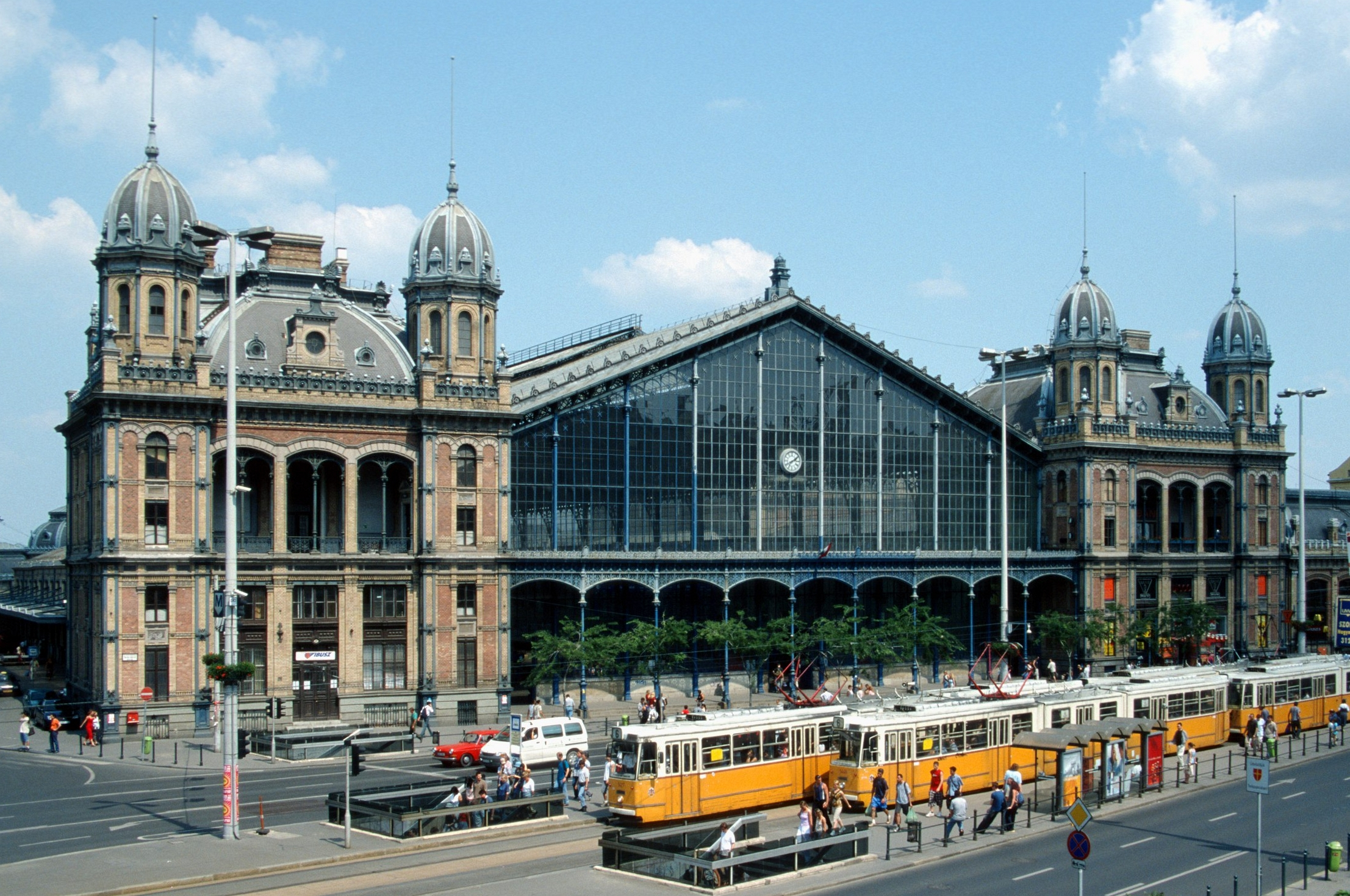
A Nyugati pályaudvar főhomlokzata

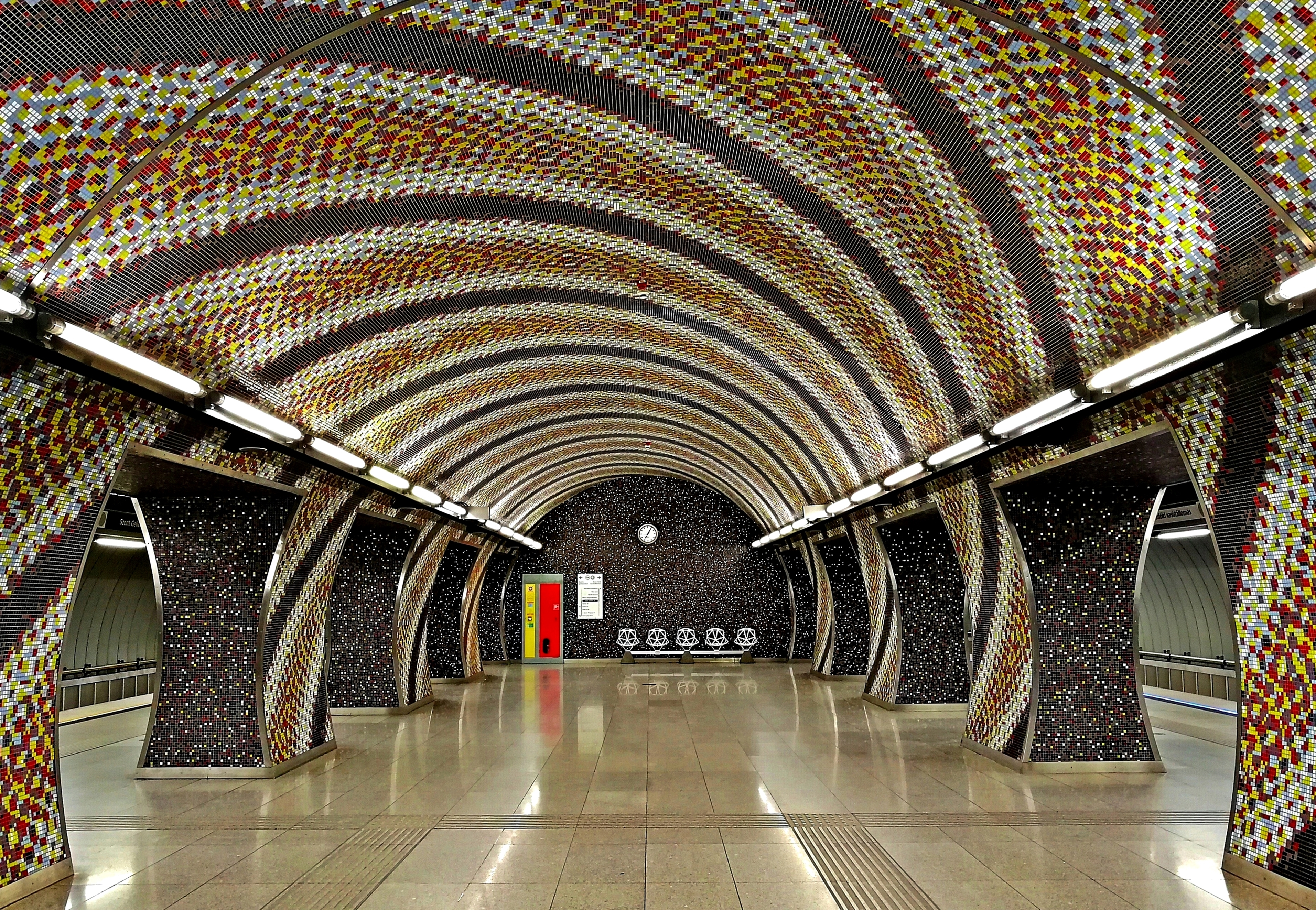
A 4-es metró Szent Gellért téri állomása

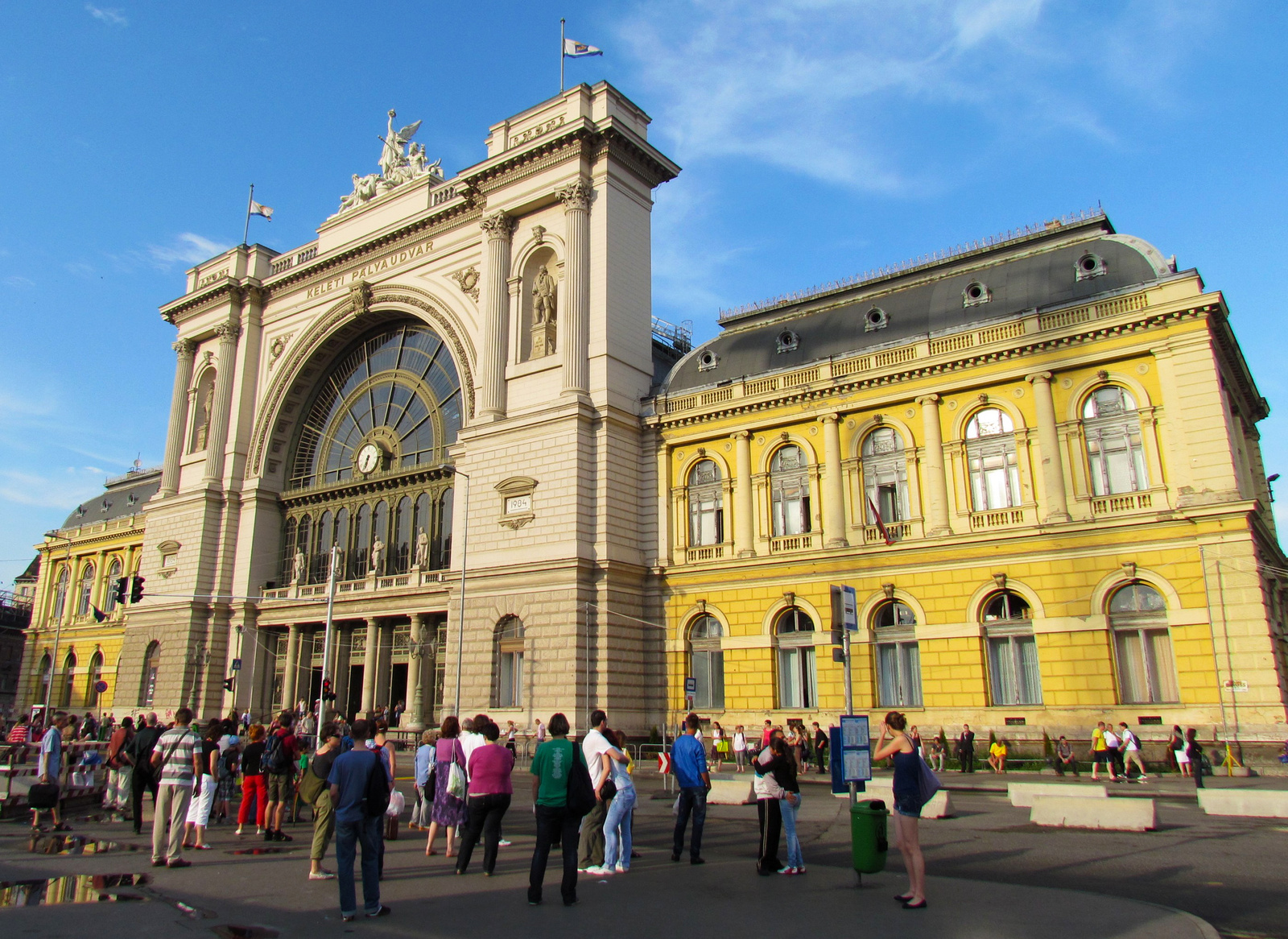
A Keleti pályaudvar főcsarnoka

Budapest az ország közlekedési vérkeringésének centruma. Innen indulnak sugaras irányba a vasúti és a közúti fővonalak, összeköttetést teremtve az ország megyéivel és Európa jelentős nagyvárosaival. A Keleti és a Nyugati pályaudvart több, szinte Európa egészét átszelő vonatjárat érinti.
Az országos, esetenként egyben Európát is átszelő utak fővárosba bevezető szakaszai rendkívül túlterheltek, és emellett az országos közúthálózat Budapest-centrikussága miatt korábban a hatalmas közúti tranzitforgalom szintén komoly problémát okozott. Ezért fontos a fővárost elkerülő M0-s autóút szerepe, amelynek kiépítésével ideiglenesen enyhült a fővárosi utak zsúfoltsága és a város levegőszennyezettsége. Az 1970-es években kezdődő motorizáció intenzív növekedésével, majd az 1980-as évek óta tartó szuburbanizáció eredményeként az agglomerációs települések és a főváros között személyautóval ingázók miatt munkanapokon rendszeresek a torlódások. Budapestet a Duna osztja két részre, területén hét közúti és két vasúti híd található. Ezek északról délre haladva: Újpesti vasúti híd, Árpád híd, Margit híd, Széchenyi lánchíd, Erzsébet híd, Szabadság híd, Petőfi híd, Rákóczi híd, Összekötő vasúti híd – valamint a Deák Ferenc híd az M0-s körgyűrű déli részén és a Megyeri híd az északi szakaszán. A Duna főága választja el egymástól Budát és Pestet, mellékágai pedig több szigetet is közrezárnak. A Margit híd, a Lánchíd, az Erzsébet és Szabadság híd nem csak városképi jelentőségű, hanem önmagában is művészeti alkotás.
Budapesten 11 féle közlekedési eszköz jár (4 metróvonal, 5 HÉV-vonal, 36 villamosjárat, 16 trolibuszjárat, 240 nappali és 43 éjszakai autóbuszjárat). Turistalátványosságként megtalálható a városban a Budavári sikló, a Libegő, a keskeny nyomtávú Gyermekvasút, a közforgalmat is bonyolító fogaskerekű vasút és a kishajó (propeller). A „klasszikus” tömegközlekedési eszközökön kívül három közösségi autómegosztó szolgáltatás érhető el Budapesten: a MOL Limo, a GreenGo és a DriveNow.
Budapest 10 európai fővárossal áll közvetlen vasúti összeköttetésben, a napi nemzetközi járatok száma meghaladja az ötvenet. A főváros és a nagyobb vidéki városok között közlekedő InterCity járatok népszerűek és kulturáltak. Négy nagy nemzetközi pályaudvar működik a fővárosban, a Keleti pályaudvar, a Nyugati pályaudvar, a Déli pályaudvar és Kelenföld vasútállomás.
A főváros kerékpáros közlekedése a kedvezőtlen infrastrukturális helyzet ellenére jelentős fejlődésen ment keresztül az elmúlt években. Becslések szerint egy átlagos hétköznapon 1-2% között van a kerékpáros forgalom aránya; a kerékpárhasználat az utóbbi években – főleg a belvárosban – jelentősen megnőtt.

### Légi közlekedés
A Belvárostól 15 kilométerre lévő Liszt Ferenc nemzetközi repülőtér fogadja a repülőgépeket. Ferihegy 1-et 1950. május 7-én adták át a forgalomnak. 1985-ben (Ferihegy 2A), majd 1998-ban (2B) megnyitották az új terminálokat. Ezt követően Ferihegy 1-et – teljes felújítás után – 2005. szeptember 1-jétől a diszkont légitársaságok járatai használhatták, egészen 2012. május 30-i bezárásáig.
A Budapest Liszt Ferenc nemzetközi repülőtéren a 2A, 2B terminál is kiszolgálja a schengeni, valamint a nem-schengeni övezetbe induló utasokat.

## Turizmus

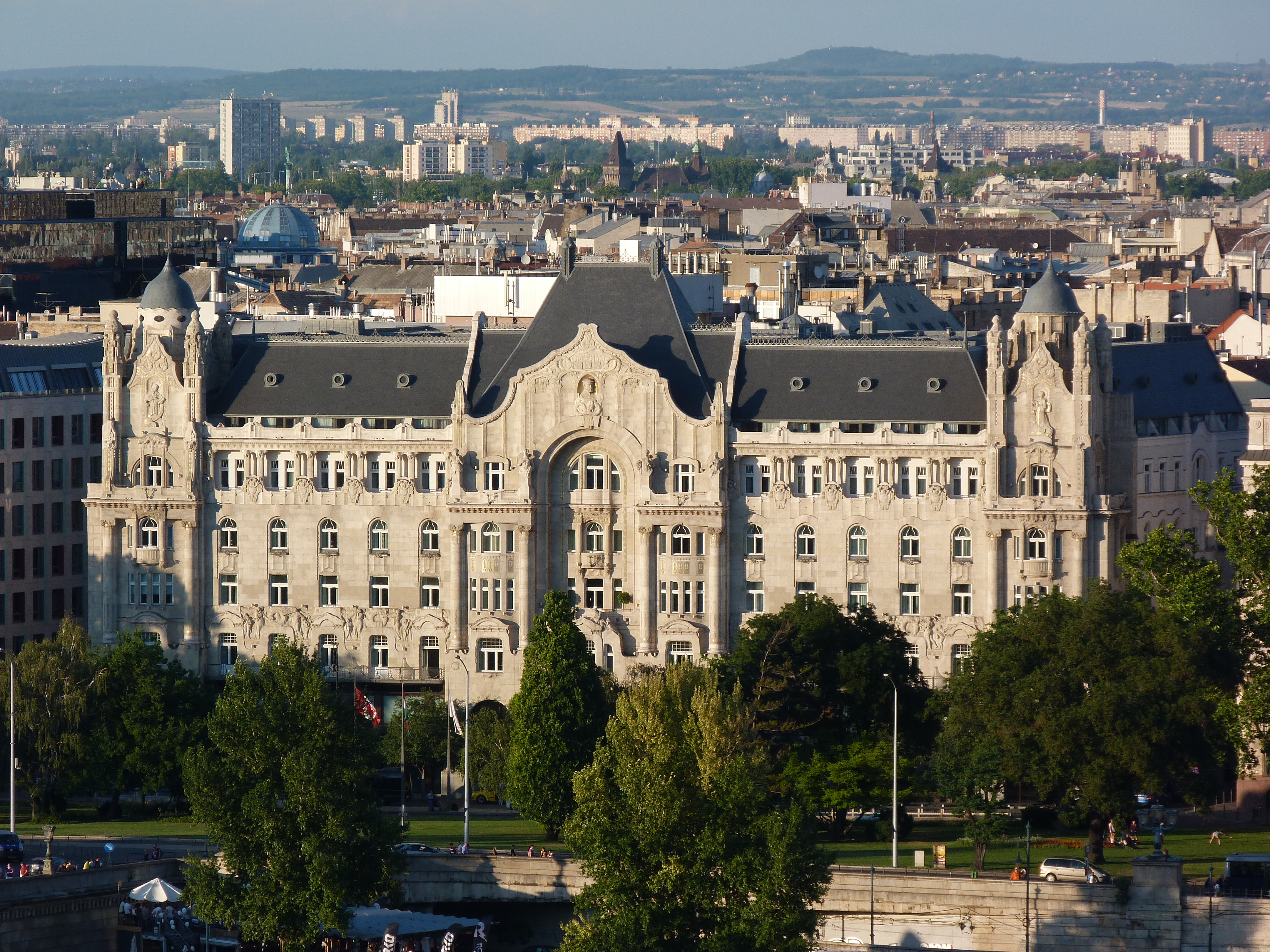
A város egyik leghíresebb luxusszállodája, a szecessziós Gresham-palotában található Four Seasons Hotel

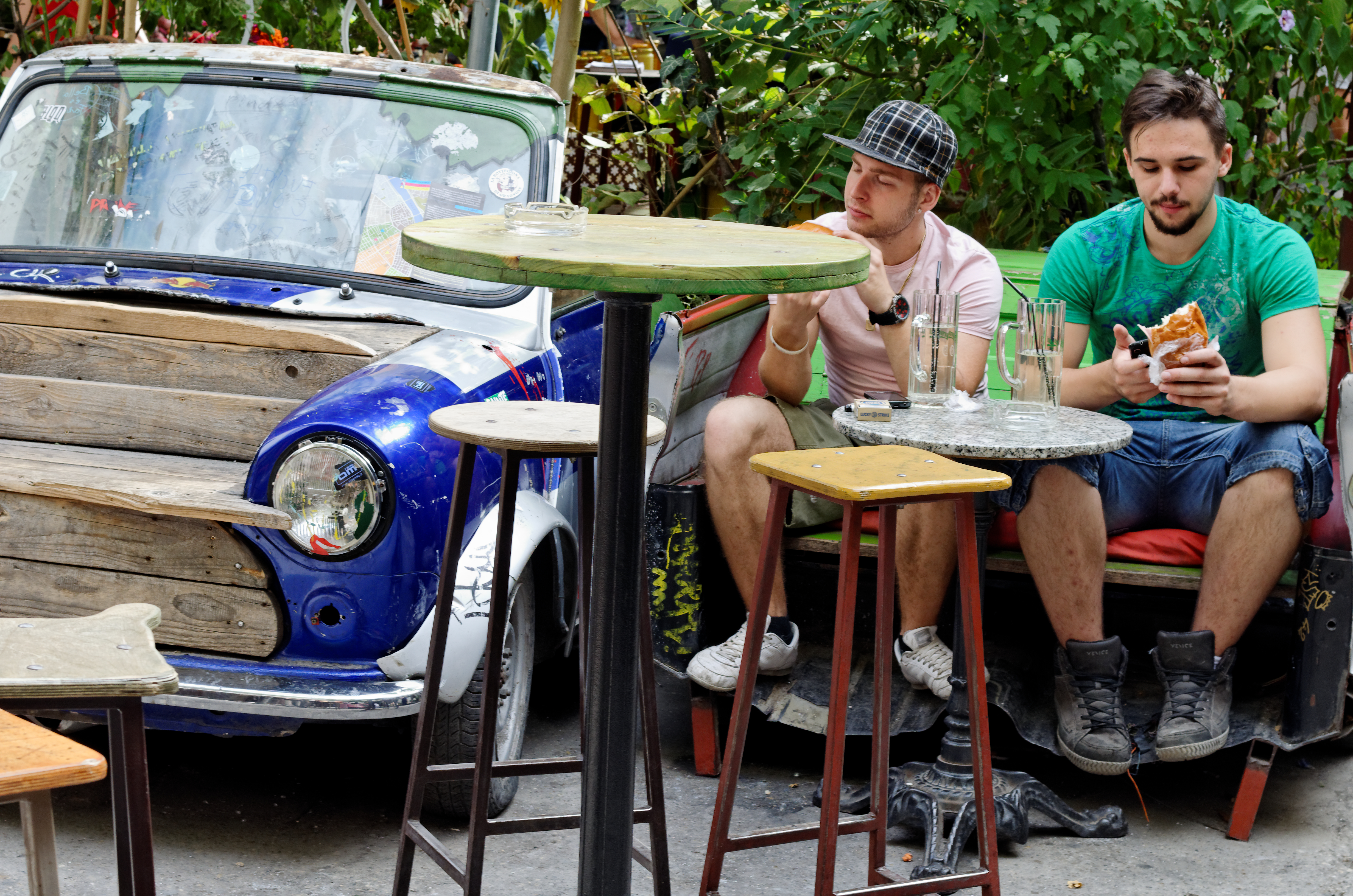
A Szimpla budapesti romkocsma

Budapest a 2023-es adatok alapján Európában a 11. helyezést érte el 14,1 millió vendégéjszakával. 2011-ben a világ 25. leglátogatottabb városa volt: a 4,3 millió turistával. Európai viszonylatban sorrendben, London, Isztambul, Párizs, Róma és Barcelona után a hatodik helyet foglalta el. A fővárosi szállodák 2011-ben 81,4 százalékos elégedettségi mutatóval, a világ 100 legjobb hírnévnek örvendő szállodái közül az élmezőnyben, a 10. helyen szerepelnek. Ezzel második helyet foglalják el az európai szállodák közül, az elégedettségi visszajelzések alapján csupán a listavezető németországi Drezda szállodái előzik meg. A TripAdvisor utazási iroda a világ legjobb 25 szállodája közé sorolta a fővárosi Gresham-palotát. Kereskedelmi szálláshelyeken eltöltött idő tekintetében 7,3 millió vendégéjszakával 2012-ben messze Magyarország legnépszerűbb települése volt. A legnagyobb küldőpiacai Németország (619 ezer), az Egyesült Királyság (528 ezer) és Olaszország (520 ezer). Budapesten 837 különböző műemlék található, amelyek a legtöbb európai művészeti stílust képviselik. Kiemelkedőek a klasszicista és az egyedien magyaros szecessziós épületek. A Budai Vár és a Duna-part 1987 óta, az Andrássy út és történelmi környezete, valamint a Millenniumi Földalatti Vasút és a Hősök tere 2002 óta a világörökség része.
Turisztikai szempontból is jelentős látnivalók Budapest legrégibb hídjai, a Széchenyi lánchíd, a Margit híd és a Szabadság híd, valamint az Erzsébet híd, amely modern kialakítása ellenére a városkép meghatározó elemévé vált. A turisták kedvelt célpontjai a legnagyobb közparkok, Pesten a Városliget és a Népliget, Pest és Buda között pedig a Duna két parkosított szigete, a Margit-sziget és az Óbudai-sziget. Budapest a világ egyetlen gyógyfürdőkkel rendelkező fővárosa. A különleges összetételű fővárosi gyógyvízkincset hivatalosan nyolc fürdő intézmény hasznosítja, elsősorban gyógyászati, turisztikai és rekreációs célokra. A gyógyfürdők többsége egyben műemlék és turisztikai látnivaló is. A város legfelkapottabb és leghíresebb bevásárlóutcája a Váci utca, ahol a legtöbb világmárka képviselteti magát. Ezenkívül egyre divatosabb bevásárlóutca az Andrássy útnak a Belvárostól az Oktogonig futó része. A vásárcsarnokok közül a Központi Vásárcsarnok a legnépszerűbb a külföldi turisták körében. Vásárcsarnokok találhatók még a Rákóczi téren, a Batthyány téren, a Klauzál téren, a Hunyadi téren és a Hold utcában. Népszerű turistalátványosság még a Gellért-hegy a Citadellával, a Szabadság-szoborral és a Szent Gellért-szoborral.
A 2000-es évek elejétől kezdődően a város életében meghatározó szerepet töltenek be az úgynevezett romkocsmák, amilyen például a Szimpla romkocsma, a Fogasház, a Dürer kert, az Ankert, az Instant vagy épp a Kertem, amelyek alternatív működési módjukkal, egyedi stílusukkal, és a külföldieket igencsak vonzó hangulatukkal a leglátogatottabb helyekké váltak – sokszínű szórakozási és kulturális lehetőségekkel bírnak (a legtöbb ilyen jellegű vendéglátóhely a VII. kerület belső részén, a zsidónegyedben található). A Budapestre látogató turistákat Budapesti Turisztikai Desztináció Managament Nonprofit Kft. infópontjaiban ingyenes térképekkel, illetve információkkal látják el a látnivalókról. A városba látogató turisták igénybe vehetik a 24 vagy 72 órás Budapest kártyát, ami az érvényességi ideje alatt ingyenes utazást biztosít a BKV járművein, illetve több étteremben, múzeumban, illetve egyéb turisztikailag fontos helyen kedvezményes vásárlást tesz lehetővé.

## Felsőoktatási intézmények
| - Andrássy Gyula Budapesti Német Nyelvű Egyetem - Állatorvostudományi Egyetem - Budapesti Corvinus Egyetem - Budapesti Gazdaságtudományi Egyetem - Budapesti Metropolitan Egyetem - Budapesti Műszaki és Gazdaságtudományi Egyetem - Edutus Egyetem - Eötvös Loránd Tudományegyetem - Evangélikus Hittudományi Egyetem - Károli Gáspár Református Egyetem - Kodolányi János Egyetem - Közép-európai Egyetem - Liszt Ferenc Zeneművészeti Egyetem - Magyar Képzőművészeti Egyetem - Magyar Táncművészeti Egyetem - Milton Friedman Egyetem - Moholy-Nagy Művészeti Egyetem - Nemzeti Közszolgálati Egyetem - Országos Rabbiképző – Zsidó Egyetem - Óbudai Egyetem - Pázmány Péter Katolikus Egyetem - Semmelweis Egyetem - Semmelweis Egyetem Pető András Kar - Színház- és Filmművészeti Egyetem - Magyar Agrár- és Élettudományi Egyetem - Testnevelési Egyetem | - A Tan Kapuja Buddhista Főiskola - Általános Vállalkozási Főiskola - Bhaktivedanta Hittudományi Főiskola - Budapest Kortárstánc Főiskola - Gábor Dénes Főiskola - IBS – Nemzetközi Üzleti Főiskola - Pünkösdi Teológiai Főiskola - Sapientia Szerzetesi Hittudományi Főiskola - Tomori Pál Főiskola - Wekerle Sándor Üzleti Főiskola - Wesley János Lelkészképző Főiskola |

## Egészségügyi intézmények
Kórházak

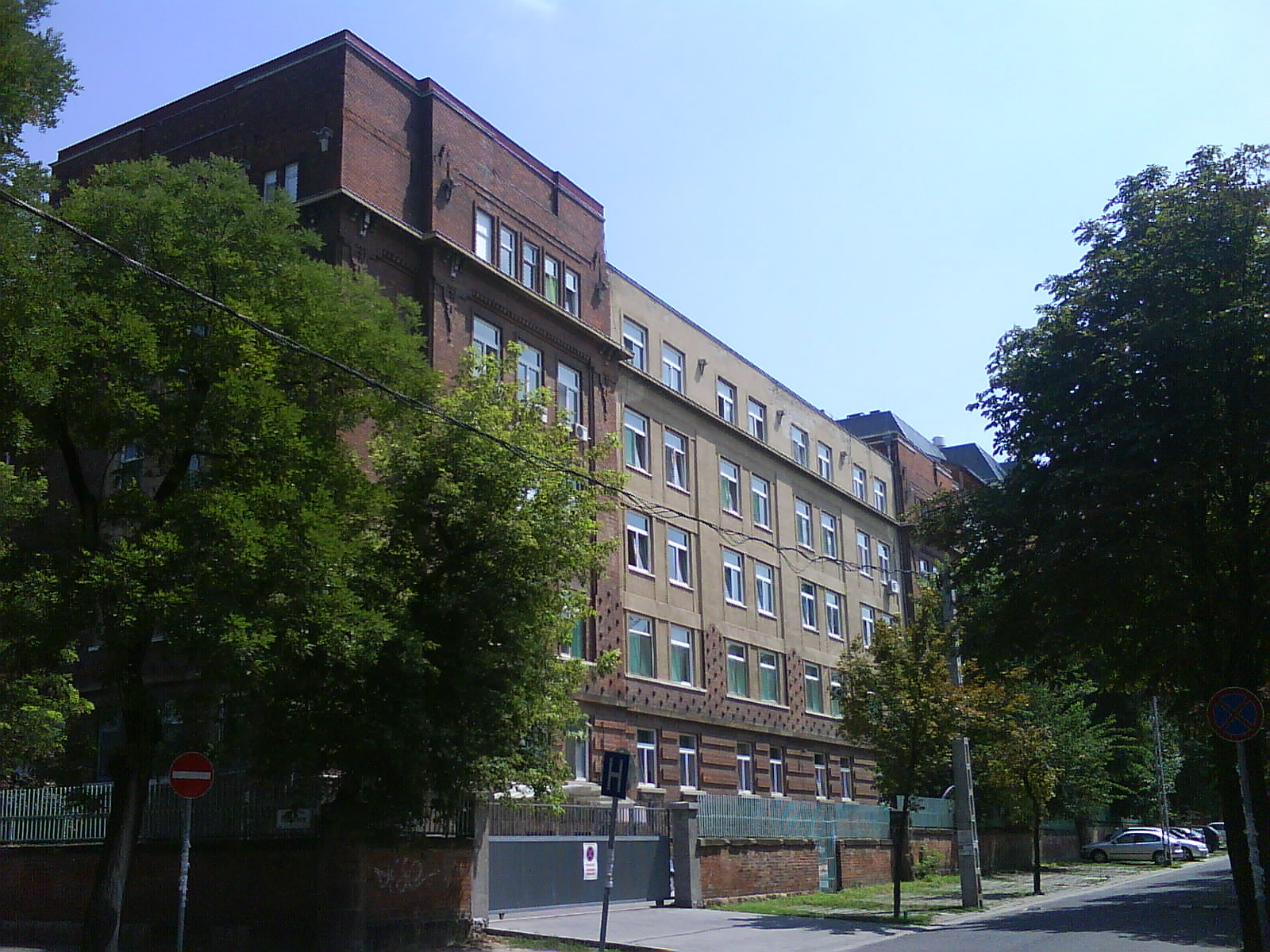
Bajcsy-Zsilinszky Kórház főépülete a Lavotta utca felől

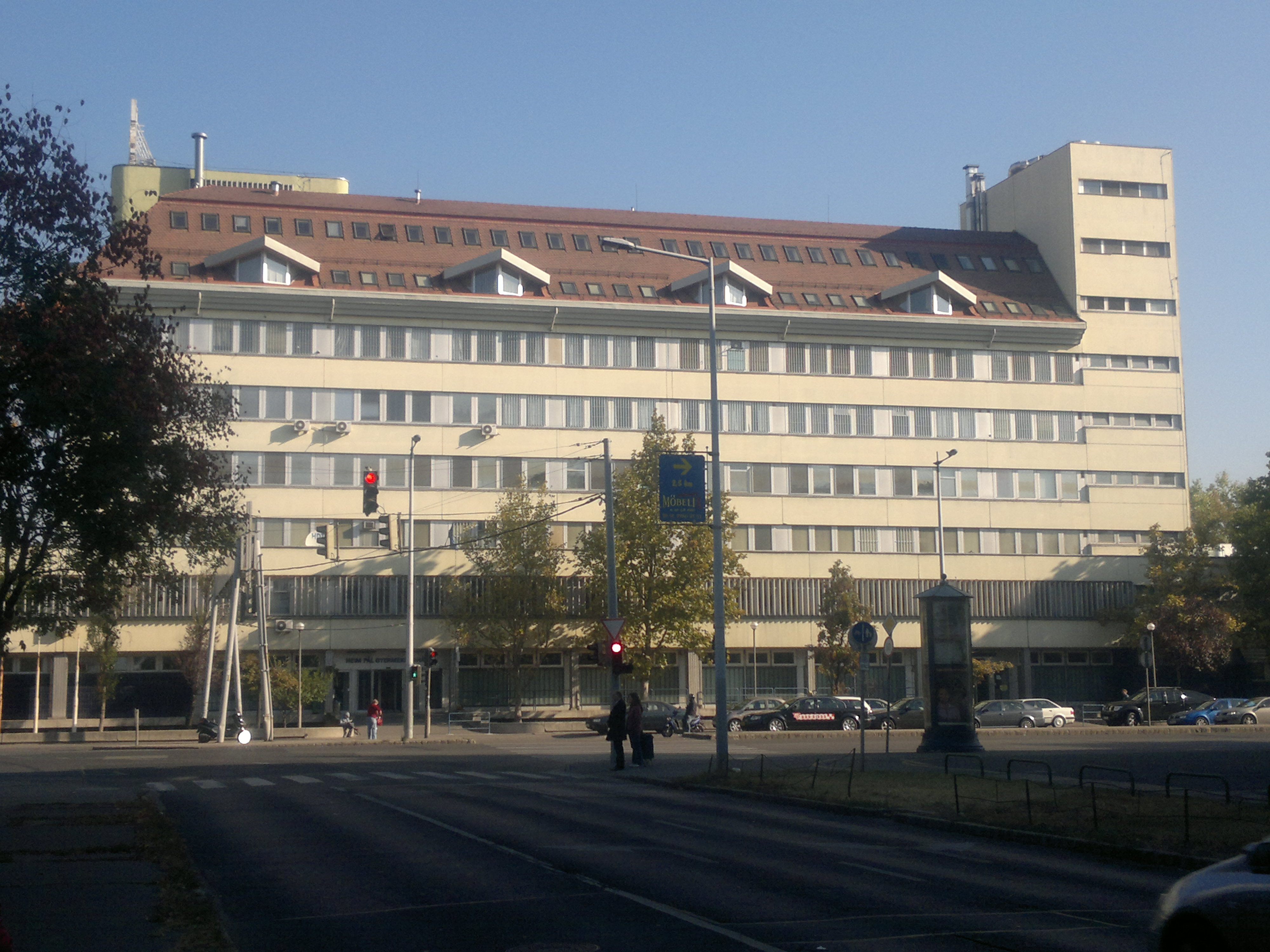
A Heim Pál Gyermekkórház főépülete

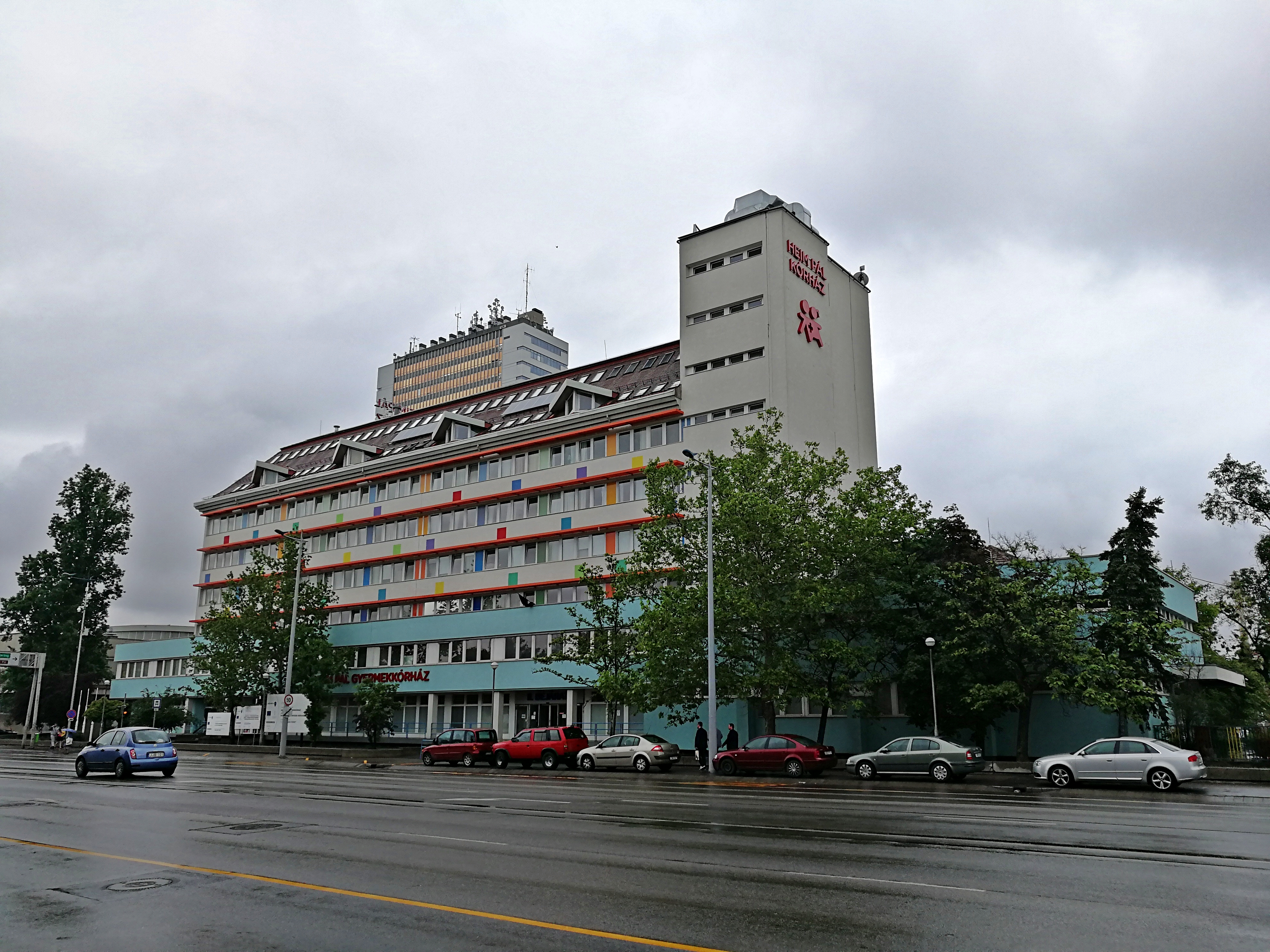
A Heim Pál Gyermekkórház a felújítást követően

- Angyalföldi Elme- és Ideggyógyintézet (Budapest)
- Bajcsy-Zsilinszky Kórház (Budapest, X. ker.)
- BM Központi Kórház és Intézményei (Budapest)
- Budapest XIX. Ker. Kispesti Egészségügyi Intézet
- Budapesti Szent Ferenc Kórház
- Budavári Egészségügyi Szolgálat (Budapest, XII. ker)
- Csepeli Egészségügyi Szolgálat (Budapest, XXI. Ker)
- Dél-Budai Egészségügyi Szolgáltató Kht., Budapest
- Fővárosi Egyesített Szent István és Szent László Kórház-Rendelőintézet, Budapest
- Fővárosi Jahn Ferenc Dél-pesti Kórház
- Fővárosi Károlyi Sándor Kórház és Rendelőintézet, Budapest
- Fővárosi Önkormányzat Nyírő Gyula Kórház
- Fővárosi Péterfy Sándor Utcai Kórház-Rendelőintézet és Baleseti Központ
- Fővárosi Szent Imre Kórház
- Fővárosi Szent János Kórház és Észak-budai Egyesített Kórház
- Gottsegen György Országos Kardiológiai Intézet, Budapest
- Heim Pál Gyermekkórház, Budapest
- MAZSIHISZ Szeretetkórház, Budapest
- Országos Onkológiai Intézet, Budapest
- Schöpf-Merei Kórház, Budapest
- Terézvárosi Egészségügyi Szolgálat (Budapest, VII. ker)
- Szent Kozma és Damján Rehabilitációs Szakkórház
- Telki Kórház rendelőintézete
- Tűzoltó utcai Gyermekklinika (Budapest)
- Uzsoki Utcai Kórház

## Sport

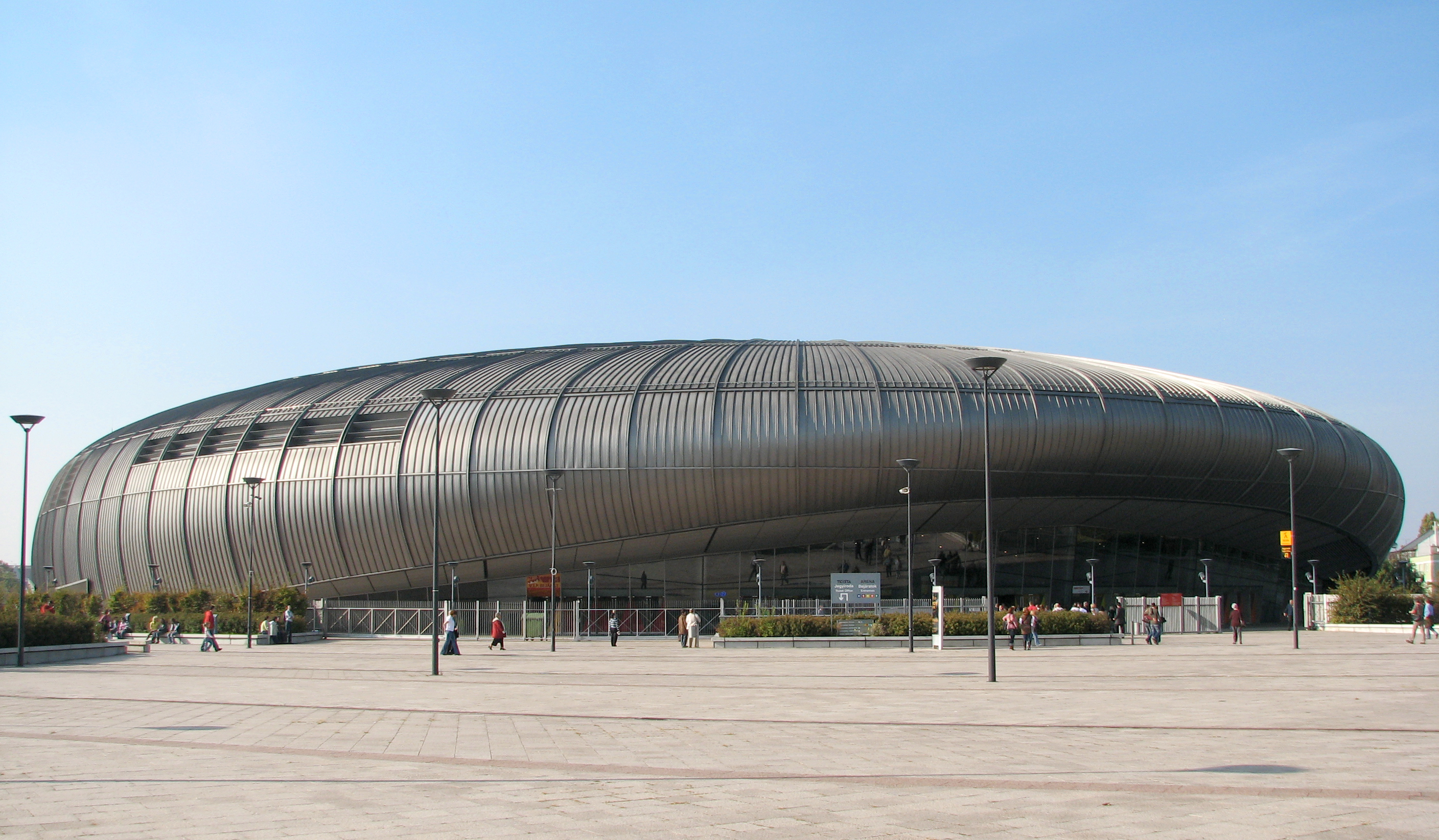
Papp László Budapest Sportaréna

Budapesten találhatóak Magyarország központi sportlétesítményei, köztük a Puskás Aréna és a Papp László Budapest Sportaréna. A rendszerváltás óta átalakult a város amatőr sportélete. A korábban nagyszámú sporttelep, vállalati sportpálya nagy része megszűnt, helyüket többek között bevásárlóközpontok vagy benzinkutak foglalták el. A megmaradt sportegyesületek mellett megjelentek viszont a nagy utcai tömegrendezvények, versenyek, amelyek budapestiek tízezreit mozgatják meg egy-egy hétvégén.
Budapesten rendszeresen találkoznak a világ sportolói valamely nemzetközi sporteseményen. A város agglomerációjában lévő Mogyoródon található a Hungaroring, a Formula–1 magyar nagydíj helyszíne.
A budai hegyvidék igen kedveltek a túrázók körében, megfelelő időjárás esetén élénk téli sportélet zajlik a hegyoldalakon. Az észak-budai Duna-part a vízi sportok központja.
Budapest Magyarország labdarúgásának központja. A 121 eddig lezajlott bajnokságból 103 bajnokságot budapesti csapatok nyertek. Ezek a bajnoki címet nyert csapatok, a Ferencvárosi TC, a Budapest Honvéd FC, az MTK Budapest FC, az Újpest FC, a Budapesti TC, a Vasas SC és a Csepel FC. A Magyar labdarúgó-bajnokságban részt vett, de bajnoki címet nem nyert (legalább még ma is harmadosztályban játszó) budapesti csapatok a Budafoki MTE, a BKV Előre SC, a Rákospalotai EAC, a III. Kerületi TVE illetve a Soroksár.

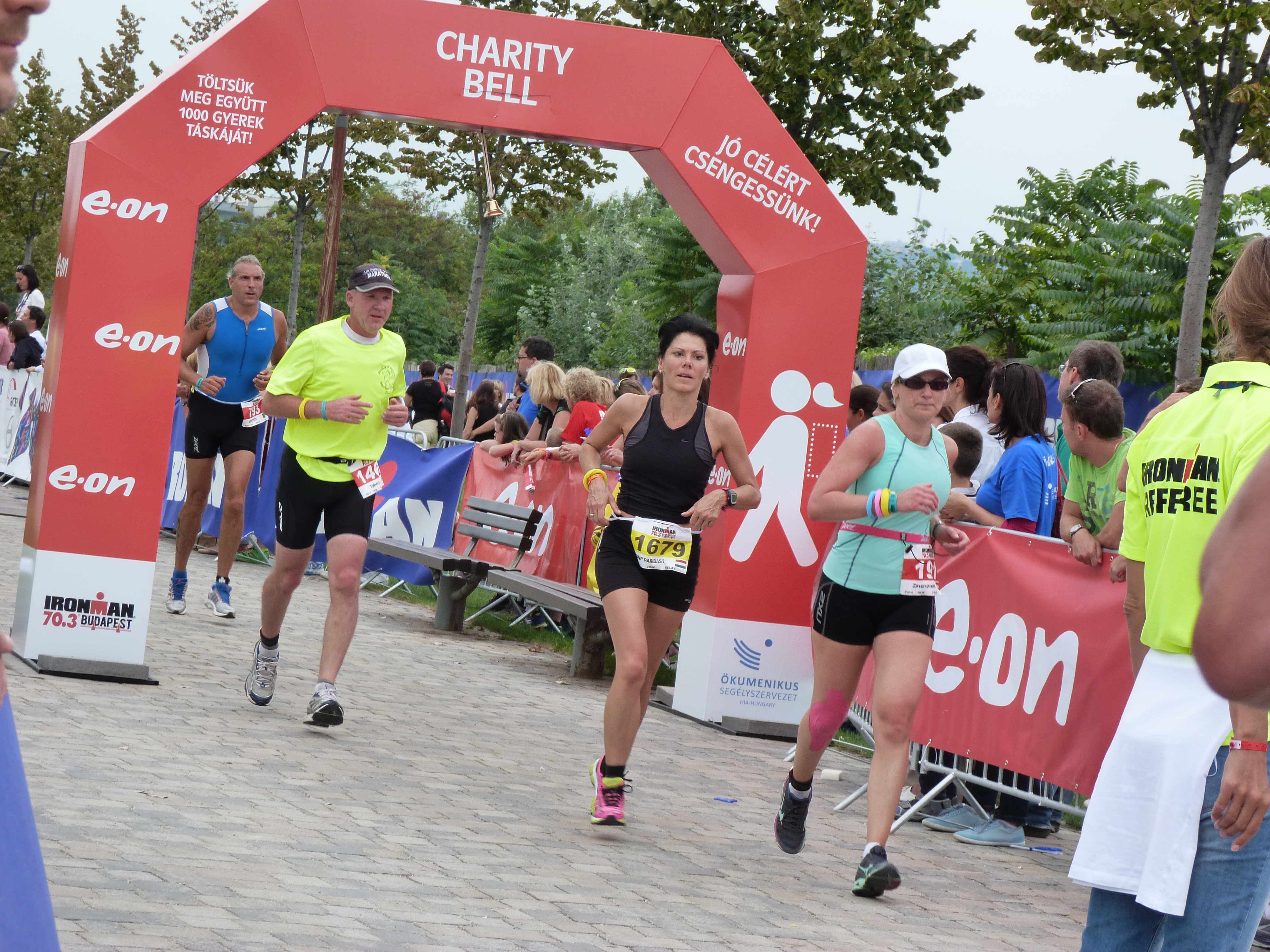
Ironman 70.3 Budapest – 2014

2014. augusztus 22–24. között rendezték meg Budapesten az Ironman 70.3 triatlonversenyt – Közép-Kelet Európában az elsőt. A nagyszabású eseményen részt vett a bahreini szultán három fia is.

## Nemzetközi kapcsolatok
Budapest testvérvárosai és partnervárosai a következők:

### Testvérvárosok
- Tel-Aviv, Izrael, 1989[142]
- Bécs, Ausztria, 1990[143]
- Fort Worth, USA, 1990[144]
- Frankfurt, Németország, 1990[145]
- Berlin, Németország, 1992[146]
- Lisszabon, Portugália, 1992[147]
- New York, USA, 1992[148]
- Zágráb, Horvátország, 1994[149]
- Szarajevó, Bosznia-Hercegovina, 1995[150]
- Peking, Kína, 2005[151]
- Firenze, Olaszország, 2008[152]
- Sanghaj, Kína, 2013[153]
- Teherán, Irán, 2015[154]
- Székelyudvarhely, Románia, 2016
- Krakkó, Lengyelország, 2017
- Betlehem, Palesztina, (Ciszjordánia), 2018
- Szkopje, Észak-Macedónia, 2020
- Szabadka, Szerbia, 2020

### Partnervárosok
- Párizs, Franciaország, 1956
- Isztambul, Törökország, 1985
- İzmir, Törökország, 1985
- Bukarest, Románia, 1991
- Rotterdam, Hollandia, 1991
- Lviv, Ukrajna, 1993[155]
- Nápoly, Olaszország, 1993[156]
- Tedzson, Dél-Korea, 1994[157]
- Kassa, Szlovákia, 1997[158]
- Oszaka, Japán, 1998[159]
- Vilnius, Litvánia, 2000
- Krakkó, Lengyelország, 2005[160]
- Varsó, Lengyelország, 2005[161]
- Bangkok, Thaiföld, 2007
- Jakarta, Indonézia, 2009[162]
- La Paz, Bolívia, 2009
- Szófia, Bulgária, 2009
- Gaziantep, Törökország, 2010
- Prága, Csehország, 2010[163]
- Ankara, Törökország, 2015[164]
- Csíkszereda, Románia

## Galéria

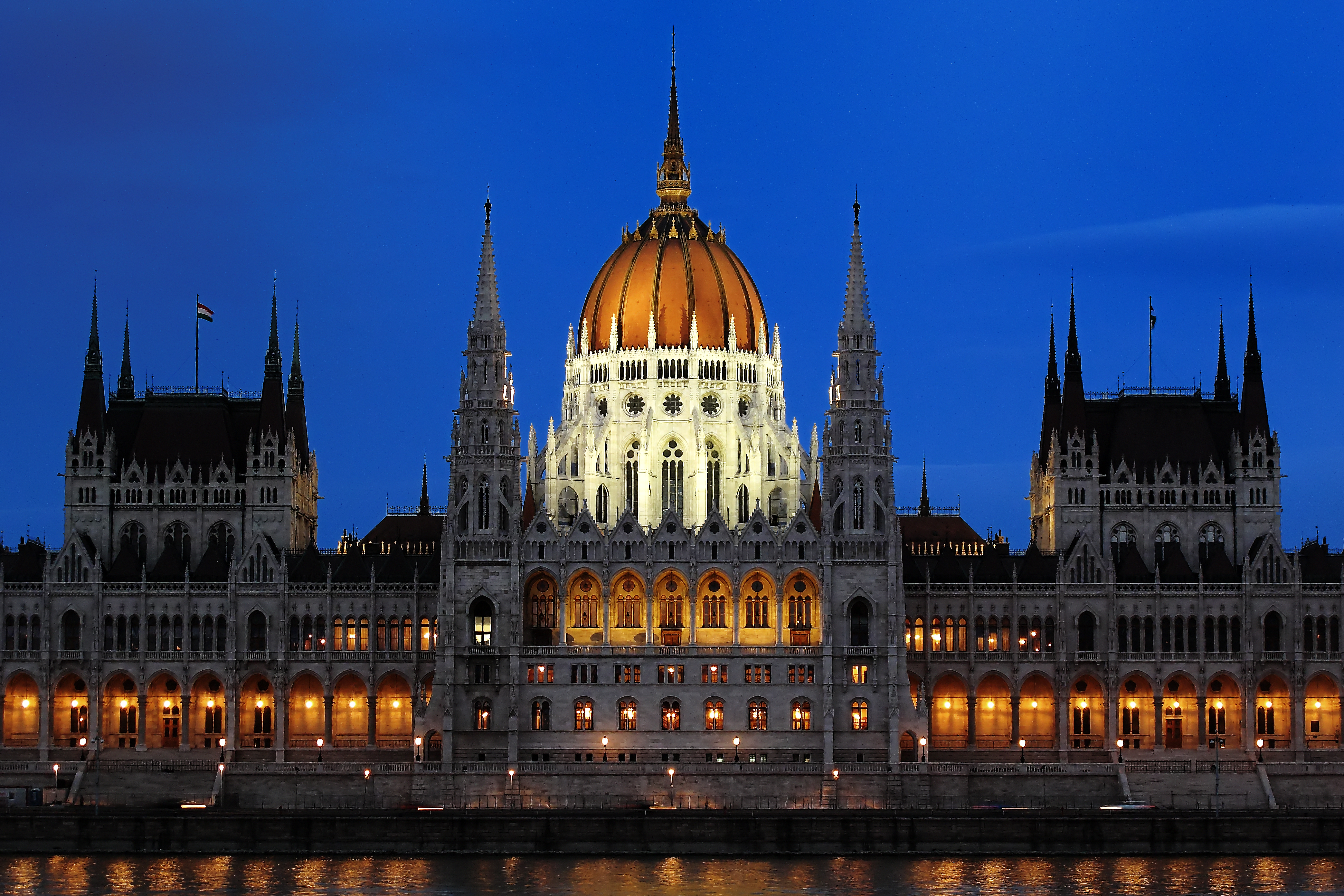
Országház
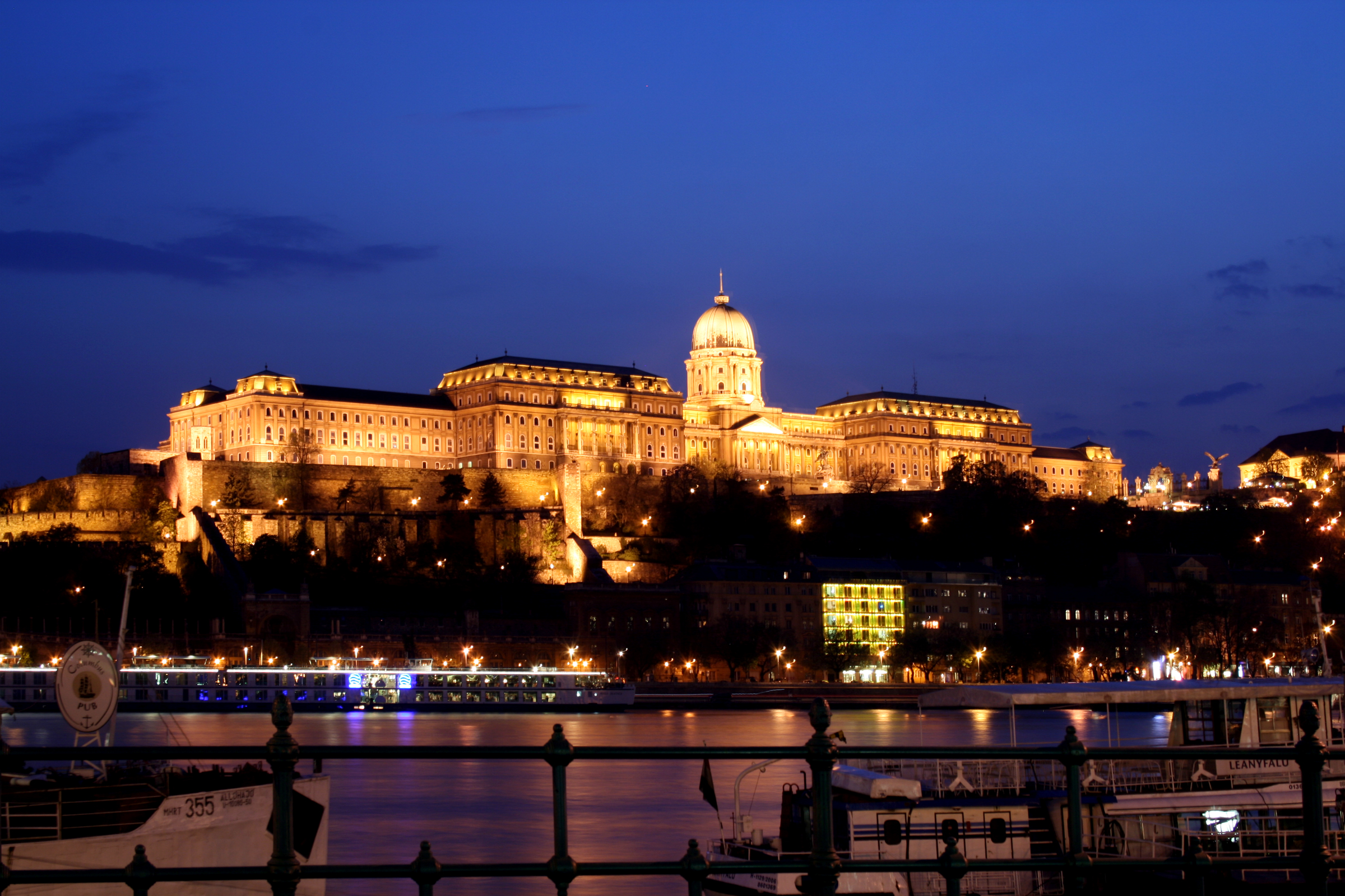
Budavári Palota
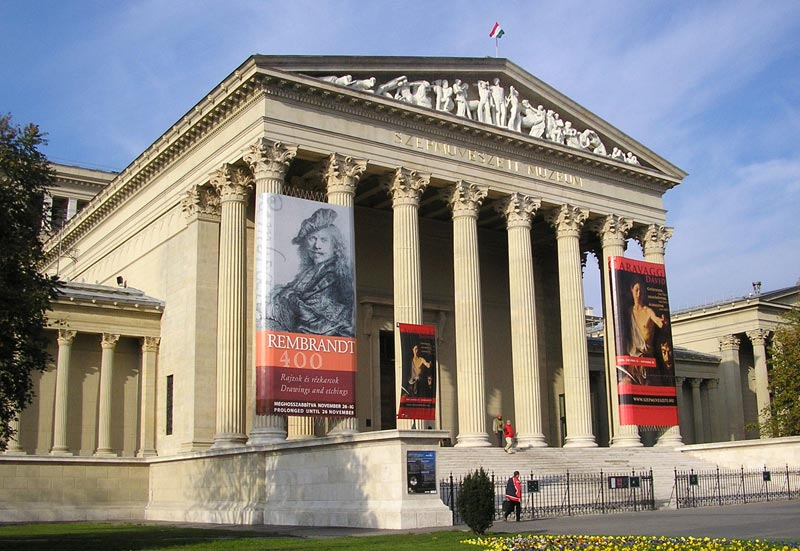
Szépművészeti Múzeum
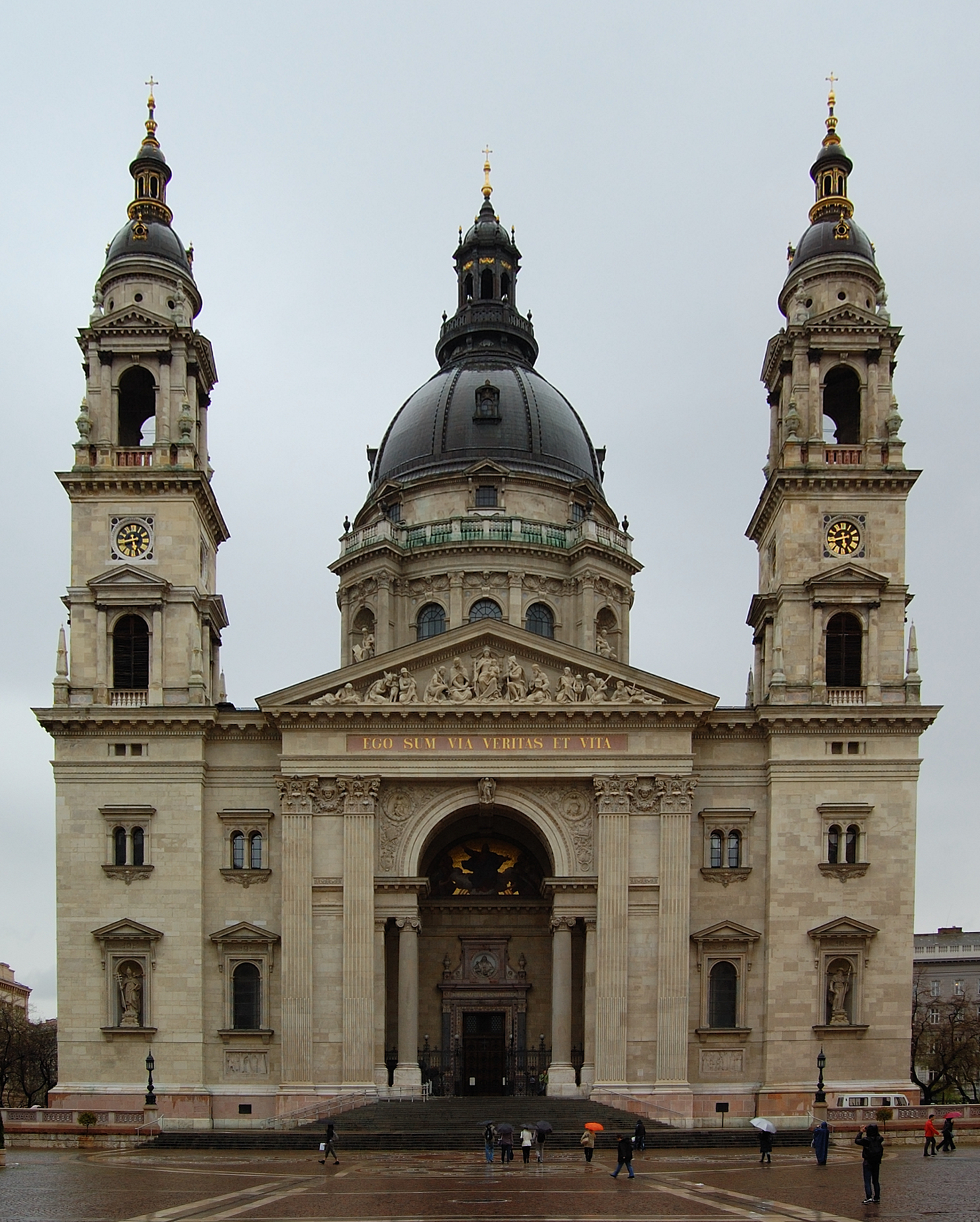
Szent István-bazilika
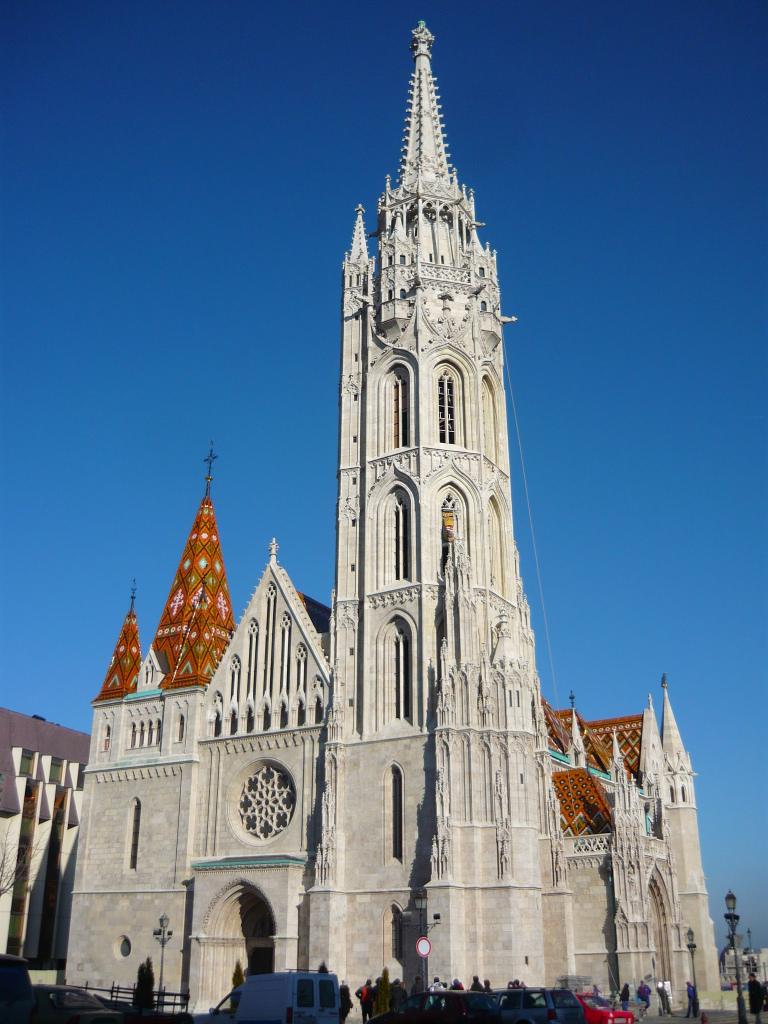
Mátyás-templom
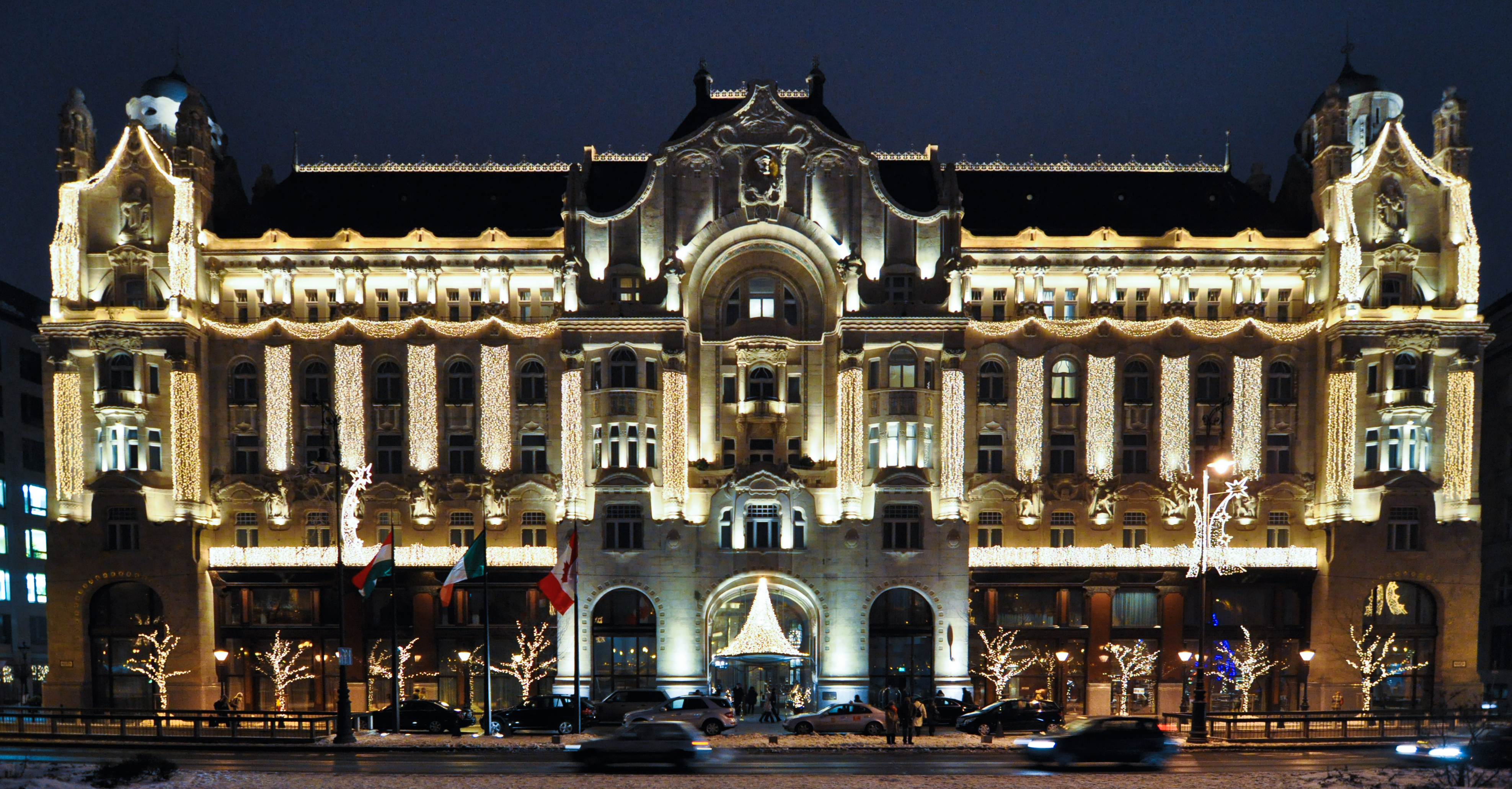
Gresham-palota
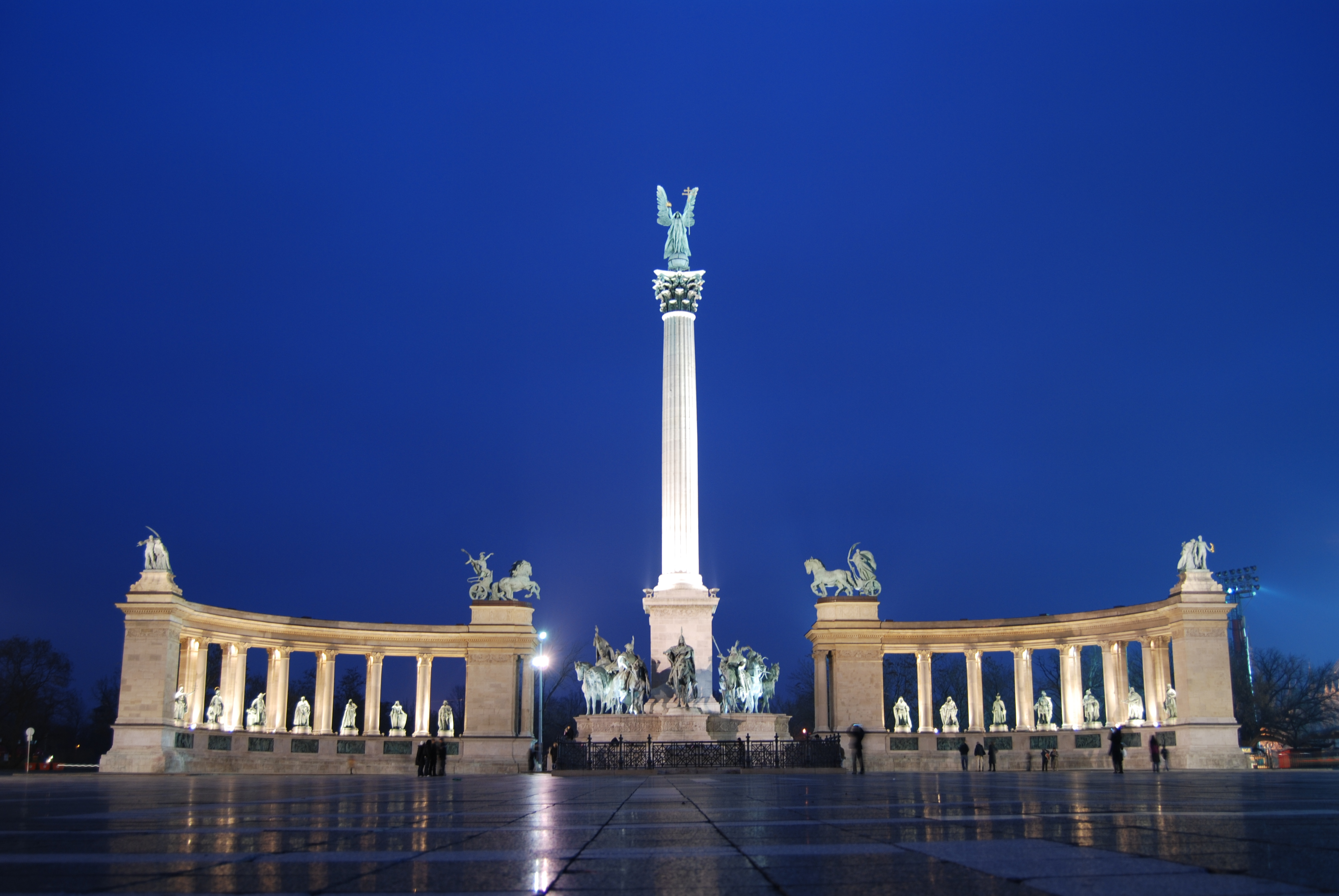
Millenniumi emlékmű
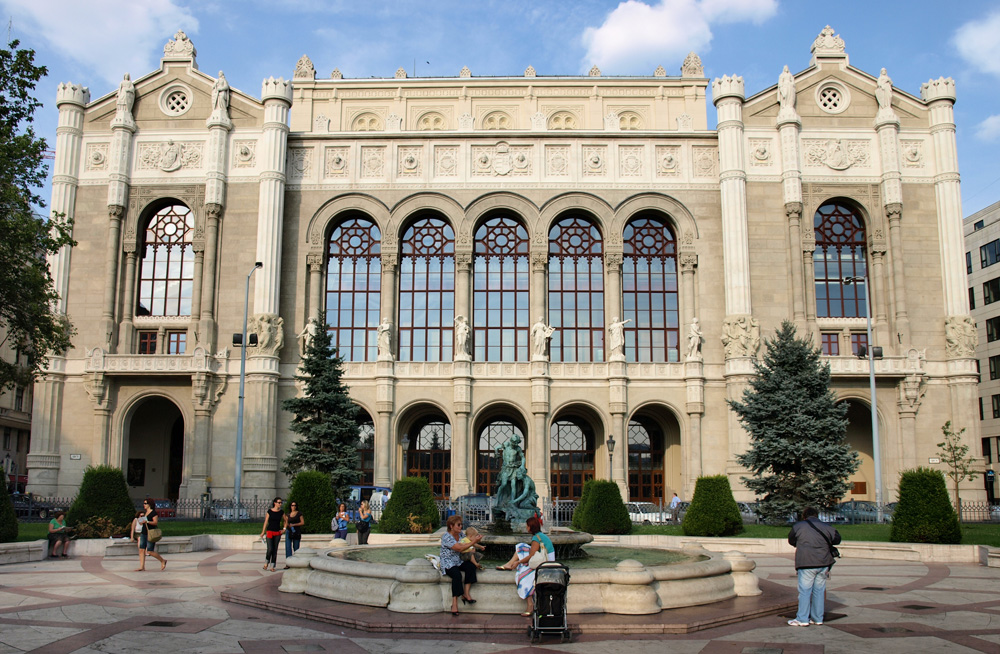
Pesti Vigadó
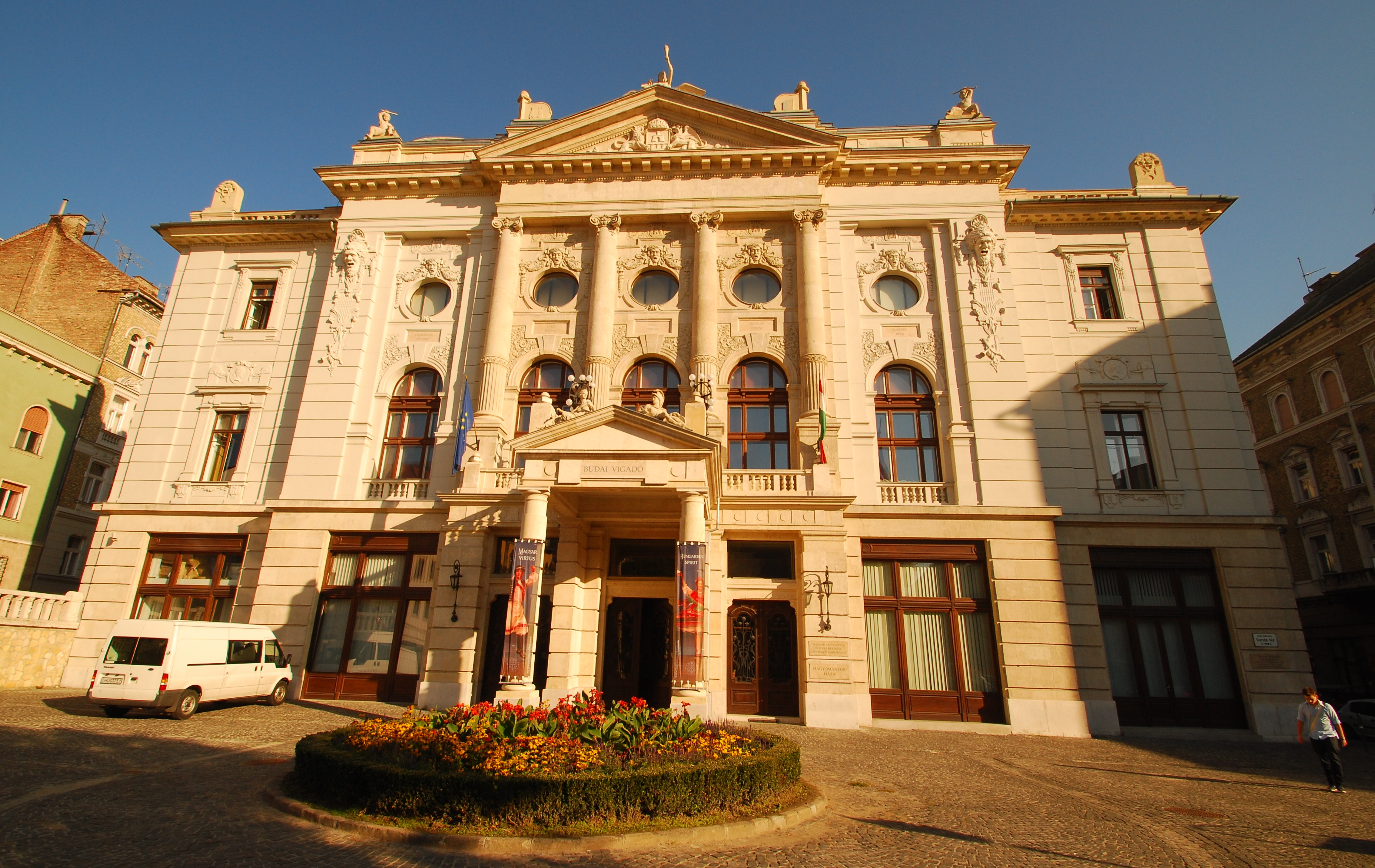
Budai Vigadó
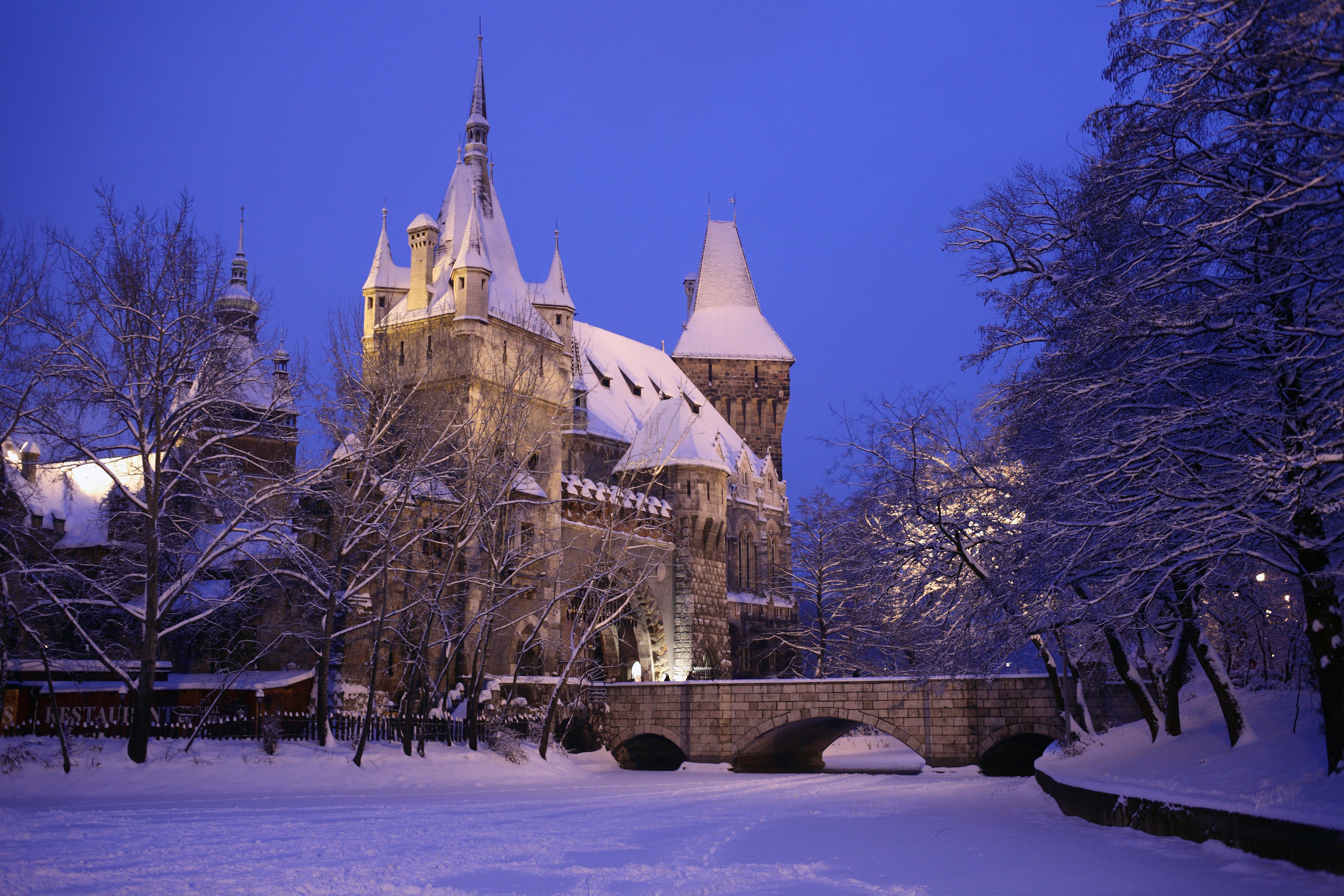
Vajdahunyad vára
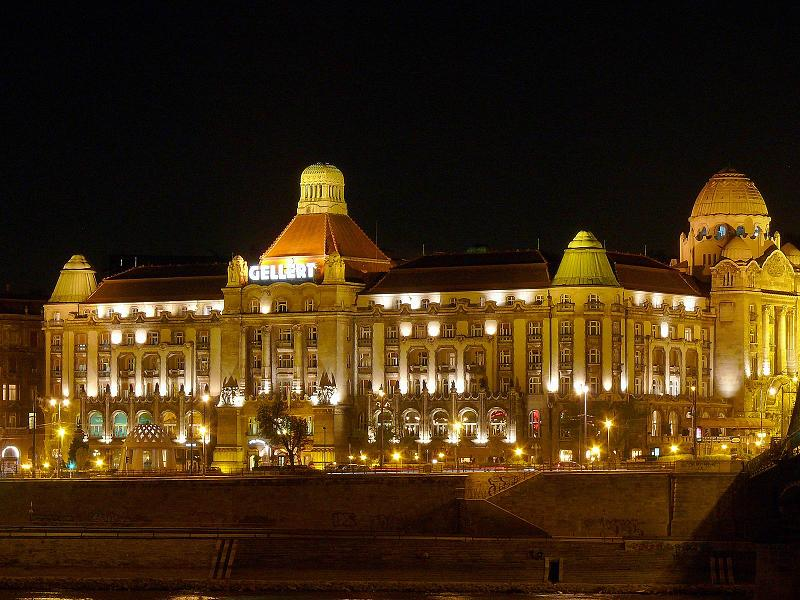
Gellért gyógyfürdő
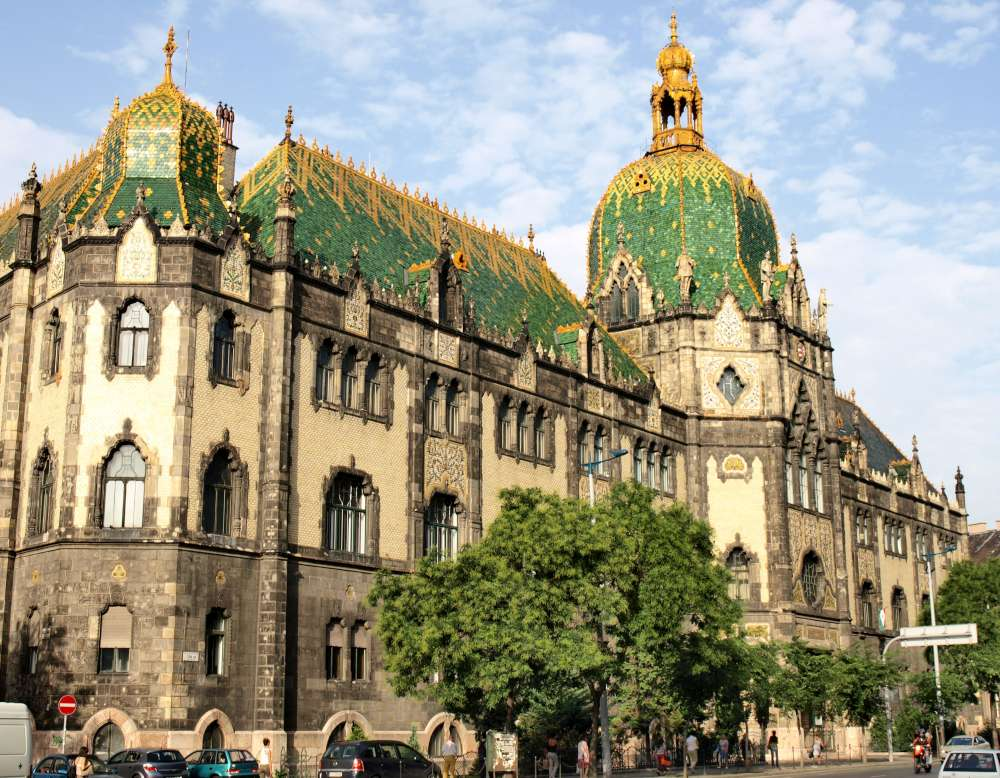
Iparművészeti Múzeum
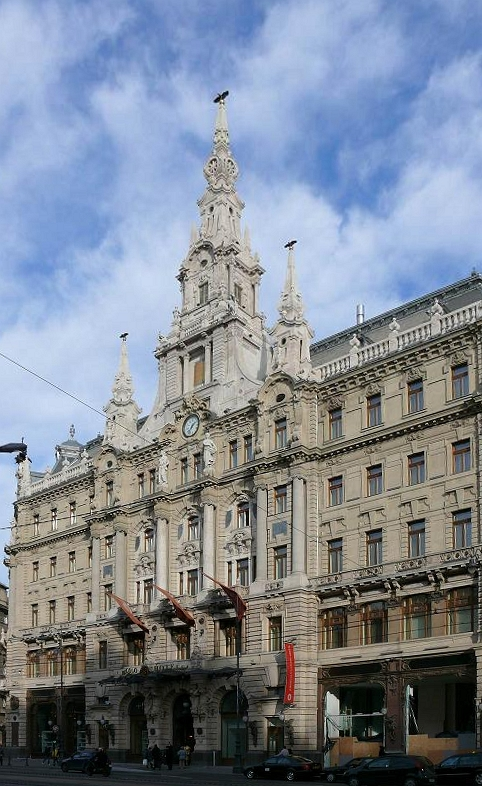
New York-palota
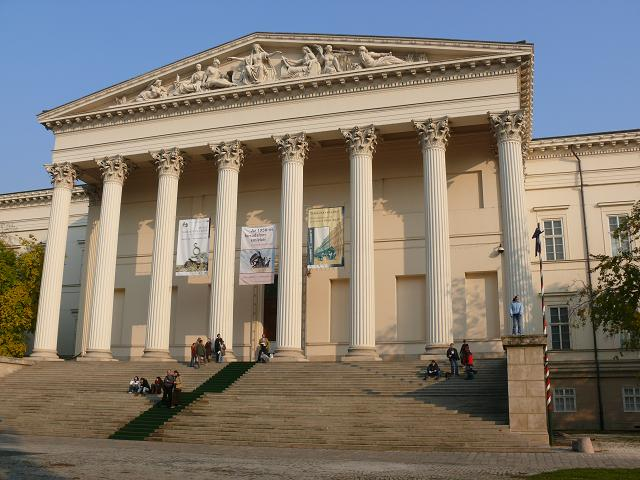
Magyar Nemzeti Múzeum
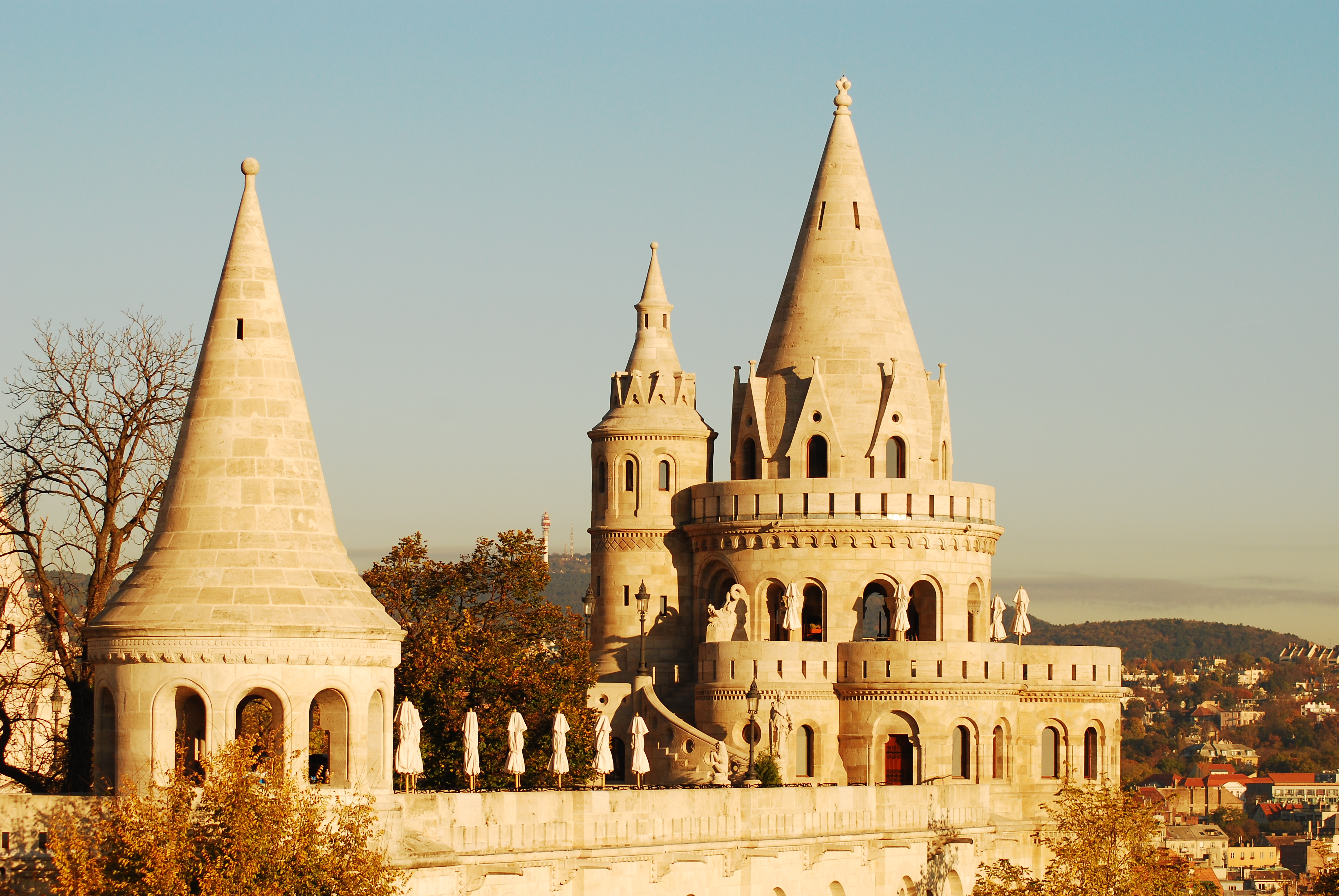
Halászbástya
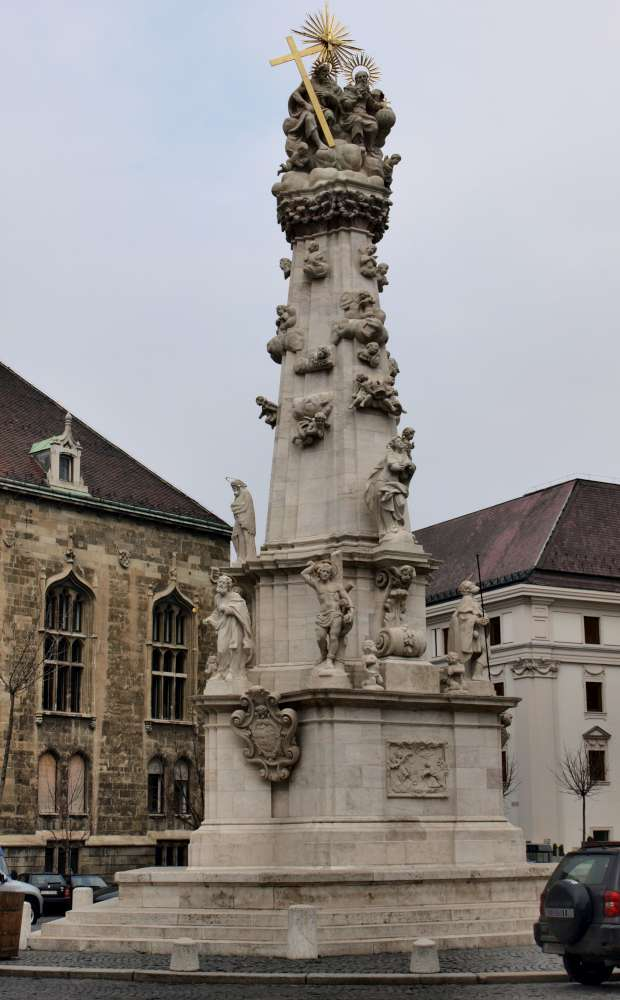
Szentháromság-szobor
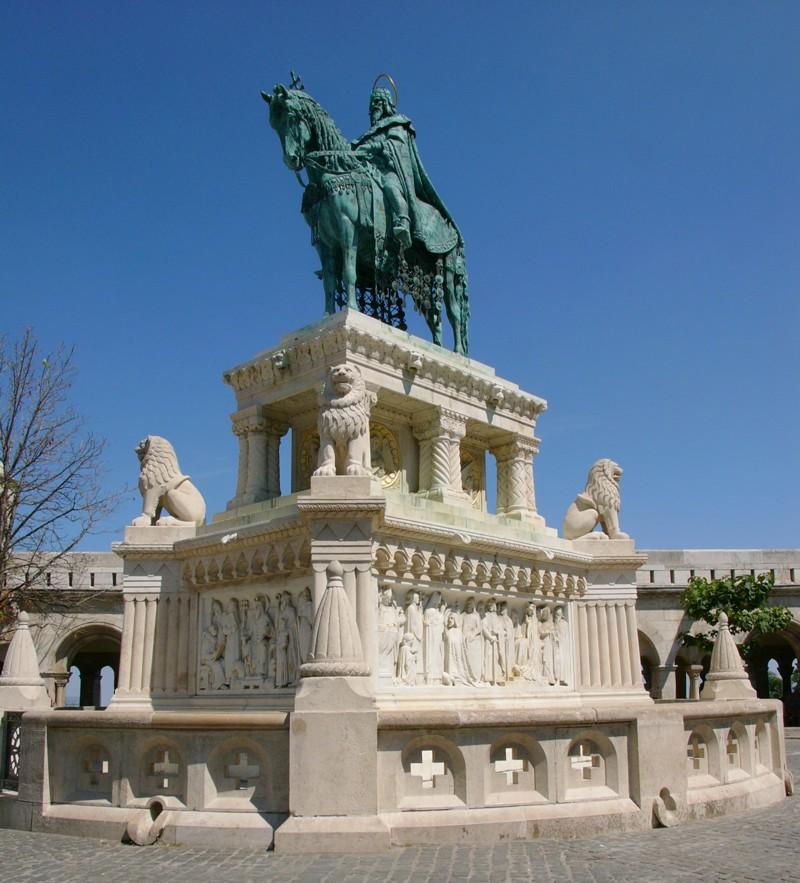
Szent István lovas szobra
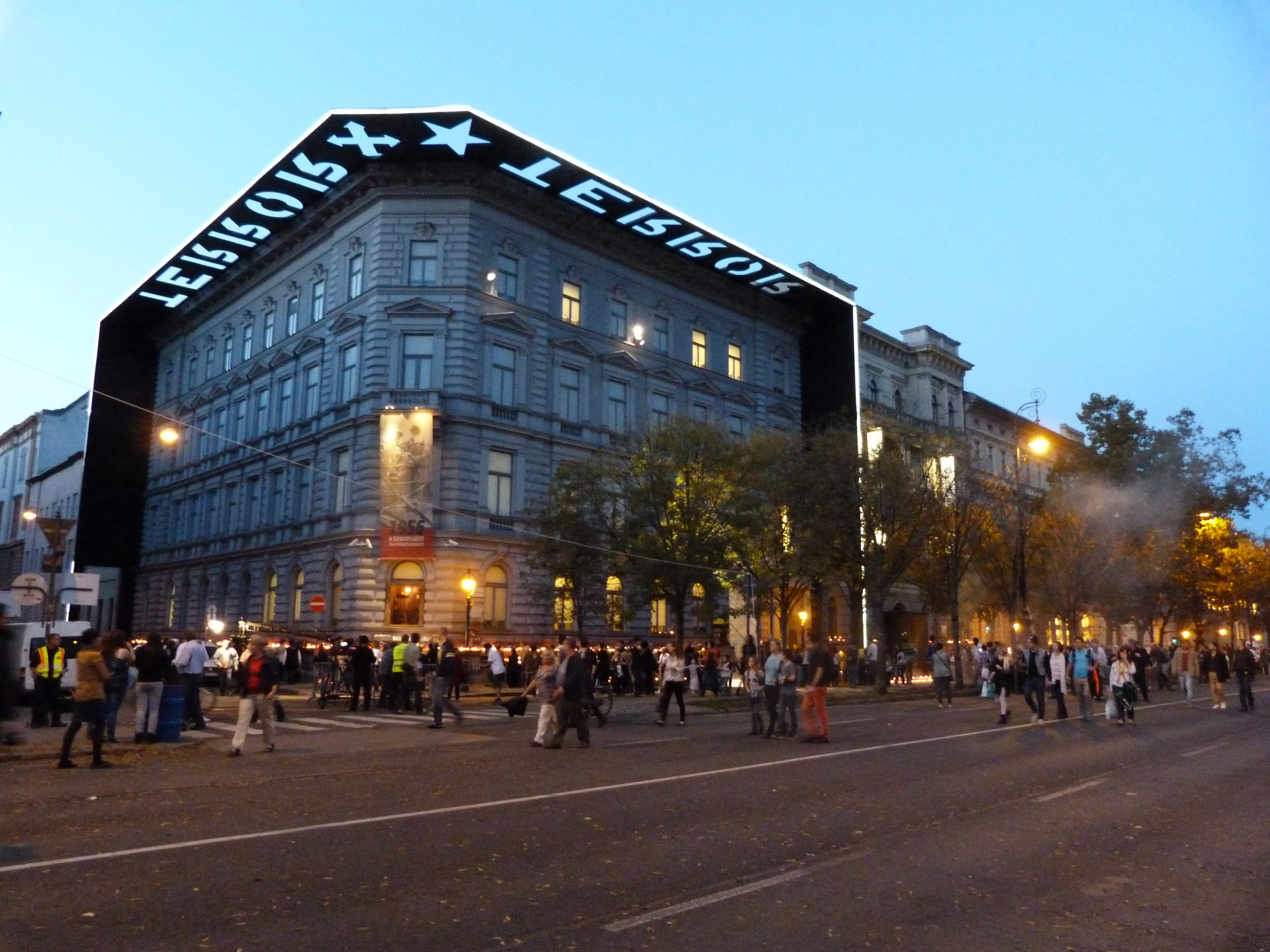
Terror Háza Múzeum
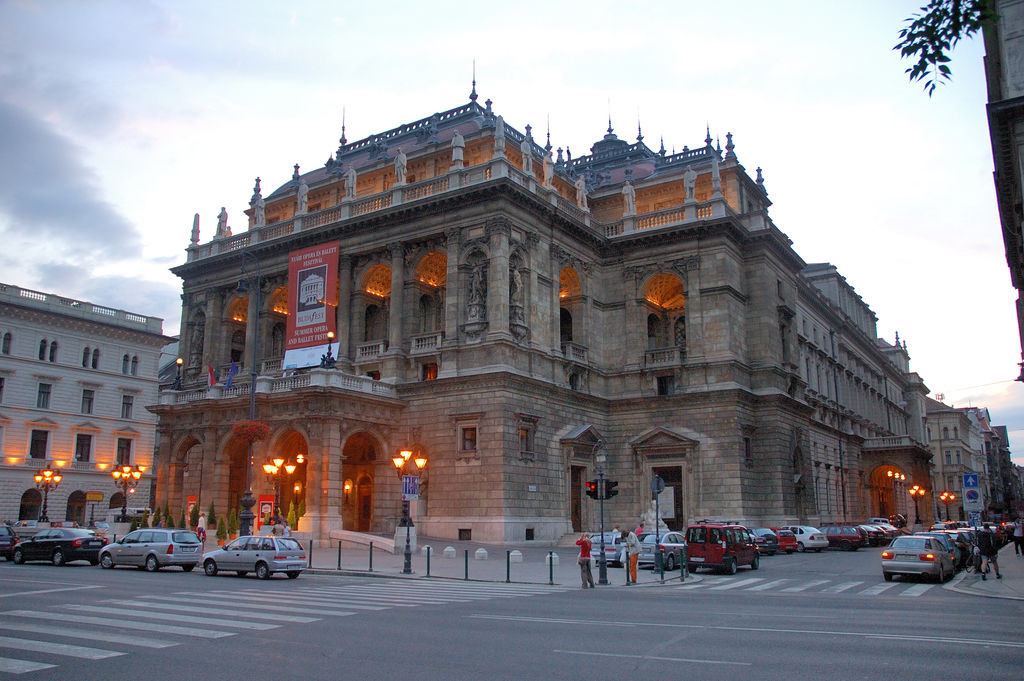
Magyar Állami Operaház
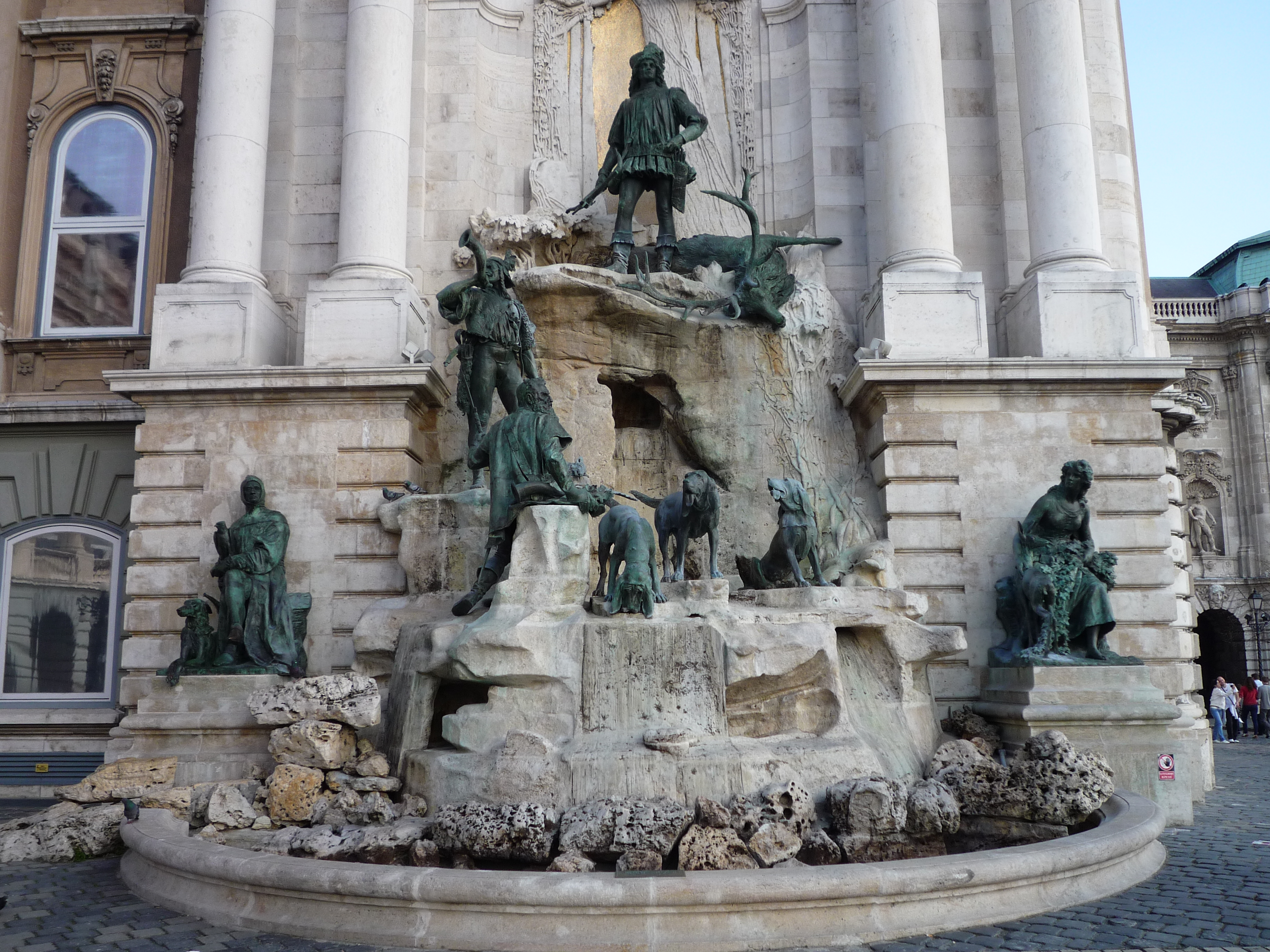
Mátyás-kút
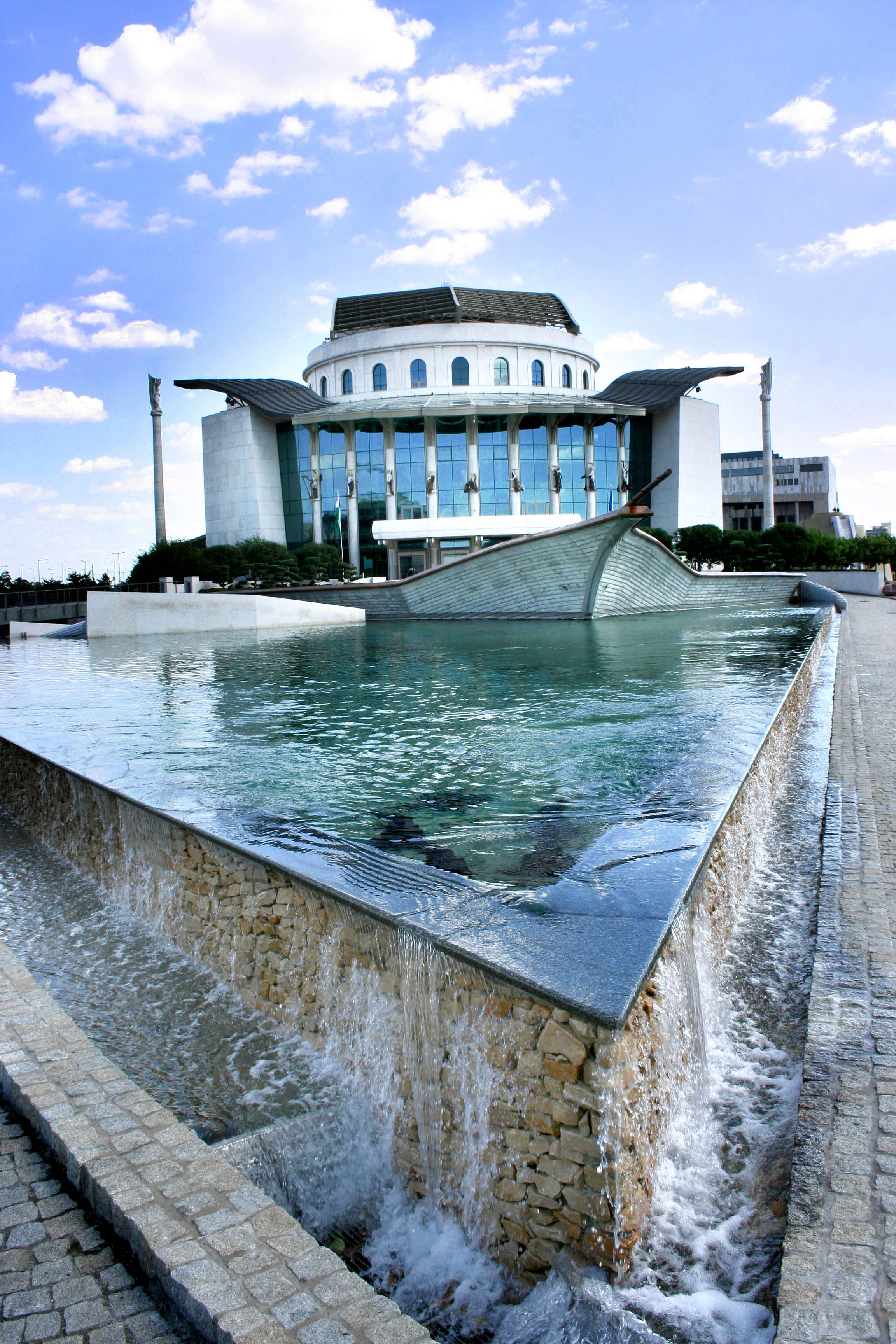
Nemzeti Színház
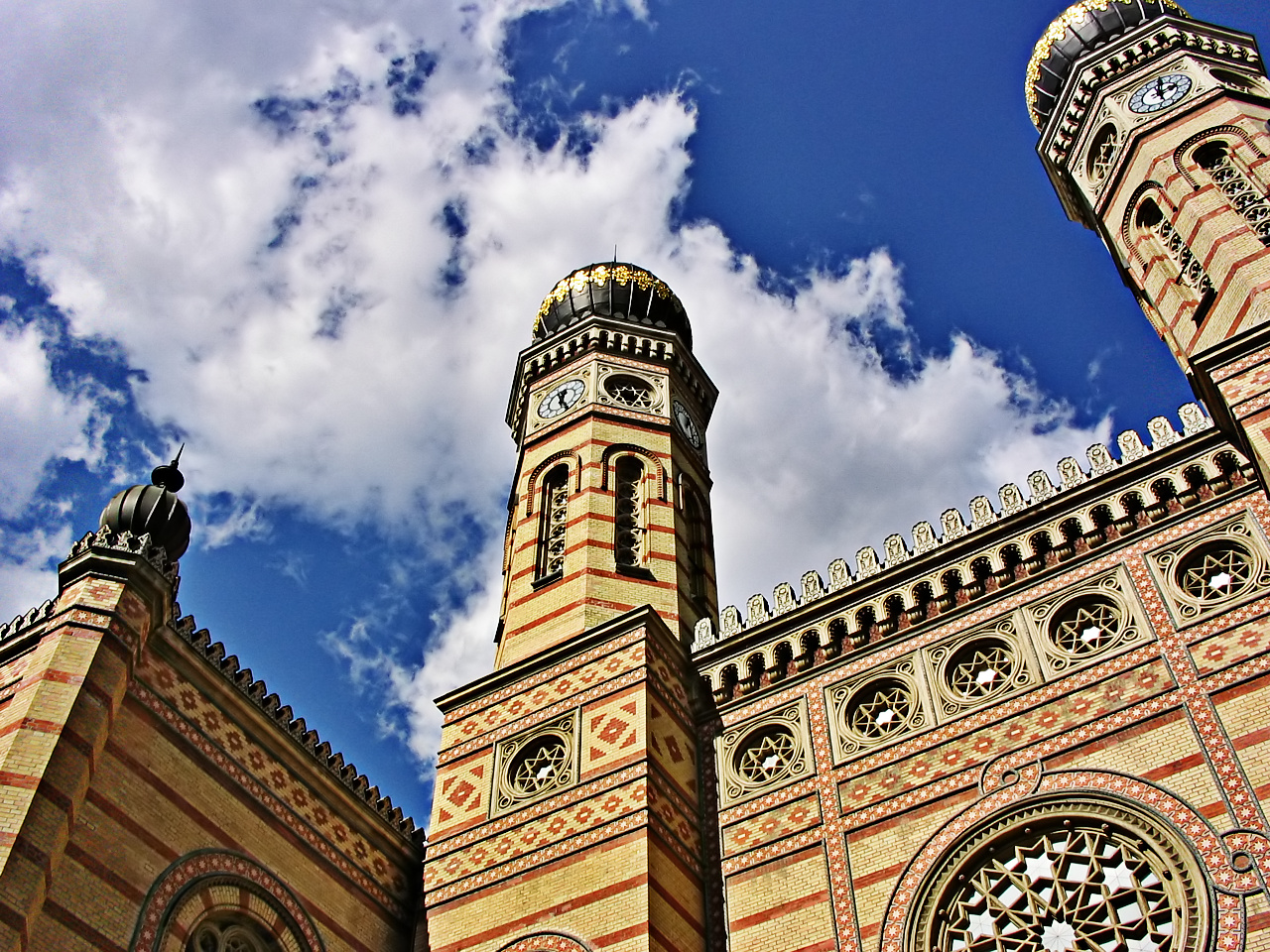
Zsinagóga
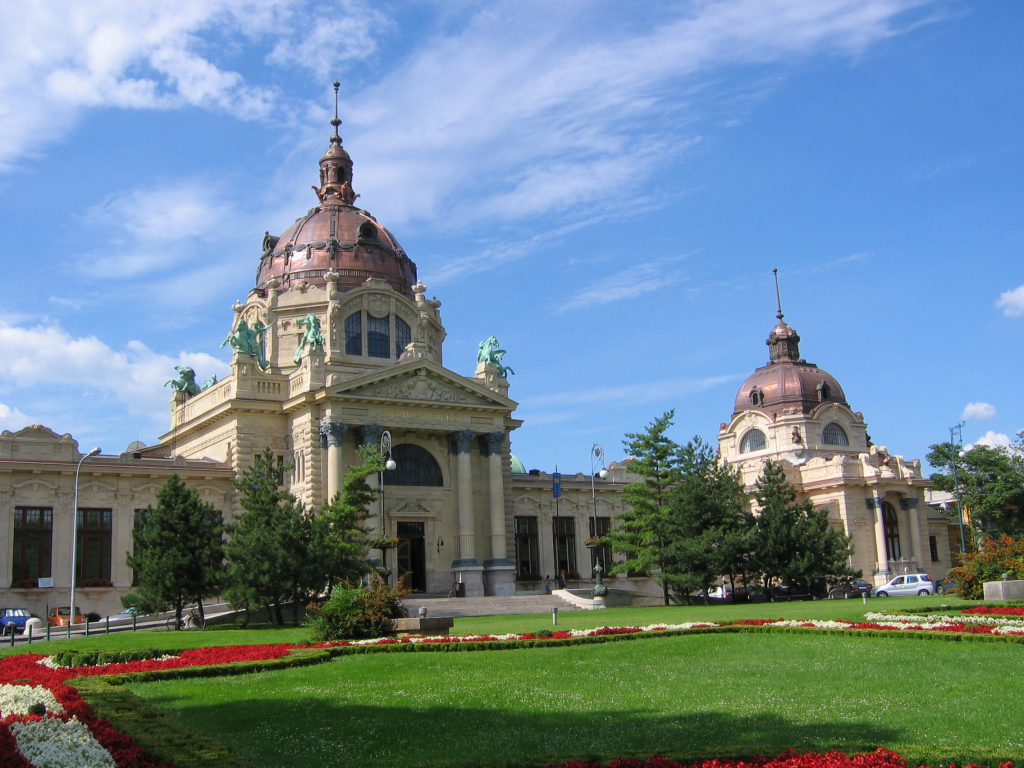
Széchenyi gyógyfürdő
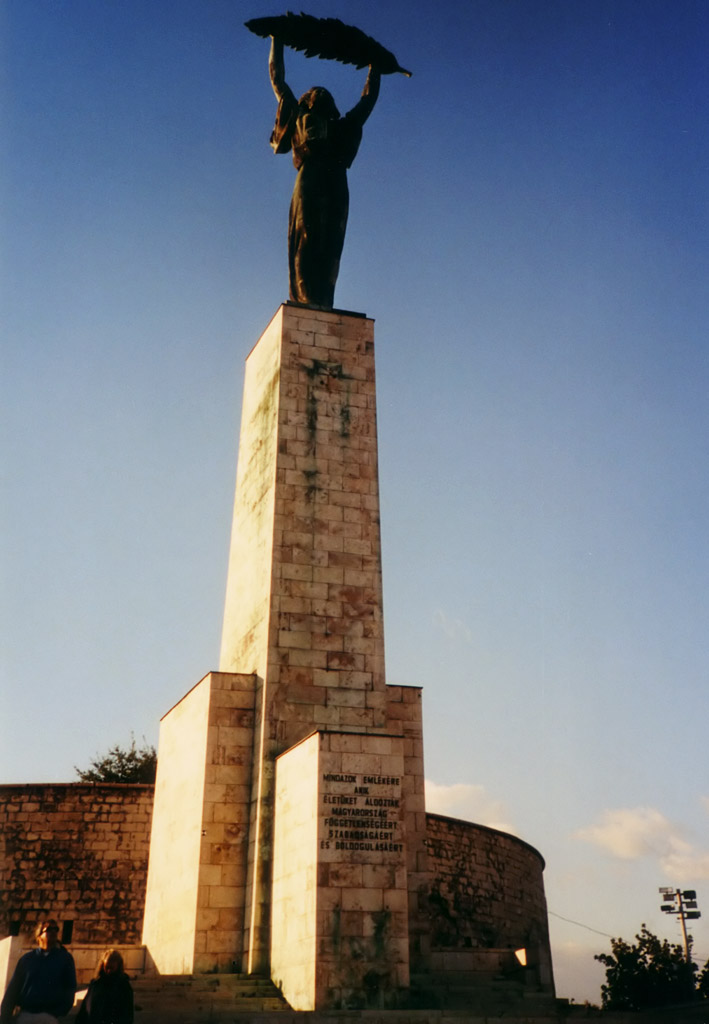
Szabadság-szobor
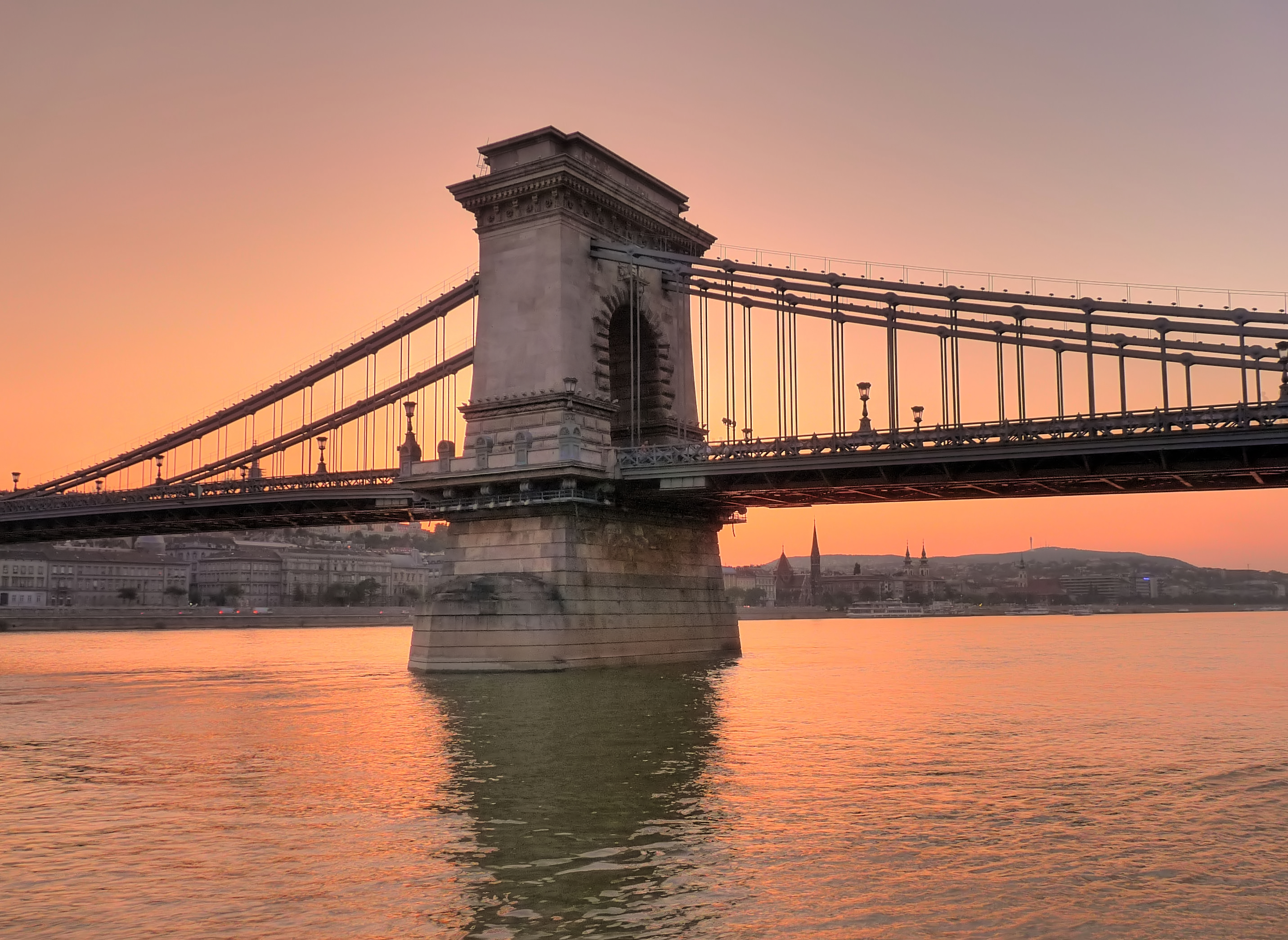
Lánchíd
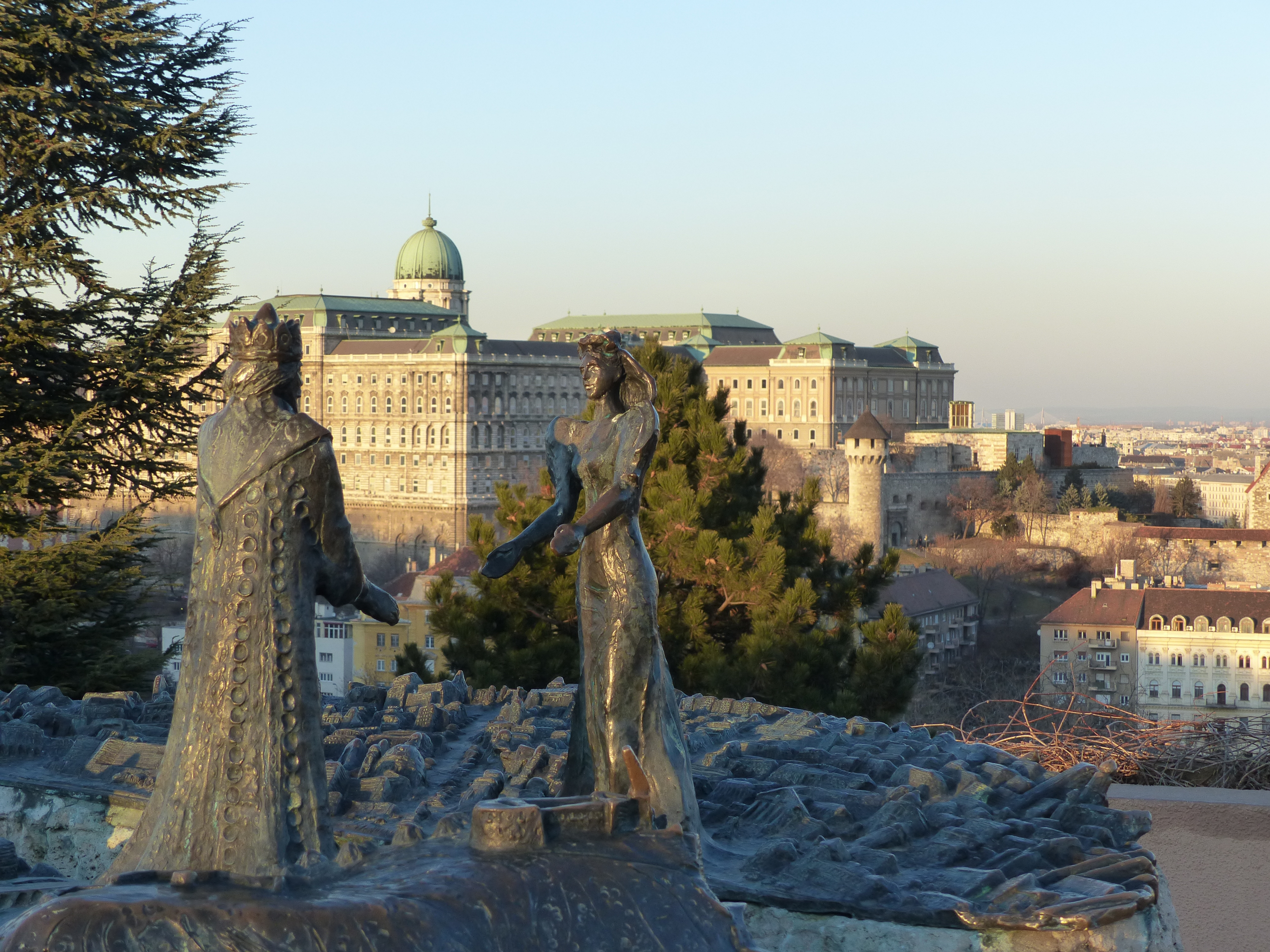
Buda hercege és Pest hercegnője

### Budapesti légifotós látképek, panorámaképek (2018)

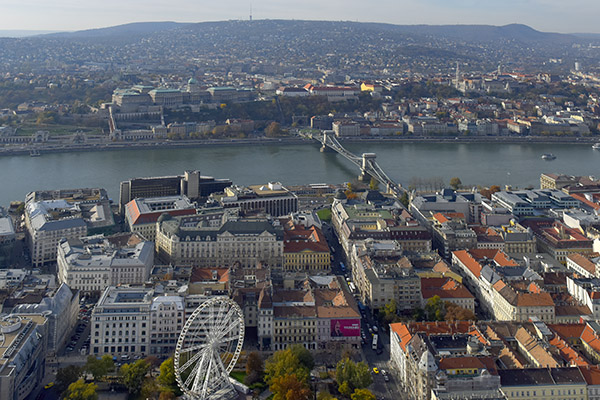
Budapest látképe a magasból
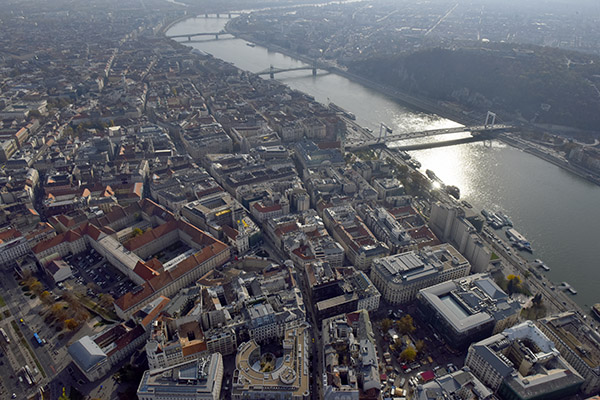
Budapest látképe hidakkal légi felvételen
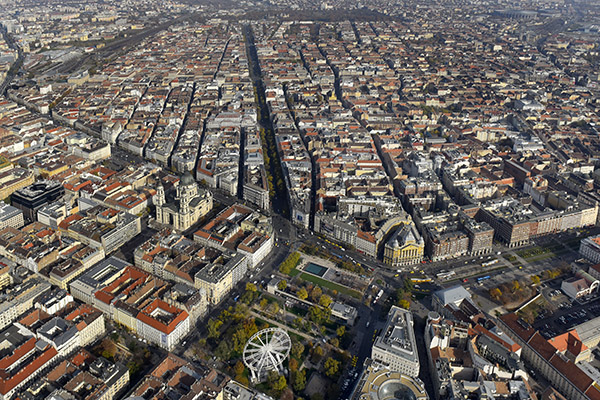
Budapest városképe légi fotón
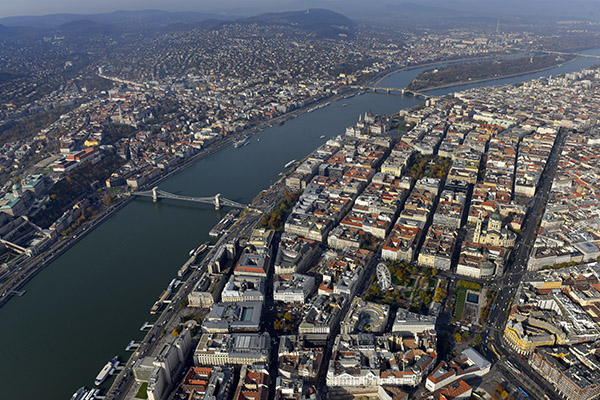
Budapest és a Duna madártávlatból
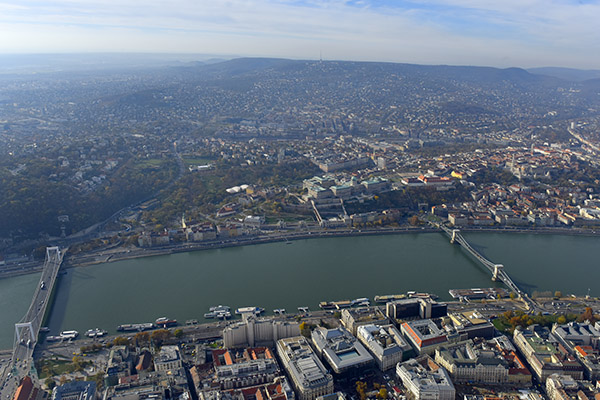
Budapest a levegőből

## Budapesttel kapcsolatos listák
- Budapest kerületei
- Budapest főpolgármestereinek listája
- Budapest alpolgármestereinek listája
- Budapest főpolgármester-helyetteseinek listája
- Budapest turisztikai látnivalóinak listája
- Budapesti kerületek alpolgármestereinek listája
- Budapesti gyárak listája
- Budapesti kórházak listája
- Budapest műemlékeinek listája
- Budapest díszpolgárainak listája
- Budapest világörökségi helyszínei
- Budapest városrészeinek listája
- Budapest elpusztult nevezetes épületeinek listája

## Egyéb kapcsolódó szócikkek
- Budapesti agglomeráció